# Список персонажей мультсериала «Томас и его друзья»
Список персонажей британского детского мультипликационного сериала «Томас и его друзья» (англ. Thomas & Friends, Thomas the Tank Engine & Friends до 2003 г.), снятого по мотивам книг «The Railway Series» писателей Уилберта и Кристофера Одри (англ. Reverend Wilbert Awdry and Christopher Awdry).

## «Северо-западная железная дорога»
«Северо-западная железная дорога» (англ. North Western Railway, NWR) — основная железная дорога со стандартной колеёй британского острова Содор. Управляющим на железной дорогой является сэр Топхем Хэтт (Толстый инспектор). Железная дорога охватывает весь остров, через неё проходит основной железнодорожный трафик, и в её собственности находится большая часть локомотивов.

## Паровозы

### Персонажи «The Railway Series» и «Thomas & Friends»

#### Томас

Томас

Эдвард

№ 1  Томас  (англ. Thomas) (изначально № 70) — танк-паровоз синего (изначально тёмно-зелёного) цвета.
Осевая формула 0-3-0. Класс LB&SCR E2.

Первое упоминание — рассказ «Thomas and Gordon» книги «Thomas The Tank Engine».

Первое появление в сериале — серия «Серьёзный урок» («Thomas and Gordon») 1 сезона.

Томас — весёлый маленький паровоз, поначалу работавший маневровым локомотивом на большой станции, привозя вагоны для других паровозов и забирая их обратно после прибытия поездов. На первых порах из-за своей неопытности и небрежности он наломал немало дров. Так однажды он уехал, забыв свой поезд на станции, в другой раз чудом не сошёл с рельсов, не справившись с упрямыми и буйными грузовыми вагонами. Позднее в награду за участие в спасении Джеймса после его аварии Томас получил собственную ветку, по которой теперь он возит маленький пассажирский поезд — два вагона по имени Энни и Кларабель. Из-за своего нетерпения и любопытства он часто ввязывается в приключения, а ещё чаще в неприятности. Суетливый и нахальный, он любит похвастаться и подразнить других, за что не раз бывал наказан. Тем не менее, Томас остаётся самым оптимистичным и жизнерадостным паровозом Содора.
Выкрашен в синий цвет с красной окантовкой и жёлтым номером 1 по бокам кузова.
Озвучивали:
Эдвард Глен (англ. Edward Glen) («Томас и волшебная железная дорога»)
Великобритания: Бен Смолл (англ. Ben Small) (Hero of the Rails — 18 сезон), Джон Хаслер (англ.  John Hasler) (с The Adventure Begins по 24 сезон)
США: Мартин Шерман (англ. Martin Sherman) (С Hero of the Rails по 18 сезон), Джозеф Мэй (англ.   Joseph May) (с The Adventure Begins по 24 сезон)
Великобритания: Аарон Бараши (с 25 сезона по настоящее время)
США: Миша Контрерас (с 25 сезона по настоящее время)
Россия: Прохор Чеховской

#### Эдвард
№ 2 Эдвард (англ. Edward) — тендерный паровоз синего цвета.
Осевая формула 2-2-0. Класс Furness Railway K2.

Первое упоминание — рассказ «Edward’s Day Out» книги «The Three Railway Engines».

Первое появление в сериале — серия «Эдвард и Гордон» («Edward and Gordon») 1 сезона.

Эдвард — добрый, мудрый и отзывчивый паровоз, всегда готовый прийти на помощь другу. Маленькие паровозы часто обращаются к нему за поддержкой и советом. К сожалению, большие паровозы считают его устаревшим и ненадёжным и часто любят подшучивать над его возрастом. Отчасти это правда: Эдвард является одним из старейших локомотивов железной дороги Содора, которую он сам когда-то помогал строить. Но хоть он и уступает большим паровозам в силе и скорости, зато умнее и опытнее их. Поэтому, несмотря на свой возраст, Эдвард не раз доказывал, что может работать не хуже, а иной раз и лучше других. Когда депо Тидмут было на ремонте после того, как в него на полной скорости влетел Джеймс, Эдвард отправился спать в депо Веллсворта к Филиппу, затем в доки Брендама, в Стимворк, на корабль, в шахту Ульфстеда и в лес, но везде было слишком шумно, и Эдвард долгое время не мог выспаться. Позже он нашёл Филиппа хорошей компанией и решил, что с тех пор останется жить в Веллсворте вместо Тидмута. Впоследствии его старое место заняла Ния.
Выкрашен в синий цвет с красной окантовкой и жёлтым номером 2 на тендере.
Озвучивали:
Великобритания: Кит Викхэм (англ. Keith Wickham)
США: Уильям Хоуп (англ.  William Hope)
Россия: Александр Котов (13 — 16 сезоны), Денис Беспалый (18 сезон, фильм «Король железной дороги»), Антон Савенков (с 19 сезона)

#### Генри

Генри

№ 3 Генри (англ. Henry) — большой тендерный паровоз зелёного цвета.
Осевая формула 2-3-0. Класс LMS Stanier Class 5.

Первое упоминание — рассказ «The Sad Story of Henry» книги «The Three Railway Engines».

Первое появление в сериале — серия «Серьёзный урок» («Thomas and Gordon») 1 сезона.

Многострадальный паровоз, обладатель нервного, обидчивого характера и болезненной натуры. По своей природе Генри является хорошим, упорным работником, но неудачная конструкция приводит к частым техническим проблемам и неисправностям, от которых страдает и он сам, и другие обитатели острова. Временами может казаться самодовольным и заносчивым, хотя в глубине души мягкий и сентиментальный. Генри был построен по черновым чертежам A1 Pacific, украденным конкурентами у конструктора Найджела Грезли. Несмотря на то, что конструкция оказалась неудачной, паровоз приобрёл сэр Топхэм Хэтт. Скоро у Генри начались проблемы со здоровьем: его топка была слишком маленькой, и если в неё попадал уголь плохого качества, она не давала достаточно жара для получения пара. Толстый Инспектор даже подумывал списать несчастный паровоз и взять на его место другой локомотив, но всё же решил лично разобраться в проблеме и спросил у кочегара Генри, что можно сделать. Тот посоветовал приобрести специальный качественный уэльский уголь. Толстый инспектор согласился дать Генри шанс, и дела действительно пошли на лад. Генри продолжил использовать уэльский уголь, до того момента, как потерпел крушение, врезавшись в стоявший товарный поезд. После аварии Толстый Инспектор отправил его на перестройку, где его конструкцию изменили на Stanier 5MT. После перестройки механические проблемы стали беспокоить Генри намного реже, он даже смог тягаться по силе и скорости с Гордоном, и иногда стал подменять того на экспресс-ветке. Через некоторое время по своей просьбе Генри переехал в Викарстаун к Рози, а его старое место заняла Ребекка.
Выкрашен в зелёный цвет с красной окантовкой и жёлтым номером 3 на тендере.
Озвучивали:
Кевин Фрэнк (англ.  Kevin Frank) («Томас и волшебная железная дорога»)
Великобритания: Кит Викхэм, США: Керри Шейл (англ.   Kerry Shale)
Россия: Александр Котов (с 13 сезона до серии «Филипп спешит на помощь»), Александр Хорлин (в фильме «Большая гонка»)

#### Гордон

Гордон

№ 4 Гордон (англ. Gordon) — большой тендерный экспресс-паровоз синего цвета.
Осевая формула 2-3-1. Класс A0 (A3) Pacific. Построен в 1922 году.

Первое упоминание — рассказ «Edward and Gordon» книги «The Three Railway Engines».

Первое появление в сериале — серия «Серьёзный урок» («Thomas and Gordon») 1 сезона.

Экспериментальный, единственный в своём классе паровоз, созданный известным британским конструктором Найджелом Грезли в качестве прототипа класса A1 Pacific. Старший брат знаменитого британского паровоза «Летучий шотландец» и кузен быстрейшего в мире парового локомотива Малларда.
Гордон — сильнейший и быстрейший паровоз Содора. Он является основным локомотивом экспресса Северо-Западной железной дороги, чем очень гордится. Вся остальная работа его не очень волнует, поэтому от поручений, которые он считает ниже своего достоинства, старается либо увильнуть, либо сорвать их выполнение. Важная позиция, которую он занимает на железной дороге острова, сделала Гордона вспыльчивым, гордым и капризным. Он свысока смотрит на маленькие паровозы, часто пренебрежительно отзываясь об их работе, и любит нервировать соседей по депо своими шутками и колкостями. Хотя иногда Гордон проявляет и мягкую сторону своего характера, выручая другие паровозы из беды или пытаясь помочь советом. Является членом паровой команды.
Выкрашен в синий цвет с красной окантовкой и жёлтым номером 4 на тендере.
Озвучивали:
Великобритания: Уилл Харрисон-Уоллес ( с 25 сезона по настоящее время)
США:  Нейл Крон (англ.   Neil Crone) («Томас и волшебная железная дорога»), с 25 сезона по настоящее время
Великобритания: Кит Викхэм (13 — 24 сезоны)
США: Керри Шейл (13 — 24 сезоны)
Россия: Владимир Антоник (13 — 16 сезоны), Денис Беспалый (в фильме «Король железной дороги»)

#### Джеймс

Джеймс

№ 5 Джеймс (англ.  James) — тендерный паровоз красного (изначально чёрного) цвета.
Осевая формула 1-3-0. Класс L&YR Class 28.

Первое упоминание — рассказ «Thomas and the Breakdown Train» книги «Thomas the Tank Engine».

Первое появление в сериале — серия «Серьёзный урок» («Thomas and Gordon») 1 сезона.

Джеймс был одним из 0-3-0 тендерных грузопассажирских паровозов, построенных в 1912—1913 гг. для Lancashire and Yorkshire Railway по проекту Джорджа Хьюза. Подобные паровозы имели хроническую проблему: на высокой скорости они начинали «клевать носом», и Джеймс был выбран в качестве экспериментального паровоза для устранения этого недостатка. Ему установили движущие колёса большего диаметра и бегунковую тележку, изменившую его тип на 1-3-0. Эксперимент оказался неудачным, и в 1923 году LMS продала его «Северо-западной железной дороге». Джеймс прибыл на остров в чёрной ливрее с красной окантовкой и сохранил такую окраску до своей первой аварии. Причиной аварии стали ненадёжные деревянные тормозные колодки, доставшиеся ему в наследство от прежней железной дороги, которые не выдержали нагрузки и загорелись. После крушения он был отправлен на ремонт, где были устранены многие из его хронических технических недостатков, в том числе старые деревянные колодки были заменены на металлические. Кроме того, чтобы подбодрить Джеймса после аварии Толстый инспектор распорядился перекрасить его в ярко-красный цвет с золотыми полосами. После этого в характере Джеймса произошли значительные перемены. Он стал, наверно, самым самовлюблённым из всех паровозов острова, считая, что сияющая красная краска и блестящий латунный колпак делают его исключительным. Если послушать Джеймса, то может показаться, что он сам управляет железной дорогой. Однако из-за нетерпеливости и раздражительности он часто попадает в неприятности, о которых ему при случае не забывают напоминать другие паровозы. Является членом паровой команды.

Выкрашен в красный цвет с золотыми полосами, чёрной окантовкой и жёлтым номером 5 на тендере.
Озвучивали:
Сьюзан Роман (англ.  Susan Roman) («Томас и волшебная железная дорога»)
Великобритания: Кит Викхэм
США: Керри Шейл (Hero of the Rails — 18 сезон), Роб Рэкстроу (англ.  Rob Rackstraw) (с «The Adventure Begins» по 24 сезон)
Великобритания/США Люк Марти (с 25 сезона по настоящее время)
Россия: Ольга Кузнецова, Антон Савенков (с 20 сезона), Даниил Эльдаров (в фильме «Большая гонка»)

#### Перси

Перси

№ 6 Перси (англ. Percy) — танк-паровоз зелёного цвета.
Осевая формула 0-2-0. Класс Avonside 0-4-0ST.

Первое упоминание — рассказ «Trouble in the Shed» книги «Troublesome Engines».

Первое появление в сериале — серия «Неприятности на путях» («Trouble in the Shed») 1 сезона.

О происхождении Перси мало что известно, он не похож ни на один известный локомотив и скорее всего является гибридом, построенным на базе одного из танк-паровозов Avonside Engine Company и в дальнейшем значительно перестроенным с использованием различных компонентов, среди которых были части паровозов Hunslet. После перевода Томаса на собственную ветку и последовавшего вслед за этим отказа больших паровозов заниматься формированием собственных поездов Толстый инспектор понял, что ему необходим ещё один паровоз. Выбрав в мастерской маленький зелёный паровоз, он дал ему имя Перси и отправил работать на станцию. Перси пробыл маневровым паровозом на станции Тидмут до появления Дака, который был больше и сильнее, поэтому оказался лучше подготовлен к такой работе. Перси был отправлен на ветку Томаса для строительства нового порта в городе Кнепфорд, на которой в конце концов он остался работать, перевозя почтовые и товарные поезда. Он лучший друг Томаса, друг и соперник вертолёта Гарольда. С большими паровозами он любит вести себя нахально, за что однажды был проучен Гордоном и Джеймсом. Немного наивный и пугливый, часто бывает небрежным и невнимательным, из-за чего нередко попадает в аварии. Является членом паровой команды.

Выкрашен в зелёный цвет с красной окантовкой и жёлтым номером 6 на бункере.
Озвучивали:
Линда Балантин (англ.   Linda Ballantyne)(«Томас и волшебная железная дорога»
Великобритания: Кит Викхэм (Hero of the Rails — Sodor’s Legend of the Lost Treasure), Найджел Пилкингтон (англ. Nigel Pilkington)  (19 - 24 сезоны), Генри Шарль (с 25 сезона по настоящее время)
США: Мартин Шерман (Hero of the Rails — 18 сезон), Кристофер Рэглэнд (англ.   Christopher Ragland) (19 - 24 сезоны), Чарли Зельцер (с 25 сезона по настоящее время)
Россия: Ольга Кузнецова

#### Тоби

Тоби

№ 7 Тоби (англ. Toby) — паровой трамвай коричневого цвета.
Осевая формула 0-3-0. Класс LNER J70.

Первое упоминание — рассказ «Toby and the Stout Gentleman» книги «Toby the Tram Engine».

Первое появление в сериале — серия «Тоби и толстый джентльмен» («Toby and the Stout Gentleman») 1 сезона.

Тоби — забавный маленький паровоз с метельником и боковыми панелями, которые скрывают колёса и создают впечатления, что он скользит по рельсам. Короткий и квадратный, он не похож на другие паровозы и выглядит достаточно причудливо. Тоби был одним из группы локомотивов класса J70, построенных в 1914 году для Большой Восточной железной дороги. Вместе со своей преданной подругой — вагоном Генриеттой — когда-то он доставлял грузы и отвозил пассажиров по популярной железной дороге в Восточной Англии. Со временем пассажиров почти не осталось, товары теперь перевозили на грузовиках, и в 1951 году ветку решено было закрыть. Незадолго до закрытия железной дороги с Тоби познакомился сэр Топхэм Хэтт, отдыхавший со своей семьёй в тех местах. Он приобрёл Тоби для работы в карьере Фаркуар. Тоби работает на ветке Томаса, там свойственные ему опыт и спокойствие сделали его советы бесценными. Хотя он слабее и медленнее большинства паровозов, а его маленький водяной танк не раз ставил его в неловкое положение, но мудрость и трудолюбие помогли ему стать незаменимым. Ранее он был членом паровой команды.

Выкрашен в коричневый цвет с серыми боковыми панелями и метельником и жёлтым номером 7 по бокам кузова.
Озвучивали:
Колм Фиори (англ.  Colm Feore) — «Томас и волшебная железная дорога»
Великобритания: Бен Смолл («Hero of the Rails» — 18 сезон), Роб Рэкстроу (с 19 сезона по настоящее время)
США: Вильям Хоуп
Россия: Владимир Антоник (13 — 16 сезоны), Денис Беспалый

#### Дак
№ 8 Дак (англ. Duck) (изначально № 5741) — танк-паровоз зелёного цвета.
Осевая формула 0-3-0. Класс GWR 5700. Построен в 1929 году.

Первое упоминание — рассказ «Duck Takes Charge» книги «Percy the Small Engine».

Первое появление в сериале — серия «Новичок» («Duck Takes Charge») 2 сезона.

Настоящее имя — Монтегю, хотя большинство называет его Дак. Говорят, это прозвище он получил за то, что раскачивается при езде, но сам он уверен, что это неправда. Построен в 1929 году по проекту главного инженера-механика Большой Западной Железной дороги (англ. Great Western Railway, GWR) Чарльза Коллетта и до появления на Содоре работал на станции Паддингтон в Лондоне. Прибыл на остров в 1955 году, чтобы заменить Перси на маневровых работах на станции Тидмут, где проработал до 1967 года. Позже был назначен ответственным за возобновившую свою работу ветку Тидмут-Арльсбург, прозванную Малой западной. На ней он работает вместе с Оливером, ещё одним паровозом с Большой западной железной дороги. Эпизодически занимается маневровыми работами и грузовыми перевозками в разных частях острова, участвовал в строительстве продолжения своей ветки до города Харвик. Трудолюбивый паровоз, любящий исключительную точность в работе. Лёгкий и весёлый в общении, обладает хорошим чувством юмора и часто любит подшучивать над своими приятелями. Смелый и прямолинейный, он поставит на место любой большой паровоз, который попробует давать ему указания. Он сохранил тёплые воспоминания о Большой Западной Железной дороге, и считает, что «в работе есть только два пути: Большой западный и неправильный».

Выкрашен в корпоративный зелёный цвет «Great Western Railway» с жёлтыми буквами GWR на водяном танке и жёлтым номером 8 на кабине.
Озвучивали:
Великобритания и США : Стивен Кинмэн (англ.  Steven Kynman)
Россия: Денис Беспалый

#### Дональд и Дуглас

Дональд и Дуглас

№ 9 Дональд и № 10 Дуглас (англ. Donald and Douglas) (изначально № 57646 и № 57647) — тендерные паровозы чёрного цвета.
Осевая формула 0-3-0. Класс Caledonian Railway 812.

Первое упоминание — рассказ «Hullo Twins!» книги «The Twin Engines».

Первое появление в сериале — серия «Вагончик с тормозом» («Break Van») 2 сезона.

Шотландские паровозы-близнецы, спроектированные Джоном Макинтошем и работавшие на Каледонской железной дороге. Первоначально получили номера 57646 и 57647, имён по их собственным словам не имели и придумали их уже во время путешествия на Содор. В 1960 году Толстый инспектор заказал для грузовых перевозок № 57646 (Дональда), но к своему удивлению получил вместо одного паровоза два одинаковых без номеров и опознавательных знаков. № 57647, не желая расставаться с братом и понимая, что в ближайшее время будет отправлен на слом, также прибыл на остров. Организовать переправку помогли их паровозные бригады, убравшие номера и перепутавшие документы. Сэр Топхэм Хэтт временно оставил оба паровоза, присвоив им номера 9 и 10, чтобы иметь возможность их различать. Позже за попытку запутать Толстого инспектора, обменявшись тендерами и выдавая себя друг за друга, они получили именные таблички. Несмотря на несколько неприятных случаев на железной дороге, шотландцы смогли завоевать всеобщее уважение, и после коллективной просьбы местных паровозов им обоим разрешено было остаться на острове. Своё спасение от списания на свалку металлолома впоследствии подтолкнуло Дугласа помочь попавшему в схожую ситуацию Оливеру. Близнецы заняты грузовыми перевозками на магистральной линии, ветке Дака и ветке Эдварда. Участвовали в постройке Малой западной ветки, позднее помогали строить её продолжение от Арльсбурга до Харвика. В отличие от большинства близнецов могут работать как вместе, так и по отдельности, хотя не любят разлучаться на долгое время. Готовы выполнять любую самую тяжёлую работу несмотря ни на какие сложности, особенно хорошо себя проявили в зимних условиях при уборке путей от снега. Гордые и самолюбивые, они не дают спуску ни другим паровозам, ни вагонам. Сообразительные и остроумные, любители подшучивать над другими. В оригинальной озвучке говорят на шотландском диалекте английского языка.

Выкрашены в чёрный корпоративный цвет «British Railways» с жёлтыми номерами 9 и 10 на тендерах. С каждой стороны котла расположены красные таблички с нанесёнными золотой краской именами.
Дональда озвучивали :
Великобритания/США : Джо Миллс (с «Легенда Содора о пропавших сокровищах» по «The Great Race»), Роб Рэкстроу (с 20 сезона по настоящее время)
Россия: Василий Зотов, Александр Хорлин (с 20 сезона)
Дугласа озвучивали :
Великобритания /США : Джо Миллс
Россия: Александр Хорлин

#### Оливер

Оливер

№ 11 Оливер (англ. Oliver) (изначально № 1436) — танк-паровоз зелёного цвета. 

Осевая формула 0-2-1. Класс GWR 1400.

Первое упоминание — рассказ «Escape» книги «Enterprising Engines».

Первое появление в сериале — серия «Бегство» («Escape») 3 сезона.

Оливер был спроектирован в 1932 году Чарльзом Коллеттом для осуществления пассажирских перевозок на «Большой западной железной дороге». В 1967 его паровозная бригада, испугавшись грядущего закрытия их ветки в Уэст-Кантри и отправки Оливера на металлолом, спланировала побег на Содор, прихватив с собой тормозной вагон по имени Тод. При пособничестве знакомых железнодорожных работников им удалось добраться до Барроу, где у них закончился уголь. Там они были найдены Дугласом, которому при совместной помощи обеих паровозных бригад удалось вывезти Оливера и Тода на остров. Толстый инспектор разрешил Оливеру остаться на своей железной дороге, и после капитального ремонта и перекраски в цвета «Большой западной железной дороги» его отправили работать на ветку Дака. Оливер получил тёплый приём от местных паровозов, которые были восхищены его героическим побегом. Полученные комплименты сделали его хвастливым и самонадеянным. Излишняя самоуверенность и нежелание слушать чужие советы вместе с отсутствием опыта работы с грузовыми вагонами стали причиной нескольких неприятных происшествий с товарными поездами, после которых Оливеру пришлось пересмотреть своё отношение к работе. Несмотря на свои сохранившиеся хвастливость и излишнюю вспыльчивость, он стал одним из самых надёжных и послушных паровозов железной дороги.

Выкрашен в корпоративный зелёный цвет «Great Western Railway» с жёлтым логотипом GWR на водяном танке и жёлтым номером 11 на кабине.
Озвучивали:
Великобритания/США : Джо Миллс
Россия: Василий Зотов, Денис Беспалый (18 сезон), Антон Савенков (с 19 сезона)

### Персонажи «Thomas & Friends»

#### Белль
Белль (англ. Belle) № 1 (изначально № 6120) — большой танк-паровоз синего цвета. Осевая формула 1-3-2. Класс BR Standard 4MT Tank. 

Первое появление в сериале — фильм «День дизелей» («Day of the Diesels»).

Пожарный паровоз Поисково-спасательного центра с сигнальным колоколом и двумя водяными пушками для тушения огня. Чаще всего работает в паре с Флинном. Смелая, уверенная в себе, полная энтузиазма и очень шумная, она всегда готова прийти на помощь в трудных и опасных ситуациях.

Озвучивали: Тереза Галлахер (англ.  Teresa Gallagher)

#### Бо
Бо (англ. Bеаu) — американский шахтный тендерный паровоз с усами серебристого и красного цветов с золотой обводкой у него есть кабина коричневого цвета и колёса красного цвета, тендер и метельник. Его имя и номер нарисованы на тендере и кабине жёлтым цветом. Однако в отличие от Левиафана, его лампа и сухопарник золотые а не красные. Осевая формула 4-4-0. Класс Локомотив Центрально-Тихоокеанской железной дороги.
Первое появление в сериале — фильм «Кругосветное путешествие!» («Big Wolrd! Big Andventure! The Movie»).
Когда Томас и Эйс мчались навстречу Бо он сумел избегать столкновения, в то время как его вагоны отцепились и покатились вслед за ними. После того как Томас и Эйс сошлись с рельс, Бо подоспел к ним и рассмеялся когда Томас спросил его привезти аварийный кран но он ответил что в их краях редкость. Взяв машиниста и кочегара Томаса и водителя Эйса, он отправился на поиски людей, чтобы помочь им, и не вернулся до следующего дня. Как только они оказались на ходу и продолжили свой путь, Бо отметил, что они говорят смешные вещи.
Озвучивали:
Великобритания/США: Керри Шейл

#### Виктор
Виктор (англ. Victor ) № 1 (изначально № 1173) — узкоколейный американский танк-паровоз красного (изначально жёлтого) цвета. Осевая формула 0-2-0. Прототип — Baldwin 0-4-0ST+PT.

Первое появление в сериале — фильм «Герой рельсов» («Hero of the Rails»).

Прибыл на Содор из Латинской Америки. Во время путешествия ударом волны разорвало цепи, крепившие Виктора к палубе корабля, и при выгрузке на берег его случайно столкнули за борт. В результате падения на пирс и долгого нахождения в воде оказался сильно повреждён, поэтому был отправлен в мастерскую для ремонта, где впоследствии и остался работать. По приезде на остров говорил только пo-испански, английский язык выучил, уже попав в ремонтное депо. Виктор фактически руководит работой мастерской и присматривает за молодым и неуклюжим краном Кевином. Также в его обязанности входит перевозка инструментов и запчастей. Дружелюбный паровоз, всегда готовый поддержать в трудную минуту дельным советом или хорошей шуткой. Не терпит суматохи и хамства и способен поставить на место любого нахала. Умный и ответственный, очень серьёзно относящийся к своим обязанностям, за что его уважают как другие локомотивы, так и сотрудники железной дороги.

Прототипом Виктора послужил реальный паровоз Minaz № 1173 0-4-0ST+PT Baldwin Locomotive Works, работавший на плантациях сахарного тростника на Кубе (изначально у Виктора был тот же номер 1173, что и у его прототипа). Виктор — единственный узкоколейный паровоз на железной дороге Толстого инспектора. В отличие от большинства других паровозов Виктор работает не на угле, а на мазуте. В оригинальной озвучке он говорит с сильным испанским акцентом. 

Озвучивали:
Великобритания: Мэтт Уилкинсон (англ. Matt Wilkinson) Hero of the Rails — 16 сезон, Дэвид Беделла (англ.  David Bedella) с Blue Mountain Mystery по настоящее время
США: Дэвид Беделла

#### Габриэла
Габриэла (англ. Gabriella) — бразильский танк-паровоз тёмно-голубого и чёрного цветов с красной и золотой обводкой. На борту водяного танка золотыми буквами написано имя. Который работает на Заливе Гуанабара в Бразилии и является другом Кассии. Осевая формула 0-6-0. Класс BaronezzaII.
Первое появление в сериале — серия «Двойник» («The Other Big Engine»)
23 сезона.
Габриэла подружилась с Томасом когда тот приехал в Бразилию. Она помогла ему узнать больше о своей родине, например, переводя ему различные фразы и обучая его бразильской музыке батукаде. Именно она представила Томаса Раулю.
Озвучивали:
Великобритания/CША: Моника Лопера

#### Герцогиня
Герцогиня Лафборо (Дучесс англ. Duchess of Loughborough) № 2020 — тендерный паровоз светло-серого цвета с чёрной обводкой и золотыми полосами на котле. Её колёса, ходовая пластина и хвостовики буфера окрашены в красный цвет, а передний буферный брус в чёрный цвет. Она носит две красные таблички с именами, по одной с каждой стороны котла, а также символ короны на её передней части. Которая должна отвезти королеву в Лондон. Осевая формула 4-6-2. Класс LMS Coronation Class.
Первое появление в сериале — серия «Томас и Королевский поезд» («Thomas and Royal Engine») 24 сезона.
Когда Томас встретил Герцогиню сначала он её не понимал, но когда они доставили королеву в Лондон он с ней подружился.
Озвучивали:
Великобритания/США: Розамунд Пайк

#### Куаку
Куаку (англ. Kwaku) — большой танзанийский паровоз красного цвета со светло-жёлтой прокладкой. Его цилиндры окрашены в чёрный цвет с красными линиями системы Гарратт. Осевая формула 4-8-2+2-8-4. Прототип EAR. Класс 59.
Первое появление в сериале — фильм «Кругосветное путешествие!» («Big World! Big Adventures! The Movie»).
Однажды Куаку доставлять грузы в порт Дар-эс-Салама, когда Эйс и другие раллийные гоночные автомобили сновали в порту. Позже встретился с Нии и Томасом, когда они привезли товарный поезд в Дар-эс-Салам, найдя время немного по-дружески поболтать с Нии. В другой раз Куаку тянул товарный состав через Дар-эс-Салам, когда Толстый Инспектор пытался найти Томаса и вернуть его обратно домой.
Озвучивали:
Великобритания/США: Абубакар Салим

#### Лоренцо
Лоренцо  (англ. Lorenzo) — старинный итальянский тендерный паровоз ультрамаринового синего цвета с красными колёсами и латунными полосами на котле. Его кабина и тендер украшены красными и жёлтыми полосами похожими на нотный стан. На его кабине есть две именные таблички из Вероны. Осевая формула 2-6-0. Класс 743.

Первое появление в сериале — серия «Загадочная шахта» («Mines of Mystery») 23 сезона.
Во время поисках сокровищах вместе со своим вагоном Беппе, однажды Лоренцо нашёл старую шахту. Где он провёл в шахте много лет став популярной звездой и Джина пользовалась сказом о пропаже в качестве предостережения и любопытства.
Томас начал путешествовать по Италии пока тот не заблудился в той старой шахте и нашёл Лоренцо с Беппе на буксире но тут шахта начала рушиться и Томас дотолкал их до выхода над морем к счастью рядом был Стефано и спас всех. После ремонта Лоренцо и Беппе вернулись к работе на итальянской железной дороге. Лоренцо пришёл в восторг, когда в Колизее намечалось выступление оперной певицы Дамой Беллой Канто он расстроился узнав что Джину попросили отвезти. Лоренцо подумал что Дама Белла Канто не выбрала его из-за Беппе он обманом заставил его поработать вместе с Джиной в то время как он нашёл более большой вагон заставил Даму Беллу Канто врасплох в результате поехала с ним.
Когда Дама Белла Канто велела Лоренцо поехать другой дорогой в результате он заблудился пожалел за то что он расстался с Беппе. Джина и Беппе нашли его Лоренцо извинился перед Беппе и воссоединился верным вагоном. Когда Томас хотел спеть как Лоренцо и Беппе. Двое всячески научить этому вскоре Лоренцо и Беппе сдались заключив что Томас создан не для этого.
Озвучивали:
Великобритания/США: Винченцо Николи

#### Ния
Ния (англ. Nia) № 18 — кенийский танк-паровоз оранжевого цвета с красными, жёлтыми и зелёными узорами. Осевая формула 2-6-2T. Класс — KUR ED1 class.
Первое появление в сериале — фильм «Кругосветное путешествие!» («Big World! Big Adventures! The Movie»).
Танковый паровозик из Восточной Африки и новый член «Паровой Команды» на Содоре. Настоящая оптимистка с отличным чувством юмора. Она руководствуется сильными моральными принципами и серьёзно относится к тому, как быть справедливым и добрым к другим. Ния не боится высказывать своё мнение, когда это нужно. Одновременно вдумчива и практична и часто выдвигает очень творческие идеи. Её доброе сердце и заразительный энтузиазм в конце концов побеждают другие качества.   
Озвучивали:
Великобритания/США: Ивонн Гранди
Патрисия Кихоро (вокал)
Великобритания: Сейд Смит (с 25 сезона по настоящее время)
США: Талия Эванс (с 25 сезона по настоящее время)

#### Портер
Г.К. Портер (англ. H.K. Porter) № 1 — американский танк-паровоз голубовато-зелёного цвета с жёлтыми полосами. Осевая формула 0-3-0. Класс H. K. Porter.

Первое появление в сериале — серия «Солти едет к морю» (« Away From the Sea») 17 сезона.

Маневровый паровоз, работающий в Доки Брендама. Прибыл на остров для помощи Солти в порту. Имеет три колпака — сухопарник и две песочницы, за что его часто сравнивают с верблюдом. Спокойный, трудолюбивый, и уверенный в себе. Его не очень заботит, что другие думают или говорят о нём, но он всегда готов поддержать друга в трудную минуту.

Озвучивали:
Великобритания: Стивен Кинмэн
США: Дэвид Менкин (англ.  David Menkin)

#### Райан
Райан (англ. Ryan) № 1014 — танк-паровоз фиолетового цвета. Осевая формула 0-3-1. Класс GNR Class N2.

Первое появление в сериале — фильм «Легенда Содора о пропавших сокровищах» («Sodor’s Legend of the Lost Treasure»)

Открытый, приветливый, немного наивный танк-паровоз, с воодушевлением относящийся ко всякой работе и готовый предложить свою дружбу любому новому знакомому. Занимается грузовыми перевозками на ветке Арльсбург-Харвик.
Озвучивали:
Великобритания/США : Эдди Редмэйн (англ. Eddie Redmayne)

#### Ребекка
Ребекка (англ. Rebecca) № 22 — большой тендерный паровоз жёлтого цвета. Осевая формула 4-6-2. Класс — SR West Counry and Battle of Britain classes.

Первое появление в сериале — серия «По расписанию» («Confusion Without Delay») 22 сезона.
Приехала с Материка, чтобы помогать Гордону с экспрессом в напряжённые периоды. Очень застенчива, но не боится постоять за себя, и не испытывает страха к другим грозным паровозам. Иногда она хочет быть на том же уровне, что и другие паровозы, что иногда может вызвать у неё беспокойство или поспешность. Но, несмотря на свою застенчивость и неуверенность, Ребекка видит лучшее в каждом, и все её друзья ценят её за доброту и энтузиазм. Она также обладает редкостным умением слаженно работать с вредными вагонами без каких-либо проблем в первый раз, озадачив даже самих вагонов. У Ребекки большое сердце, и обычно она беззаботная и жизнерадостная. Иногда, в отличие от Гордона, она ведёт себя очень смиренно, если у неё что-то не ладится.
Озвучивали:
Великобритания/США: Рейчел Миллер

#### Рози
Рози (англ. Rosie) № 37 — танк-паровоз красного (изначально розового цвета.) Осевая формула 0-3-0. Класс SR USA class.

Первое появление в сериале — серия «Томас и поздравление с днём рождения» («Thomas and the Birthday Mail») 10 сезона.

Жизнерадостная, озорная и упрямая, паровозик обожающая Томаса. Он настолько ей понравился, что она готова была во всем ему подражать и следовать за ним по пятам. Это поначалу раздражало Томаса, и он пытался от неё отвязаться, но её дружелюбие и отзывчивость, а также определённое сходство характеров позволили им подружиться. 
Озвучивали:
Великобритания: Тереза Галлахер (с 13 по 16 сезон)
США: Жюль де Жонг (англ.  Jules de Jongh) (с 13 по 16 сезон)
Великобритания/США: Никола Стэплтон (с серии «Покидая Содор» по настоящее время)

#### Скрафф
Скрафф (англ. Scruff) № 2 (изначально № 9369) — танк-паровоз с вертикальным расположением котла лимонного цвета с зелёными полосами. Осевая формула 0-2-0. Прототип — паровоз с вертикальным расположением котла расположением котла 100 HP BE Type № 9369 «Musketeer» Sentinel Waggon Works.

Первое появление в сериале — серия «Грязнуля Скрафф» («Thomas and Scruff») 14 сезона.

Активный, вечно занятой маленький квадратный паровоз, работающий вместе с Виффом на свалках.

Прототипом Скраффа послужил реальный локомотив 100 HP BE Type № 9369 «Musketeer»
.

Озвучивали :
Великобритания: Мэтт Уилкинсон
США Керри Шейл

#### Сонни
Сонни (англ. Sonny) № 1842 — танк-паровоз тёмно-синего цвета. Осевая формула 0-6-0WT. Класс — Haydock Foundry.
Первое появление в сериале — серия «Блестящее пополнение» («A New Arrival») 24 сезона.
Сонни — сложный паровоз. Будучи немного аутсайдером, он часто следует любым приказам, которые ему дают начальники, и к сожалению, попадает в руки коварных умов База и Берни. Во время пребывания во владении двух воров Сонни проявлял склонность быть зловещим и грубым, отталкивая другие паровозы. Однако после того, как Томас помог ему на молочной ферме, и он получил похвалу от сэра Роберта Норемби, скважинный танк-паровоз начал новую жизнь, противостоя ворам и упорно работая над тем чтобы быть действительно полезным, а также говорить правду, если это необходимо, в отличие от других локомотивов, когда они совершают ошибки. Хотя его иногда дискриминируют за его прошлые грехи, Сонни оказался надёжным и достоверным, что и сделало его настоящим паровозиком на Северо-западной железной дороги.
Озвучивали:
Великобритания/США: Джо Сваш

#### Стэнли
Стэнли (англ. Stanley) — танк-паровоз белого цвета. Осевая формула 0-3-0. Класс — Stewart & Lloyds 16" 0-6-0ST.

Первое появление в сериале — фильм «Великое открытие».

Прибыл на остров в качестве замены Томасу, когда тот был занят на реставрации города Грейт Вотертон. Приветливый, обаятельный и дружелюбный Стэнли быстро нашёл общий язык со всеми обитателями острова, за исключением Томаса. Стэнли оказался чуть больше, чуть сильнее и чуть новее Томаса, чем вызвал у него зависть и сильную неприязнь. Позднее своим добродушием и чуткостью Стэнли смог завоевать дружбу и первого номера Содора.

Озвучивали:
Великобритания: Мэтт Уилкинсон,
США: Бен Смолл с 15 сезона по Day of the Diesels, Дэвид Менкин (англ. David Menkin) с 18 сезона по настоящее время

#### Тамика
Тамика — австралийский паровоз, паровой рельсомотор жёлтого цвета. Её площадка красного цвета, а метельник — в чёрный. По бокам её кабины имеет медные номерные знаки. Осевая формула 2-2-0WT. Прототип SAR. Класс SMC.
Первое появление в сериале — серия «Банджо и лесной пожар» («Banjo and the Buchfire») 22 сезона.
Тамика является строгим, но справедливым туристическим локомотивом. Она очень заботится о животных тропического леса и пытается защитить их.
Озвучивали:
Великобритания/США: Роуз Робинсон

#### Уифф
Уифф (англ. Whiff) № 1 (изначально № 66) — танк-паровоз зелёного цвета. Осевая формула 1-1-2. Класс LNER X1.

Первое появление в сериале — серия «Эмили и её мусор» («Emily’s Rubbish») 11 сезона.

Уифф работает на свалке вместе со Скраффом, в его обязанности входит уборка мусора и металлолома. Бодрый, неунывающий и немного простодушный паровоз. Он любит свою работу, и его не волнует мнение окружающих о себе или своей профессии. Прототипом послужил реальный британский паровоз NER 2-2-4T № 66 «Aerolite». Его номер 66 также совпадает с номером Aerolite.

Озвучивали:
Великобритания: Кейт Викхэм,
США: Уильям Хоуп

#### Харви
Харви (англ. Harvey) № 27 (изначально № 4101) — танковый паровоз-кран красного цвета. Осевая формула 0-2-0. Прототип — Dubs Crane Engine № 4101.

Первое появление в сериале — серия «Спасатель Харви» («Harvey to the Rescue») 6 сезона.

По приезде на остров Харви был встречен не очень приветливо: из-за необычного внешнего вида и наличия крана другие посчитали его странным и ненужным. Но после спасения Перси он смог доказать, что его отличия и делают его полезным. Чаще всего занимается погрузкой товаров в доках и расчисткой путей после аварий, иногда тянет товарные составы. По характеру добросердечный, безотказный, но часто сомневающийся в себе и неспособный отстоять своё мнение против более напористых паровозов, таких как Самсон.
Озвучивали: Кит Викхэм

#### Хонг-Мей
Хонг-Мей (англ. Hong-Mei) № 1 — китайский танк-паровоз синего цвета с жёлтой обводкой с красной полосой вдоль водяного танка и латунные колёса красного со светло-серого цвета и номера 1. Осевая формула 0-6-0Т. Класс GJ.
Первое появление в сериале — серия «Отличная команда» («Number One Engine») 22 сезона.
Когда Томас путешествовал по Китаю он глазом не мог в это поверить что встретит паровозика похожего на него и зовут её Хонг-Мей имеется два вагона Ан-Ан и Йин Лонг, которые тянет иногда Томас и у неё есть такой же номер как у него номер 1.
Когда Томас рассказывает двух вагонов Ан-Ан и Йин Лонг что он из Содора и возит вагоны Энни и Кларабель начал фантазировать что он лучший паровоз номер 1 и как он летел в космос. Йин Лонг спросил так ли это на самом деле. Томас предложил Хонг-Мей устроить гонку кто лучший паровоз номер один Хонг Мей лидирует а Томас решил срезать путь Томас так сильно разогнался что он сошёл с рельс понимая что всё конечно тут появляется Хонг-Мей и Томас извиняется перед ней и какая разница два паровоза номера 1 лучше чем лучший паровоз номер один.
Озвучивали:
Великобритания/США: Чипо Чунг

#### Хиро
Хиро (англ. Hiro) № 51 — японский большой тендерный паровоз чёрного цвета. Осевая формула 1-4-1. Класс JNR D51.(№ 68,№ 62,№ 24,№ 29,№ 984,№ 85,№ 88)
Первое появление в сериале — фильм «Герой рельсов» («Hero of the Rails»).

Прибыл на остров с японской железной дороги, на которой он считался сильнейшим локомотивом, получив прозвище «Хозяин железной дороги» (англ.  Master of the Railway). После начала технических проблем он был отогнан на запасной путь в ожидании прибытия запасных частей для ремонта. Запчасти так и не приехали, про Хиро забыли, и он провёл много лет в одиночестве на заброшенной лесной ветке, пока на него случайно не наткнулся Томас. Хиро был восстановлен в ремонтном депо и по его просьбе отправлен домой в Японию. Через некоторое время он вернулся на Содор и остался работать на Северо-западной железной дороге. В основном занимается грузовыми перевозками на магистральной линии, часто курсирует между Содором и Большой землёй. Порядочный, мудрый, очень терпеливый и абсолютно незлопамятный, он любит покой и тишину и часто с ностальгией вспоминает свою родину.

В фильме «Hero Of The Rails» Хиро утверждает, что был старейшим локомотивом на острове, хотя как локомотив класса D51 он не мог быть построен раньше 1936 года и должен быть гораздо моложе большинства паровозов Содора, в том числе и Томаса. 

№ 51 на тендере — это отсылка к классу паровозов D51, к которому принадлежит Хиро.

Озвучивали:
Великобритания/США :Того Игава (англ. Togo Igawa)

#### Чарли
Чарли (англ. Charlie) № 14 — танк-паровоз фиолетового цвета. Осевая формула 0-3-0. Класс Manning Wardle L Class.

Первое появление в сериале — серия «Глупые гонки» («Play Time») 13 сезона.

Прибыл на остров с другой железной дороги Великобритании, где пользовался популярностью среди местных паровозов и был любимцем своего управляющего. Имеет репутацию шутника и весельчака. Часто вместо работы предпочитает развлекаться, срывая выполнение своих заданий и отвлекая других.

Чарли и Билли относятся к одному классу британских паровозов Manning Wardle L Class.

Озвучивали:
Великобритания: Мэтт Уилкинсон
США: Гленн Рэйдж (англ.  Glenn Wrage)

#### Эмили
Эмили (англ. Emily) № 12 — тендерный тёмно-зелёный паровоз. Осевая формула 2-1-1 Класс GNR Stirling 4-2-2.

Первое появление в сериале — серия «Новые вагоны Эмили» («Emily’s New Coaches») 7 сезона.

Она умная, дружелюбная и всегда готова прийти друзьям на помощь. Является членом паровой команды.
Озвучивали:
Великобритания: Тереза Галлахер
США: Жюль де Жонг

### Эпизодические персонажи

#### Артур
Артур (англ. Arthur) — большой танк-паровоз красного цвета. Осевая формула 1-3-1. Класс LMS Ivatt Class 2MT.

Первое появление в сериале — серия «Билл, Бэн и Фергус» («Bill, Ben and Fergus») 7 сезона.

Паровоз, никогда не попадавший в аварии и гордившийся своей безупречной репутацией, испорченной в первый же день работы на Содоре после столкновения с поездом Дака. Изначально был взят как грузовой паровоз магистральной линии, затем был перемещён на собственную прибрежную ветку, проходящую через Рыболовную деревню. Там он в основном занят перевозкой рыбных товарных поездов. Спокойный, послушный, очень аккуратный паровоз, любящий море и запах рыбы

#### Билли
№ 13 Билли (англ. Billy) — танк-паровоз оранжевого цвета. Осевая формула 0-3-0. Класс Manning Wardle L Class. 

Единственный раз появляется в серии — серия «Не глупи, Билли» («Don’t Be Silly, Billy») 11 сезона.

Нервный, импульсивный и невнимательный паровоз, которого раздражают чужие советы, и который не следит за тем, что он делает. За своё единственное появления на железной дороге Толстого инспектора натворил так много глупостей, что несмотря на искреннее раскаяние, больше его там не видели.

#### Марсия и Марсио
№ 215 Марсия и № 216 Марсио (англ. Marcia and Marcio) — два тендерных бразильских паровоза зелёного цвета с бронзовой обшивкой, однако дымовая коробка разная у Марсио — зелёная и чёрная коробка его кабина чёрная с красными оконными рамами, а у Марсии кабина зелёная с красными оконными рамами. Их купола окрашены в чёрный цвет с бронзовыми и зелёными полосами. Их тендеры также покрашены в противоположные ливреи: у Марсио — зелёный с чёрной крышей, у Марсио чёрный с зелёной крышей. Осевая формула 4-6-0. Класс ABPF No. 215 Мария Фумаса.
Единственный раз появляются в серии — серия «Лесные поезда» («Thomas and the Forest Engine») 24 сезона.
Марсия и Марсио — близнецы и часто работают вместе. У них есть привычка разговаривать одновременно, что может сбивать с толку при знакомстве с новыми паровозами. Двое любят свою родную железную дорогу, хотя они хотят видеть мир больше.
Озвучивают:
Великобритания/США: Лаура Кукурулло — Марсия
Великобритания/США: Фредерико Трухильо — Марсио
Антон Савенков — Марсио

#### Невежественные паровозы
Невежественные паровозы (англ.  Bad Engine) - два тендерных китайских 
паровозов. Большой невежественный паровоз чёрного цвета с красными ходовыми пластинами и буферными брусками его колёса красные с белыми ободами, малый невежественный паровоз  тёмно-красного цвета мерло с чёрными буферными брусками, цилиндрами и дымовой коробкой и серебряными полосами на котле. Осевая формула 4-6-2 - большой невежественный паровоз,  2-8-0 - малый невежественный паровоз.
Прототип RM — большой невежественный паровоз, GR-3 — малый невежественный паровоз.
Единственный раз появляются в серии -  серия «Эмблема на удачу» («Yong Bao and the Tiger») 24 сезона.
Как следует из их произвеща, они очень грубы и невежливы и постоянно плохо отзывались о Йонг Бао проезжая через сортировачную станцию, на которой он работал. Однажды зимой большой невежественный паровоз с переполненным пассажирским поездом сошёл с рельсов в Гималаях и опасно повис на краю горы. К счастью Йонг Бао пришёл ему на помощь и вывез всех на безопасное место. В награду за свой героизм он был перекрашен в традиционные китайские  цвета, а паровозы извинились за прошлые обиды. Поскольку они появляются только во флэшбэках Йонг Бао, неизвестно, работают они ещё на железной дороге.
Озвучивали:
Великобритания/США: Крис Лью Кум Хой

#### Молли
Молли (англ. Molly) — тендерный паровоз жёлтого цвета. Осевая формула 2-2-0. Класс GER D56.

Первое появление в сериале — серия «Особый груз Молли» («Molly’s Special Specia») 9 сезона.

Гордится своей силой, но в то же время очень чувствительна и боится чужого осуждения. Не любит конфликты и сбегает от любой неприятной ситуации.

#### Невилл
Невилл (англ. Neville) № 33010 — тендерный паровоз чёрного цвета. Осевая формула 0-3-0. Класс SR Q1.

Первый раз появляется в серии «Томас и новый поезд» («Thomas and the New Engine») 9 сезона.

Дружелюбный, вежливый и незлопамятный паровоз, внешне слегка смахивающий на дизель. Поначалу был встречен не очень радушно из-за пущенных Томасом слухов о его дружбе с дизелями. Позже Томас, поняв свою ошибку, постарался пресечь слухи и подружился с Невиллом.

#### Фергюс
Фергюс (англ. Fergus) № 1 (изначально № 9449) — локомобиль синего цвета. Осевая формула 2-2-0. Класс Aveling and Porter TJ № 9449 Blue Circle.

Первый раз появляется в серии «Билл, Бэн и Фергюс» (« Bill, Ben and Fergus») 7 сезона.

Фергюс является гордостью цементного завода, на котором он работает. Долгая работа на пыльном заводе спровоцировала у него лёгкий, но хронический кашель. Предпочитает делать всё исключительно по правилам, и настаивает на том, чтобы и другие чётко следовали указаниям. Консервативный и немного надоедливый, но всегда готовый помочь в беде.

#### Флора
Флора (англ. Flora) — паровой трамвай жёлтого цвета. Осевая формула 0-3-0. Прототип — паровой трамвай Moseley Road Tramway.

Единственный раз появляется в серии «Трамвайная проблема» («Tram Trouble») 12 сезона.

Наивный и улыбчивый маленький паровой трамвай. Прибыла на остров, чтобы возглавить вместе с Тоби праздничный парад в городе Грейт Вотертон.

#### Хэнк
Хэнк (англ. Hank) — американский большой тендерный паровоз синего цвета. Осевая формула 2-3-1. Класс Pennsylvania Railroad K4 Pacific.

Единственный раз появляется в серии «Новый друг Томаса!» («Heave Ho Thomas!») 12 сезона.

Самый большой паровоз из всех, побывавших на Содоре. Могучий, решительный и слегка глуповатый с энтузиазмом чирлидера и силой титана.

### Персонажи «The Railway Series» и «Thomas & Friends»

#### БоКо
БоКо (англ. BoCo) № D2 (изначально № D5702) — тепловоз зелёного цвета. Осевая формула 3о−2о (Co-Bo). Класс BRC 28. Построен в 1958 году.

Первое упоминание — рассказ «The Diseasel» книги «Main Line Engines».

Первое появление в сериале — серия «Простудизель» («The Diseasel») 2 сезона.

Один из первых дизелей, появившихся на острове. Работает на ветке Эдварда и на магистральной ветке. В один из своих первых дней на острове без предупреждения забрал вагоны с фарфоровой глиной, приготовленные Биллом и Бэном, разозлив близнецов, и став объектом их многочисленных розыгрышей. Позже стал одним из немногих, кто может держать Билла и Бэна в узде. По характеру спокойный, благоразумный и дружелюбный тепловоз. Приятель Эдварда и Дака и один из немногочисленных дизелей, которых уважают практически все паровозы. Имя БоКо — это обратное прочтение его осевой формулы Co-Bo.

#### Дизель
Рудольф Дизель Класс 08 (англ. Class 08 Rudolf Diesel) № D1 — дизель-электровоз чёрного цвета. Класс BR Class 08. Осевая формула 0-6-0.

Первое упоминание — рассказ «Pop Goes the Diesel» книги «Duck and the Diesel Engine».

Первое появление в сериале — серия «Перси падает в воду» («Percy Takes the Plunge») 2 сезона.

Дизель стал первым тепловозом, появившийся на Содоре. Также известны как Железный Дизель. Основной антагонист серии. Трижды высылался с острова: первый раз за наговоры на Дака и Генри и дважды за устроенные аварии. В конечном счёте остался работать на железной дороге Толстого инспектора, став более аккуратным и терпеливым. Гордится тем, что является тепловозом, и с презрением относится к паровозам, считая их устаревшими. По характеру лживый, завистливый и коварный. Любитель устраивать мелкие пакости и вредить другим. В более поздних сериях он показан более мягким и способным сожалеть о своих поступках.

Дизель, Пакстон, Сидни, Эрри и Берт, Сплеттер и Додж, маневровые дизели и английский электрический дизель относятся к одному классу британских тепловозов British Rail Class 08.
Озвучивали:
Великобритания: Керри Шейл
США: Майкл Брендон (англ.  Michael Brandon) (13 сезон — Blue Mountain Mystery), Мартин Шерман («Король железной дороги» — 18 сезон), Керри Шейл (с 19 сезон - по 24 сезон).
Великобритания : Генри Харрисон (с 25 сезона по настоящее время)
США : Шомой Джеймс Митчелл (с 25 сезона по настоящее время)

#### Дизель Класс 40
Рудольф Дизель Класс 40 (англ. Class 40 Rudolf Diesel) № D4711 (изначально № D261) — тепловоз зелёного цвета с жёлтыми вставками. класс БР40 прототип — Английская Электричка. Осевая формула 1кор Co1/
Первое появление в сериале — серия «Расти спешит на помощь» («Rusty to the Rescue») 4 сезона.

Дизель однажды приехал на северо-западную ж/д по кредиту с Материка. Также известны как Доносчик Дизель. Он был построен на вулкане литейного производства в городе Ньютон-Ле-Луга, Ланкашир, Англия. Дизель был отправлен на Содор в 1962 для оказания помощи паровозам с товарами, но он только оскорблял другие паровозы утверждая что они устарели и хвастался о своей современности. Он получил отмщение когда шляпа инспектора залетела в его воздухозаборник и он сломался. Его отвезли в депо и Дак и Степни взяли его пассажирский поезд. Когда у Степни закончился визит на северо-западной ж/д Дизель уехал оставив после себя противный запах и помятую шляпу.

#### Дэйзи
Дэйзи (англ. Daisy) № D1 — автомотриса зелёного цвета. Класс BR Class 101 (дизель-поезд, в отличие от которого Дэйзи изображена одновагонной, предположительно с осевой формулой 2o-2o (Bo-Bo).

Первое упоминание — рассказ «Daisy» книги «Branch Line Engines».

Первое появление в сериале — серия «Дэйзи» («Daisy») 2 сезона.

Изначально работала на ветке Томаса вместе с Томасом, Перси и Тоби, сейчас — на ветке Арльсбург-Харвик вместе с Райаном. Была взята на пассажирские перевозки после того, как Томас врезался в дом начальника станции и был отправлен на ремонт. Сначала показала себя как капризная, ленивая и заносчивая особа, считающая себя лучше других и желающая заниматься только тем, что ей нравится. После угрозы высылки с острова она изменила отношение к работе, постаравшись стать ответственной и трудолюбивой, и в конечном итоге сдружилась с обитателями своей ветки.

Дэйзи стала первым женским персонажем-локомотивом в сериале.
Озвучивали:
Великобритания и США : Тереза Галлахер (с «Легенда о пропавших сокровищах» по «The Great Race»), Трейси-Энн Оберман (с 20 сезон по настоящее время)

#### Мэвис
Мэвис (англ. Mavis) № D1 — тепловоз чёрного цвета. Осевая формула 0-6-0. Класс BR Class 04.

Первое упоминание — рассказ «Mavis» книги «Tramway Engines».

Первое появление в сериале — серия «Мэвис» («Mavis») 3 сезона.

Маневровый тепловоз, работающий в карьере Фаркуа и Содорском сланцевом карьере. Поначалу вела себя самонадеянно и заносчиво, отказываясь слушать чужих советов, в результате нажив проблем себе и Тоби. Позднее показана повзрослевшей и поумневшей, способной договариваться и слушать чужое мнение.
Озвучивали:
Великобритания: Тереза Галлахер, :США: Жюль де Жонг Hero of the Rails — Blue Mountain Mystery, Тереза Галлахер с 17 сезона по настоящее время.

#### Дерек
Дерек (англ. Derek) № D1 — дизель, который был доставлен на Содор, чтобы помочь Биллу и Бэну, в глиняном карьере и каменоломне. У Дерека были проблемы, его Система охлаждения часто отказывала. Однажды он сломался, когда помогал Биллу и Бэну толкать длинный, товарный состав на холм, и паровозам пришлось тянуть его вместе с поездом. Дерек был отправлен на ремонт.
Дерек окрашен в тёмно-зелёный цвет с жёлтыми вставками.
Первое появление в сериале — серия «Двойная проблема с зубами» («Double Teething Troubles») 5 сезона и ненадолго появляется в фильме «На всех парах» в музыкальном эпизоде, призывавший дизелей и паровозов работать вместе.

### Персонажи «Thomas & Friends»

#### Дарт
Дарт (англ. Dart) — красно-жёлтый тепловоз. Прототип 0-4-0 DH Bagnall. Осевая формула 0-4-0.

Первое появление в сериале — фильм «День дизелей» («Day of the Diesels»).

Маленький маневровый локомотив, работающий вместе с Деном в дизельном депо. Проработал с Деном так долго, что может понять его без слов и объяснить другим, что Ден пытается сказать. Шустрый, суетливый и сообразительный помощник мастерской.
Озвучивали:
Великобритания и США : Руперт Дегас (англ.  Rupert Degas) (Day of the Diesels — 16 сезон), Стивен Кинмэн (с 17 сезона по настоящее время).

#### Ден
Ден (англ. Den) оранжево-серый тепловоз. Прототип Rolls-Royce Sentinel Diesel-Hydraulic 0-4-0. Осевая формула 0-4-0DH.

Первое появление в сериале — фильм «День дизелей» («Day of the diesels»).

Работает в дизельном депо вместе с Дартом. В отличие от Дарта медлительный тугодум, старающийся просчитать каждую мелочь. Проницательный и осторожный, предпочитающий сначала думать, а потом делать.

Озвучивали:
Великобритания и США : Кит Викхэм

#### Дизель 10
Рудольф Дизель 10 (англ. Rudolf Diesel 10) (в фильме «Томас и волшебная железная дорога»; в переводе телеканала «Карусель» — Десятый) — тепловоз оливкового цвета с жёлтыми полосами. Осевая формула 2o-2o (Bo-Bo). Класс BR Class 42 «Warship».

Первое появление в сериале — фильм «Томас и волшебная железная дорога» («Thomas and the Magic Railroad»).

Лидер местных тепловозов. Главный антагонист фильмов «Томас и волшебная железная дорога», «Day of the Diesels» и « Пропавшие украшения». Оборудован гидравлической «клешнёй», которую он называет Пинчи. В фильме «Томас и волшебная железная дорога» пытался уничтожить волшебный паровоз Леди, разнёс стену в депо Тидмата и угрожал расправой паровозам Толстого инспектора. В фильме «Day of the Diesels» захватил ремонтное депо Виктора и устроил там погром. В серии 17 сезона «Пропавшие украшения» с помощью Пакстона хотел забрать ёлку, украшения и зелёную мишуру у которых у дизелей не было. Пакстон хотел сказать об этом но Десятый не слушал его. Сначала они украли ёлку, а на следующий день украшения с депо от которой осталась только мишура но когда хотел забрать ещё мишуру, но Пакстон отказался выполнять условие Десятого и отправился в доки за украшениями когда Десятый хотел забрать и мишуру но не знал что за ним наблюдает Перси и погнался за ним за тем Эдвард, чуть позже Томас, далее Эмили потом погнались все паровозы до мастерской дизелей. Злобный, агрессивный и коварный дизель, ненавидящий паровозы. Хотя как и все локомотивы острова он хочет быть очень полезным, поэтому ради общего дела способен договариваться и решать совместные задачи с паровозами.

Озвучивали: Нил Крон (англ. Neil Crone) — «Томас и волшебная железная дорога», Мэтт Уилкинсон

#### Китайский дизель
Китайский дизель (англ. The Chinese Diesel) — большой китайский дизельный локомотив чёрного цвета с красными буферными брусами и красной обводкой вокруг окон. У неё есть белые колёса и оранжевый сцепной крюк. которая работает на китайской железной дороге. Прототип Siemens Eurorunner Series 8000. Осевая формула Bo-Bo.
Первое появление в сериале — фильм «Кругосветное путешествие!» («Big Word! Big Adventures! The Movie»).
Когда Томас прибыл в Китай в поисках своей подруги Нии, дизель сообщил ему что она видела как Ниа направлялась к радужным горам в Чжанъе Дансья.
Немного позже, она привезла аварийные краны, чтобы помочь поставить Ниу обратно на рельсы после того, как Томас и Йонг Бао спасли её от падения с обрыва из-за лавины.
Позже, у неё чудом не случилось несчастного случая с водяным колесом, построенный из бамбука, во время работы с аварийным краном; кран поймал колесо крючком и бросил его вдаль.
Озвучивали:
Великобритания/США: Су-Линь Лой

#### Нур Джан
Нур Джан (англ. Noor Jehar) — индийский дизельный локомотив кремового, красного, пурпурного и небесно-голубового цвета. Также имеет фиолетовую крышу, бордовые буферные буски и серебристые буфера с чёрными ароматизаторами. Класс WDM 2. Осевая формула Co-Co.
Первое появление в сериале — серия «Слон спешит на помощь» («Trusty Trunky») 22 сезона.
Нур Джан впервые появляется прервав Раджива хвастающегося перед Томасом, встав объектом его внимания. Она напомнила ему, что корона на его трубе не делает его королевским поездом. Позже, Нур Джан готовилась к съёмкам Болливудского фильма. Ашима рассказала Томасу о её популярных и роскошных турах тигрового сафари.
Озвучивали:
Великобритания/США: Шина Бхаттесса

#### Пакстон
Пакстон (англ. Paxton) № D4 — дизель-электровоз тёмно-зелёного цвета. Класс BR Class 08. Осевая формула 0-6-0.

Первое появление в сериале — фильм «День дизелей» («Day of the Diesels»).

Тепловоз, чаще всего занятый перевозкой щебня из карьера Голубой горы в другие части острова. Также известны как Железный Пакстон. Один из немногих тепловозов, хорошо относящихся к паровозам. По характеру вежливый и добрый, но наивный и глуповатый, часто ставящий себя в неловкие ситуации и являющийся объектом насмешек других дизелей.
Озвучивали:
Великобритания и США : Стивен Кинмэн

#### Сидни
Сидни (англ. Sidney) № D5 — дизель-электровоз тёмно-синего цвета. Класс BR Class 08. Осевая формула 0-6-0.

Первое появление в сериале — фильм «День дизелей» («Day of the Diesels»).

Забывчивый тепловоз, который может начать день в одном месте и в конце дня оказаться в другом, не помня, как туда попал. Также известны как Железный Сидни. Когда Сидни отправили на ремонт, его подняли наверх, сняли локомотивную тележку и оставили висеть под потолком депо. Будучи терпеливым, Сидни ждал два года, радуясь любой возможности с кем-нибудь поговорить. В конце концов его заметил Перси и попросил Толстого инспектора в качестве рождественского подарка поставить ему новые колёса.
Озвучивали: Боб Голдинг (англ.  Bob Golding)

#### Солти
Солти Дог (англ. Salty Dog) № D1 (изначально № D2991) — дизель-электровоз красного цвета. Класс BR Class 07. Осевая формула 0-6-0.

Первое появление в сериале — серия «Секрет Солти» («Salty’s Secret») 6 сезона.

Солти много лет проработал в Железной Дороге Док на Порту Бигг Город, где насобирал множество морских историй, баек, песен и приобрёл характерный говор моряка. Прибыв на остров, был отправлен в карьер Фаркуа к Мэвис, Биллу и Бэну, чем был очень недоволен, так как привык работать рядом с морем. За хорошую работу вскоре он был переведён на маневровые работы в Доки Брендама. Получив в напарники Портера, испугался, что тот приехал к нему на замену, и теперь его опять отправят в карьер. Убедившись, что Портер приехал работать вместе с ним, а не вместо него, скоро стал с ним хорошим приятелем. Также Солти оказался одним из немногих, кто смог найти общий язык с беспокойными грузовыми вагонами и ворчливым портовым краном Крэнки. Добродушный и практичный, большой любитель рассказывать морские истории и легенды.
Озвучивали: Кит Викхэм

#### Сэнди
Сэнди (англ. Sandy) № P1 — миниатюрная автодрезина розово-кораллого цвета с жёлтыми дверьми в кабине, чёрными полосами опасности, аквамариной крышей и золотыми буферными брусками. Она имеет серебристые прожекторы и фурнитуры и оранжевый маячок на крыше. На краске Сэнди есть некоторые потёртости, а по бокам можно увидеть куски синей изоленты. Прототип Fairmont Railway Motors. Осевая формула 4w.
Первое появление в сериале — серия «Обещание Томаса» ("A Thomas Promise") 25 сезона.
Сэнди — очень энергетическая автодрезина, являющаяся далеко не самым большим локомотивом на Содоре, но активно проводящая время в компании своих огромных и более мощных друзей, которые признают её ценным членом общества. Сэнди готова участвовать в любых играх, если только может. Один из её любых аспектов гонок - видеть, кто победит. Таким образом, она будет внимательно следить за кем-либо из участников, чтобы узнать, выиграет ли он, или нет. Также Сэнди хорошо справляется с мелким ремонтом, без  труда заменяя сломанную сцепку Гордона на новую за считанные секунды. Очень изобразительная и любит играть в грязи или песке.
Озвучивали:
Великобритания: Голли Диксон
США: Гли Данго

#### Филипп
Филипп (англ. Philip) № D68 — жёлто-зелёный мотовоз с электропередачей. Класс PRR A6. Осевая формула 0-4-0.

Первое появление в сериале — серия «Соревнование» («The Little Engine Who Racer Ahead») 19 сезона.

Подвижный и полный энтузиазма маленький тепловоз с очень завышенной самооценкой. Хотя он не настолько силён и быстр по сравнению с действительно большими паровозами, но всегда очень самоуверен и готов посоревноваться с кем угодно. Его забавная манера вести себя помогла найти много новых друзей на острове, но своими надоедливостью и хвастовством он часто вызывает раздражение у больших паровозов.
Озвучивали:
Великобритания/США: Расмус Хардайкер

#### Шанкар
Шанкар (англ. Shankar) — индийский маневровый тепловоз коричневого и кремового цветов с полосами. Прототип — TGM 23. Осевая формула 0-6-0.

Первое появление в сериале — фильм «Кругосветное путешествие!» («Big World! Big Adventures! The Movie»)
Когда Томас впервые приехал на индийскую железную дорогу, Шанкар пригнал Томасу товарный поезд. Он сделал это так неожиданно, что Томас принял его за слона.
Позже Томас едва не сталкивается с Шанкаром, замечтавшись о тиграх. Затем Шанкар рассказывает Томасу что ему жаль тигров, поскольку их покой нарушают шумные туристы. Позже в тот же день когда Томас замечает в кустах одного тигра, Шанкар своим гудком спугивает его, объясняя Томасу, что тигры очень редки и находятся под угрозой исчезновения из-за браконьеров. Затем появляется Раджив с двумя мужчинами в его вагонах, утверждающих что они хотят посмотреть на тигров. Однако Шанкар замечает, что у них на платформе позади вагонов находится клетка для ловли зверей. Он и Томас разрабатывают план, чтобы задержать браконьеров, в котором Шанкар притворился тигром, чтобы заманить их в ловушку, а Томас тем временем отправился за Чарубалой и Индийской полицией. После ареста браконьеров, Шанкар вернулся к своей работе, повстречав по дороге тигра.
Озвучивали:
Великобритания/США: Санджив Бхаскар

#### Эрри и Берт
№ D1 Эрри и № D2 Берт (англ. 'Arry and Bert) — дизель-электровозы жёлто-чёрного цвета. Класс BR Class 08. Осевая формула 0-6-0.

Первое появление в сериале — серия «Степни потерялся» («Stepney Gets Lost») 5 сезона.

Братья-близнецы, работающие на свалках металлолома и сталелитейном заводе. Также известны как Железный Эрри и Железный Берт. За свою работу по переплавке других локомотивов получили прозвище «Мрачные посланники судьбы». Угрюмые и недружелюбные, они не упускают возможности причинить вред кому-нибудь из паровозов, а при случае и попытаться отправить его на переплавку. Хотя ради общего дела они способны к кооперации с паровозами.
Эрри озвучивали:
Великобритания и США : Керри Шейл
Берта озвучивали :
Великобритания и США : Керри Шейл (с 14 по 15 сезон), Уильям Хоуп (с 16 сезон по настоящее время)

### Эпизодические персонажи

#### Деннис
Деннис (англ. Dennis) № D11001 — тепловоз серого цвета. Прототип — British Rail D11001. Осевая формула 0-6-0.

Первое появление в сериале — серия «Томас берёт выходной» («Thomas' Day Off») 9 сезона.

Брат-близнец Нормана. Ленивый и хитрый дизель, который рад любой возможности переложить свою работу на другого. В первый день своего появления сначала заставил Томаса поработать вместо себя, потом бросил свой грузовой поезд и по глупости сошёл с рельс, за что позже был отчитан Толстым инспектором.

Прототипом Денниса, как и Нормана, послужил реальный тепловоз British Rail 11001, он так же, как и его прототип, носит номер 11001.

#### Норман
Норман (англ. Norman) № D11002 — тепловоз оранжевого цвета. Прототип — British Rail 11001. Осевая формула 0-6-0DH.

Первое появление в сериале — фильм «День дизелей» («Day of the Diesels»).

Несколько раз эпизодически появлялся в сериале, в том числе был одним из дизелей, участвовавших в погроме паровозного ремонтного депо, и был тем, кто предложил Томасу место для сна в дизельном депо после поломки поворотного круга депо Тидмата.

Брат-близнец Денниса и тепловоз, который часто ломается.

Прототипом Нормана, как и Денниса, послужил реальный тепловоз British Rail 11001.
Озвучивали: Кит Викхэм

#### Сплеттер и Додж
Сплеттер № D2 и Додж № D3 (англ. Splatter and Dodge) — дизель-электровозы серого и оливкового цвета соответственно. Класс BR Class 08. Осевая формула 0-6-0.

Единственный раз появляются в фильме «Томас и волшебная железная дорога».

Два неуклюжих и туповатых напарника Дизеля 10 в фильме «Томас и волшебная железная дорога».  Также известны как Железный Сплеттер и Железный Додж. Чтобы не обращаться к каждому из них конкретно, Дизель 10 называл их вместе Слодж.
Озвучивали: Нил Крон

#### Улли
Улли (англ. Ulli) — дизель-электровоз красного и жёлтого цвета Класс BR Class 08. Осевая формула 0-6-0
Первое появление в сериале — фильм «Большая гонка» («The Great Race»).
Работает в Бридлингтоне. в Большие гонки подготавливал вагоны для конкурсантов. в Приключения за пределами Содора маневровый дизель спросил его видел ли он Томаса, он сказал что не видел.
Озвучивали:
Великобритания/США: Джон Шваб

#### Фернандо
Фернандо (англ. Fernando) — дизель-электровоз аквамаринового и бледно-фиолетового цветов. Класс BR Class 08. Осевая формула 0-6-0.

Первое появление в сериале — фильм «Кругосветное путешествие!» («Big World! Big Adventures! The Movie»).

Маневровый тепловоз, работающий в Бразилии. Вежлив со всеми, кого встречает. Имеет привычку указывать, когда кто-то переспрашивает его, и говорить «Я так и сказал».
Озвучивали:
Великобритания/США:Габриэль Поррас

## Электровозы

### Стаффорд
№ E1917 Норт Стаффорд (англ. North Stafford) (изначально № E1) — аккумуляторный электровоз из облицованного дерева красно-коричневого цвета. Прототип — North Staffordshire Railway’s battery-electric № E1. Осевая формула 0-2-0.

Первое появление в сериале — серия «Особенный день» («Welcome Stafford») 16 сезона.

Единственный электровоз на Содоре. Питается от аккумуляторных батарей, которые быстро разряжаются, поэтому ему часто требуется подзарядка. По характеру спокойный, тихий, вежливый и отзывчивый.

Пртотипом Стаффорда стал реальный электровоз North Staffordshire Railway’s battery-electric № 1. Он назван в честь железнодорожной компании, на которой был создан, а его номер — это отсылка к году постройки его прототипа.
Озвучивали: Кит Викхэм

### Густаво
№ E4 Густаво (англ. Gustavo) — большой бразильский электровоз синего, серого и чёрного цветов с жёлтыми поручнями и обводкой. По бокам у него есть две синие с жёлтыми таблички с его именем. Также на кабине у него есть большой жёлтый номер «4». Прототип — Little Joe. Осевая формула 4-8-8-4.

Первое появление в сериале — серия «Двойник» («The Other Big Engine») 23 сезона.<At>
Электровоз больших размеров, который очень гордится тем, что тянет бразильский экспресс. На первый взгляд, он может показаться напыщенным экспресс локомотивом, как Гордон, но на самом деле Густаво заботливый и осторожный и просто хочет, чтобы его друзья и товарищи хорошо работали и были в безопасности.
Густаво заметно выделяется среди прочих паровозов в Бразилии. Он особенно любит свой особенный гудок, оповещающий всех о его прибытии.
Озвучивали:
Великобритания/США: Франсиско Лаббе

#### Кана
№ E1 Кана (англ. Kana) — японский  высокоскоростной электровоз средне-лавандового цвета с белой и жёлтой обводками и жёлтыми колёсами. Её обтекаемая юбка более светлого оттенка сиренего. Помимо этого у неё есть тонированные фиолетовые окна.
Прототип неизвестен скорее всего сильно напоминает на "Синкасэн". Осевая формула Bo-Bo.
Первое появление - серия «Томас держит слово» («A Thomas Promise») 25 сезона.
Кана является совершенно новым электрическим высокоскоростным поездом на острове Содор. Во время быстрой езды она выпускает электрические разряды и издаёт особый электросигнал. От её воздушной волны прогибаются все деревья и столбы, стоящие около железнодорожных путей. Очень активна, игрива и всегда готова к любым испытаниям, но затрудняется на скорости входить в крутые повороты. Тем не менее, Кана очень  заботится о своих друзьх и решительно принимает любой вызов, с которым сталкивается.
Озвучивали:
Великобритания: Хлоя Рафаэль
США: Ава Ро

#### Кенджи
Кенджи (англ. Kenji) — японский высокоскоростной электровоз серебристого цвета с синей юбкой. Прототип Синкансэн серия 0, под названием «поезд-пуля». Осевая формула Bo-Bo.
Первое появление в сериале — серия «Блестящее пополнение» («A New Arrival») 24 сезона.
Кенджи хладнокровен, спокоен и терпелив, в отличие от ранних дизельных и электрических локомотивов Британских железных дорог он не хвастается своими современными элементами, что позволяет ему легко ладить с другими. Кенджи испытывает чувство любопытства к миру за пределами своей родной страны, и он может вести вежливый разговор даже с теми, кто скептически относится к нему. Хотя ему нравится новые вещи, которые он не делал раньше, Кенджи часто нервничает, если ему приходится путешествовать на большие расстояния в одиночку.
Озвучивали:
Великобритания/США: Мэтт МакКуи (24 сезон)
Великобритания:
Кинтаро Акияма (Серия «Большая доставка»)
Дэй Табучи (с 25 сезона по настоящее время)
США: Кинтаро Акияма (с 25 сезона по настоящее время)

## Другая железнодорожная техника

### Персонажи «The Railway Series» и «Thomas & Friends»

#### Вредные вагоны
Вредные вагоны (англ. Troublesome Trucks  — дословно беспокойные вагоны) — грузовые вагоны и цистерны различного типа.

Первое упоминание — рассказ «Thomas and the Trucks» книги «Thomas the Tank Engine».

Первое появление в сериале — серия «Серьёзный урок» («Thomas and Gordon») 1 сезона.

Бунтари на железной дороге, мешающие паровозам, высмеивающие их при каждом удобном случае и использующие различные трюки, для того чтобы либо задержать паровоз, либо пустить поезд под откос. Не заботятся о последствиях и используют любой шанс, чтобы устроить аварию, рекордсмены по количеству происшествий и крушений, произошедших по их вине. Большинство локомотивов для них на одно лицо, и за грубые толчки одного паровоза они могут отомстить другому, но особенно они не любят самонадеянных новичков. Большинство паровозов не любит грузовые поезда, хотя есть те, кто может управляться с беспокойными вагонами, в числе них Эдвард, Солти, Хиро и Майк. Последний даже предпочитает грузовые вагоны пассажирским.
Озвучивали: Бен Смолл 16-18 сезоны, Кристофер Рэглэнд с The Adventure Begins по настоящее время.

#### Генриетта
Генриетта (англ. Henrietta) — оранжевый четырёхколесный несочленённый пассажирский вагон GER Wisbech and Upwell 

Первое упоминание — рассказ «Toby and the Stout Gentleman» книги «Toby the Tram Engine».

Первое появление в сериале — серия «Тоби и толстый джентльмен» («Toby and the Stout Gentleman») 1 сезона.

Верная подруга Тоби, которую он забрал с собой с другой железной дороги, закрытой из-за отсутствия пассажиров и грузов. Привязана к Тоби и не любит, когда её с ним разлучают. До 18 сезона у неё не было изображено лицо, но она могла говорить и понимать других.

Озвучивали:
Великобритания/США: Мэгги Оллереншоу (англ. Maggie Ollerenshaw)

#### Тод
Тод (англ. Toad) № 56831 — GWR 16-тонный тормозной вагон серого цвета.

Первое упоминание — рассказ «Escape» книги «Enterprising Engines».

Первое появление в сериале — серия «Бегство»(«Escape») 3 сезона.

Тормозной вагон, сбежавший вместе с Оливером с «Большой западной железной дороги» из-за опасения быть отправленным на слом, и спасённый Дугласом. В книгах в благодарность за спасение стал тормозным вагоном Дугласа , в сериале остался верен Оливеру, эпизодически работая с другими паровозами. Вежлив и обходителен до низкопоклонства, обращается ко всем паровозам исключительно с приставками «сэр», «мистер» или «мисс». Очень лоялен и послушен своему хозяину, хотя как и большинство слуг сметлив и хитроват, часто соображает и действует быстрее тех паровозов, с которыми он работает.

Имя Toad произошло от прозвища тормозных вагонов Большой западной железной дороги — GWR Toad.
Озвучивали:
Великобритания и США :Джо Миллс

#### Энни и Кларабель
Энни и Кларабель (англ. Annie and Clarabel) — 2 пассажирских вагона оранжевого цвета

Первое упоминание — рассказ «Thomas and the Breakdown Train» книги «Thomas the Tank Engine».

Первое появление в сериале — серия «Серьёзный урок» («Thomas and Gordon») 1 сезона.

Два пассажирских вагона, которые Томас получил в награду за спасение Джеймса. Энни — исключительно пассажирский вагон, она всегда стоит первой лицом к Томасу. Кларабель имеет две секции для перевоза пассажиров и багажа, всегда стоит второй, повёрнута лицом в противоположную сторону. Преданные подруги Томаса, к которым он очень привязан несмотря на их старомодность и солидный возраст. Хотя Энни и Кларабель являются лучшими друзьями с Томасом, им часто приходится краснеть за него, одёргивая его за хамские шутки и глупые выходки.
Озвучивали: Шелли-Элизабет Скиннер (англ.  Shelley-Elizabeth Skinner ) — «Томас и волшебная железная дорога»,
Великобритания/США: Тереза Галлахер (18-24 сезоны)
Великобритания/США: Кэтрин Дишер - Энни (с 25 сезона по настоящее время)
Великобритания/США: Линда Кэш - Кларабель (с 25 сезона по настоящее время)

### Персонажи «Thomas & Friends»

#### Ан-Ан и Йин Лонг
Ан-Ан и Йин Лонг (англ. An-An and Yin Long) — 2 пассажирских китайских вагонов зелёного с жёлтой прокладкой и жёлтыми колёсами которые тянут Хонг-Мей или Томас во время своих пассажиров из Китая иногда тянет их Йонг Бао. Прототип является LB & SCR Stroudley.

Первое появление в сериале — серия «Отличная команда» («Number One Engine») 22 сезона.
Когда Томас путешествовал по Китаю oн познакомился с Хонг-Мей, а также с Ан-Ан и Йин Лонг они такие же как и Энни и Кларабелль Ан-Ан смотрит позади Томаса а Йин Лонг смотрит то что творится сзади. Когда Томас устроил гонку и сошёл с рельс на помощь пришла Хонг-Мей и подружился с ней. Ан-Ан и Йин Лонг бодрые, разговорчивые и дружелюбные во всём Китае и никогда не расстаются.
Озвучивали:
Великобритания/США: Сиу-Си-Хунг — Ан-Ан
Уиндсон Лионг — Йин Лонг
Антон Савенков — Йин Лонг

#### Беппе
Беппе (англ. Beppe) — итальянский пассажирский вагон ярко оранжевого цвета с голубыми панелями и золотой отделкой. Также он имеет жёлтые колёса, чёрная крыша и медные таблички с именами по бокам который работает вместе с Лоренцо. Прототип Railway Carriage and Wagon Company Ltd.
Первое появлениe в сериале — серия «Загадочная шахта» («Mines of Mystery») 23 сезона.
Лоренцо и Беппе вместе заблудились в старой итальянской шахте во время поисках сокровищ. Несколько лет спустя их обнаружил Томас, и Стефано спас их, когда они повисли на скале над морем.
Позже, когда Джине поручили отвезти оперную певицу Даму Беллу Канто в Колизей, Лоренцо предложил Беппе поработать с ней, в то время как он нашёл более большой вагон, в результате чего она захотела ехать с ним. Вместо этого Беппе повёз оркестр Дамы Беллы, однако он забеспокоился, когда Лоренцо не приехал, и с помощью Джины нашёл его заблудившимся на старой свалке.
Когда Томас захотел спеть оперу, как Лоренцо и Беппе, двое всячески пытались его научить ему этому, но в конце концов сдались, заключив, что он просто не создан для этого.
Озвучивали:
Великобритания/США: Винченцо Николи

#### Бересфорд
Бересфорд (англ. Beresford) Синий передвижной кран
Первое появление в сериале — фильм «Покидая Содор» («Journey Beyond Sodor»)
Бересфорд впервые встретил Томаса на материке, он перегородил ему путь и не давал проехать и Томас проехал под ним. Позже Когда Томас возвращался на Содор Бересфорд поднял его вверх и они подружились когда он спрятал Томаса от Урагана и Френки с Джеймсом потом он и Мерлин интересовались кто такой Джеймс. Когда Томас и Джеймс возвращались домой Бересфорд пел песню вместе с ними. На него часто паровозы не обращают внимания и торопятся. Он не может никуда из порта уехать и любит знакомится с новенькими, хотя, у него агрессивный способ знакомства.
Озвучивали:
Великобритания и США: Колин МакФарлейн

#### Брэдфорд
Брэдфорд (англ. Bradford) № 0919 — тормозной вагон цвета хаки с красными полосами по бокам, который живёт на Материке. Он работает вместе с Самсоном. Прототип LMS 20-тонный тормозной вагон.
Первое появление в сериале — серия «Всё по правилам» («Bradford the Brake Van») 20 сезона.
Брэдфорд — служебный и строгий тормозной вагон, придерживающийся любого железнодорожного правила, каким бы важным оно не было. Хотя он не хочет, чтобы кто-нибудь пострадал и делает всё возможное, чтобы вредные вагоны вели себя хорошо, но его чрезмерное усердие заставляет его поездов опаздывать. Из-за этого паровозы находят его раздражающим. Он также немного тщеславен, так как, думает, что другие поезда «ценят» его. Несмотря на своё жестокость, у Брэдфорда также есть и заботливая сторона, например, он пытался помочь Самсону преодолеть страх перед фейерверками.
Озвучивали:
Великобритания/США: Роб Рэкстроу

#### Гектор
Гектор (англ. Hector) — чёрный угольный хоппер.

Первое появление в сериале — серия «Hector the Horrid!» 11 сезона.

Большой грузовой вагон, который ведёт себя агрессивно, когда чего-то боится. При первом своём появлении доставил большие неприятности Биллу, Бэну, Томасу и Рози из-за того, что боялся быть заполненным углём. В знакомой обстановке мил, дружелюбен и готов помогать.

#### Декстер
Декстер (англ. Dexter) — старый тормозной вагон синего цвета с жёлтыми сторонами и красной крышей. Он украшен различными детскими рисунками по бокам, на которых находился сам, Дак и Томас до восстановления был тёмно-красного цвета.
Прототип тормозной пассажирский вагон LB & SCR Stroudley.
Первое появление в сериале — серия «Школа Дака» («Scholl of Duck») 22 сезона.
Много лет назад Декстер был оставлен на старом запасном пути после поломки его оси. Однажды осенью сильный шторм разрушил школу в Харвике и Дейзи была вынуждена отвозить детей в школу Кнепфорда, чем она была недовольна. Дак предложил отвезти детей после школы домой вместо неё, но для этого ему нужен вагон. В поисках пассажирского вагона он оказался на запасном пути Декстера, и тот начал просить Дака использовать его для работы, желая приносить пользу, несмотря на своё изношенное состояние. Дак согласился, но когда он попытался сдвинуть Декстера с места, колёса последние сломались, неохотно вынуждая Дака покинуть запасной путь. Но тот вскоре вернулся к нему вместе с Джуди и Джеромом, с помощью которых он добрался до Харвика, где дети помогли восстановить его в свою новую классную комнату.
Озвучивали:
Великобритания/США: Марк Морахан

#### Джером и Джуди (аварийный поезд)
Джером и Джуди (аварийный поезд) (англ. Jerome and Judy (the breakdown train)) — зелёный аварийный поезд, состоящий из двух кранов, двух платформ и вагона для рабочих.

Аварийный поезд первый раз упоминается в книге «Thomas and the Breakdown Train» книги «Thomas the Tank Engine».

Первое появление в сериале — серия «Серьёзный урок» («Thomas and Gordon») 1 сезона.

Джером и Джуди первый раз появляются в фильме «The Adventure Begins».

Поезд, первое время занимавшийся ликвидацией аварий на путях. После появления Рокки и строительства Поисково-спасательного центра поезд был оставлен на железнодорожном тупике станции Кнэпфорд и несколько лет практически не использовался. В дальнейшем Толстый инспектор решил перевезти краны на ветку Дака, в порт Альсбурга, для устранения аварии в западной части острова, оставив за Рокки восточную часть. Изначально поезд не имел лиц и не разговаривал. В «The Adventure Begins» у обоих кранов появились лица. Джуди и Джером большую часть времени отсыпаются на запасном пути и оживляются, только когда происходит авария. Когда не спят, очень говорливы и энергичны и предприимчивы.

Озвучивали:
Великобритания/США: Тим Уитнолл (англ. Tim Whitnall) — Джером, Тереза Галлахер — Джуди

#### Лей
Лей (англ. Lei) — китайский товарный фургон пурпурного цвета. Его рамы и крыша чёрного цвета, а буферные доски — красные. Прототип LNER 12-тонный фургон.

Первое появление в сериале — серия «Сбежавший вагон» («Runaway Truck») 22 сезона .
В своём дебютном появлении Лей скатывался с крутого холма и кричал от ужаса, а вслед за ним храбро пыхтел Йонг Бао пытаясь безопасно остановить фургон но до того, как он успел это сделать, в Лея на всей скорости врезался поспешивший на помощь Томас, в результате перевернув его и повредив два его колеса. Несмотря на это, Лей поблагодарил Томаса и назвал его героем.
Позднее Лей участвовал в обучении Томаса тай-чи, безопасному способу остановить неуправляемый вагон. Но во время тренировки Томас постоянно сбивал его с рельсов. Но со временем у Томаса начало получаться гораздо лучше и в один раз он сумел остановить Лея аккуратно. Но когда Йонг Бао и Томас решили продолжить тренировки, стрелочник случайно перевёл не ту стрелку, и результате когда Томас толкнул Лея к Йонг Бао, он не покатился прямо к нему, а съехал на параллельный путь и умчался.
Томас погнался за неуправляемым Леем по той же самой линии, где накануне случайно опрокинул его. На этот раз Томас решил остановить по тактике Йонг Бао. К несчастью, когда Томас попытался обогнать его и плавно замедлить его скорость, Лей наскочил на камень лежащий на рельсах и оказался на пути перед Томасом. В конце концов, Томасу всё-таки удалось обогнать и безопасно остановить его. Подоспевший Йонг Бао поздравил Томаса со спасением Лея и успешным овладением тай-чи. Томасу не терпелось снова потренироваться, но Лей посчитал, что лучше они этого не сделали.
Озвучивали:
Великобритания/США: Уиндсон Лионг

#### Обри и Эйден
Обри и Эйден (англ. Aubrey and Aiden) — пара вагонов Шейна зелёного и коричневого цвета с золотой прокладкой, золотисто-жёлтыми крышами и серебряными оконными рамами. Томас встречается и работает с ними во время визитов в Австралию. Прототип Pullman Parlour Cars.
Первое появление в сериале — серия «Экскурсионный поезд» («Otback Thomas») 22 сезона.
Обри и Эйден очень чувствительные пассажирские вагоны, обладающие чувством юмора. Они считают британский и американский акцентами смешными. Они добрые, весёлые и позитивные. Оба из них восхищаются Айлой.
Озвучивали:
Великобритания/США: Женевьева МакКратти — Обри
Тим Бэйн — Эйден

#### Особые вагоны
Особые вагоны (англ. Slip Coaches — дословно соскальзывающие вагоны) — 3 пассажирских вагона темно-бордового цвета с бежевыми полосами типа Slip Coach.

Первое появление в сериале — серия «Особые вагоны Дака» («Duck and the Slip Coaches») 18 сезона.

Пассажирские вагоны особого типа, которые отцепляются от состава без остановки поезда и затем с помощью тормозов останавливаются на станции. Использовались Даком на «Солнечной ветке» во время его работы на «Большой западной железной дороге», где стали с ним хорошими друзьями. Были привезены на остров, чтобы разгрузить летние пассажирские перевозки. Из-за сложности в управлении без проблем с ними справляется только Дак. Джеймс и Коннор, также использовавшие вагоны, управиться с ними не смогли. Возможно, когда Долджер Хэтт управляла железной дорогой и их тянули Эрри и Берт без проблем.
Озвучивали: Джонатан Бродбент(англ. Jonathan Broadbent), Ребекка О’Мара (англ. Rebecca O'Mara), Стивен Кинмэн
Рокки (англ. Rocky) — красный 45-тонный паровой аварийный кран компании Ransomes & Rapier.

Первое появление в сериале — серия «Эдвард наносит удар» («Edward Strikes Out») 10 сезона.

Аварийный кран Поисково-спасательного центра. Используется для ликвидации происшествий на железной дороге. Не имеет своего двигателя, поэтому доставляется на место происшествия кем-нибудь из паровозов. По характеру энергичный, очень сильный, добродушный и всегда готовый к тяжёлой работе.
Озвучивали: Великобритания: Мэтт Уилкинсон, США Вильям Хоуп.

#### Рэдж
Рэдж (англ. Reg) — дизельный железнодорожный кран жёлтого цвета.

Первое появление в сериале — фильм «Tale of the Brave».

Работает на свалке металлолома Крокс, расположенной на ветке Эдварда. Очень самоуверен и увлечён своей работой. Обычно приветлив, но может быть ироничным или саркастичным к заезжим гостям.
Озвучивали:
Великобритания и США : Тим Уитналл

#### Скиф
Скиф (англ. Skiff) — парусная лодка белого цвета.
Первое появление в сериале — фильм «Легенда Содора о пропавших сокровищах» («Sodor’s Legend of the lost treasure»)
Скиф — это лодка. он первоначально принадлежал Моряку Джону, но теперь проводит экскурсию в порту Арльсбурга со своим новым капитаном, Джо.
Скифу были даны колёса после того как Томас упал в пещеру и обнаружил пиратский корабль капитана Кальеса. помогал искать сокровища Моряку Джону и Томасу и думал что моряк Джон хотел отдать их в музей. но когда он узнал что на самом деле Моряк Джон искал сокровища для себя, попытался остановить его, но никак не мог это сделать. Он спас Томаса от динамита, который моряк Джон пытался бросить в него, встряхивая Джона, а позже намеренно опрокинулся не давая сбежать моряку Джону с сокровищами. После того как моряк Джон был арестован, Скиф был восстановлен и перекрашен в новую белую с голубой окраску, продан капитану Джо и начал проводить экскурсию в порту Арльсбурга.
В двадцатом сезоне, он и капитан Джо проверяли порт, чтобы убедиться, что всё безопасно перед бурей. в то время как Джо был занят, в другом месте парус Скифа расправился, его якорный трос лопнул, он покатился по линии на поваленное дерево, и врезался в дерево, его шасси соскользнули, а парус застрял под веткой. Дак и Оливер приближались к дереву, но Скифу удалось освободить свой парус и предупредить их об опасности, предотвратив серьёзную аварию. На следующее утро, толстый инспектор похвалил Скифа, за его героические действия. Потом каждый дал Скифу троекратное ура.
Позже, Скиф услышал разговор толстого инспектора с администратором музея и убедился, что русалка приедет в порт. на следующее утро он должен был взять сэра Топхэма Хэтта, Стивена, и Бриджет Хэтт на экскурсию. пока капитан Джо искал детские жилеты, Скиф увидел в воде что-то похожее на хвост и бросился в воду с толстым инспектором на борту. Погоня привела их на берег в бухту Блафф, и Гарольд и Капитан спасли их. вернувшись в порт, Скиф понял, что русалка на самом деле модель, которая должна быть прикреплена к носу пиратского корабля в качестве украшения.
озвучивали: Великобритания и США: Джейми Кэмпэл Бауер

#### Уинстон
Уинстон (англ. Winston) — небольшой красный рельсовый двухместный автомобиль 4B Wickham trolley.

Первое появление в сериале — фильм «Тайна голубой горы» («Blue Mountain Mystery»).

Инспекционная машина Толстого инспектора, которую он с фильма использует для передвижения по железной дороге, чтобы не отвлекать от работы паровозы. Поскольку сэр Хэтт — отвратительный водитель, то дорога к месту назначения обычно становится кошмаром для обоих. Несмотря на полное неумение Толстого инспектора управлять даже рельсовым автомобилем, Уинстон всегда остаётся терпеливым и предельно вежливым со своим хозяином, оправдывая каждое его неуклюжее движение фразой «Не волнуйтесь, сэр, это первые дни», хотя толстый инспектор управляет им уже далеко не первый год.
Озвучивали: Мэтт Уилкинсон

#### Флинн
Флинн (англ. Flynn) № 2 — автомобильно-железнодорожный пожарный автомобиль красного цвета. Гибрид спасательных автомобилей Tatra, Oshkosh и Latil.
Первое появление в сериале — фильм
«День дизелей» («Day of the Diesels»).
Автомобиль Поисково-спасательного центра с двумя водными пушками для тушения пожаров, чаще всего работающий в паре с Белль. Способен ездить как по рельсам, так и по обычным дорогам. Бесстрашный, энергичный и чрезмерно активный. Его излишний энтузиазм иногда приводит к неприятностям. Временами начинает сомневаться в своих способностях или своей нужности, но Белль всегда рядом, чтобы его поддержать.
Озвучивали:
Великобритания: Руперт Дегас (день дизелей — 16 сезон),
Великобритания/США: Бен Смолл (только 17 сезон)
Великобритания: Гленн Пейдж (только 18 сезон)
Великобритания/США: Роб Рекстроу (с 19 сезон по настоящее время)

#### Ханна
Ханна (англ. Hannah) жёлто-оранжевый четырёхколёсный несочленённый пассажирский вагон
Первое появление в сериале серия «Торопливая Ханна» («Hasty Hannah») — 21 сезона
Ханна любит гонки на высоких скоростях это иногда приводит к проблемам. Приехала на Содор чтобы заменить Генриетту пока она на ремонте. Ханна всё время подгоняла Тоби ехать быстрее так что он оставил её. позднее Джеймс взял её и поехал слишком быстро и Ханна поняла что быстрые скорости не для неё. Когда Тоби отвёз её в мастерскую он узнаёт что Ханна и Генриетта сёстры.
Озвучивали:
Великобритания и США: Люси Монтгомери.

#### Хьюго
Хьюго (англ. Hugo) — рельсовый цеппелин, аэровагон серебристого цвета с сине-голубыми полосами. Осевая формула 1-1. Прототип — «Шиненцеппелин».

Первое появление в сериале — серия «Локомотив будущего» (Engine of the Future) 20 сезона.

У Хьюго был установлен пропеллер. Он очень быстрый локомотив, у которого крутится пропеллер, что делает его очень популярным у пассажиров.
Прибыв на Содор, он удивил многих паровозов и Сэра Топхэма Хэта своей быстрой скоростью. Стивен, однако, сказал Томасу, что он может заменить их. Это сделало всех паровоз не приветливыми с ним, до того дня когда Хьюго объяснил Томасу и Перси что Стивен был неправ. Он не хотел заменить паровозы, у него даже нет сцепки и буферов, чтобы цеплять пассажирские и грузовые вагоны. это помогло паровозам узнать что Хьюго на самом деле очень приятный, а позже дали ему достойный приём. Позже он увидел в небе настоящий дирижабль и расстроился что он не мог летать, как дирижабль. Он преследовал его по всему острову, и настолько увлёкся его полётами, что забыл выключить свой пропеллер при въезде на станцию Кнепфорд. Толстый инспектор сказал ему что он железнодорожный дирижабль и предназначен для перемещения по земле а не по небу.
Озвучивали:
Великобритания/США: Роб Рэкстроу

## Узкоколейная железная дорога «Скарлуи»
«Скарлуи» (англ. Skarloey Railway) — частная узкоколейная железная дорога, идущая от станции «Крованс Гейт» магистральной линии «Северо-западной железной дороги» до станции «Скарлуи». Владельцем железной дороги является сэр Хенндел Браун, управляющим — Худой инспектор (мистер Питер Сэм в книгах, мистер Персиваль в сериале). Прообразом железной дороги «Скарлуи» послужила Талиллинская железная дорога в Уэльсе.

## Локомотивы

### Персонажи «The Railway Series» и «Thomas & Friends»

#### Скарлоуи
№ 1 Скарлоуи- (также известен как Скарлео или Скарлой (англ. Skarloey) — танк-паровоз малинового цвета. Прототип — локомотив Talyllyn Fletcher, Jennings & Co. Осевая формула 0-2-1 (Изначально 0-2-0).

Первое упоминание — рассказ «Skarloey Remembers» книги «Four Little Engines».

Первое появление в сериале — серия «Дедпуфф» («Granpuff») 4 сезона.

Имя «Скарлоуи» переводится как «озеро среди деревьев», произошло от названия озера, расположенного рядом с конечной станцией.. Скарлоуи — старейший паровоз узкоколейной железной дороги и один из самых старых на острове. В 1965 году вместе с братом Ренеасом он отметил свой столетний юбилей. Построен в 1865 году на Fletcher, Jennings & Co одновременно со своим близнецом Талиллином и на следующий год отправлен на новую узкоколейную железную дорогу Содора. Изначально не имел кабины и поддерживающей оси, из-за чего дёргался и раскачивался при движении. Проблему решили, добавив дополнительную колёсную пару, одновременно он получил кабину. По молодости был своенравным и сумасбродным, но после череды неприятностей поумнел и остепенился. В тяжёлые времена он и Ренеас вдвоём спасали свою железную дорогу от разорения, тогда Скарлоуи выучил своё главное жизненное правило: «пассажиры прежде всего» и «нет пассажиров — нет железной дороги». Им с Ренеасом пришлось работать на износ, и к 1945 году Скарлоуи был настолько ослаблен, что его сняли с перевозок и использовали только в экстренных ситуациях. После ремонта в 1958 году и возвращения на линию он стал голосом разума для молодых паровозов, стараясь их утихомирить и объяснить последствия их демаршей.

Озвучивали:
Великобритания/США: Кит Уикхэм

#### Ренеас
№ 2 Ренеас (англ. Rheneas) — танк-паровоз оранжевого цвета. Прототип — локомотив Dolgoch Fletcher, Jennings & Co. Осевая формула 0-2-0.

Первое упоминание — рассказ «Skarloey Remembers» книги «Four Little Engines».

Первое появление в сериале — серия «Дед Пуфф» («Granpuff») 4 сезона.

Имя «Ренеас» означает «разделённый водопад» и происходит от названия водопада, расположенного недалеко от железной дороги. Ренеас — брат Скарлуи и брат-близнец паровоза Долгох. Один из старейших паровозов Содора, разменявший в 1966 году 100 лет, и несмотря на возраст остающийся деятельным, активным и улыбчивым. Построен в 1866 году на Fletcher, Jennings & Co и прибыл на остров чуть позже Скарлуи, и в отличие от того сразу же проявил себя как ответственный и серьёзный паровоз. Изначально не имел кабины, поэтому после того, как Скарлуи получил свою кабину, и до собственной перестройки использовался реже своего брата. После поломки Скарлуи и до прибытия Сэра Хендела и Питера Сэма Ренеасу пришлось работать в одиночку, спасая железную дорогу от закрытия. Один раз он смог довезти до станции заполненный пассажирский поезд, несмотря на то, что получил серьёзное повреждение, заслужив за свой героизм прозвище «храбрый старый паровоз». С появлением на линии двух новых паровозов его смогли отправить на капитальный ремонт, вернувшись после которого, Ренеас возобновил свою работу на железной дороге.
Озвучивали:
Великобритания/США: Бен Смолл "(с серии фильм "Тайна Голубой Горы" — 18 сезоны),
Великобритания/США: Джон Хаслер с 19 сезона по настоящее время

#### Сэр Хендел
№ 3 Сэр Хендел (англ. Sir Handel) изначально Сокол (Фалкон, англ. Falcon) — танк-паровоз тёмно-синего цвета. Прототип — локомотив Sir Haydn Falcon Works. Осевая формула 0-2-1 (Изначально 0-2-0).

Первое упоминание — рассказ «Sir Handel» книги «Four Little Engines».

Первое появление в сериале — серия «Дед Пуфф» («Granpuff») 4 сезона.

Сокол построен в 1904 году на Falcon Works и прибыл на Среднесодорскую железную дорогу (англ. Mid Sodor Railway, MSR) для замены паровоза, отправленного на металлолом. Своё первое имя «Сокол» он получил в честь компании-создателя. В 1910 году он был отправлен назад на перестройку для добавления поддерживающей колёсной пары, сделавшую его более стабильным. Сокол работал вместе со Стюартом и Герцогом на Среднесодорской железной дороге вплоть до её банкротства и закрытия в 1947 году. После закрытия MSR вместе со Стюартом он был продан сначала на Содорский алюминиевый завод, затем в 1950 г. их приобрёл владелец узкоколейной дороги «Скарлуи». На новом месте работы он получил новое имя «Сэр Хендел» в честь сэра Хендела Брауна — владельца узкоколейной железной дороги. Поначалу он с трудом удерживался на рельсах, имел привычку «усаживаться» между ними и несколько раз сходил с рельс. Чтобы решить проблему, ему установили специальные колёса с широкими бандажами, которые другие паровозы прозвали «колёсами от парового катка». На новом месте постоянно жаловался на условия работы, не нашёл общего языка ни с грузовыми, ни с пассажирскими вагонами и несколько раз позволял себе хамские высказывания в чужой адрес, так при первой встрече назвав Скарлуи хламом и прозвав местные пассажирские вагоны скотовозками. Чтобы отлынить от неприятных заданий, он как минимум дважды пытался изобразить больного. Со временем успокоился и набрался ума и иногда даже мог проявить хорошую сторону своего характера, например, подтолкнув владельцев железных дорог и железнодорожных энтузиастов к поискам Герцога или помогая сохранить секрет Люка.
Озвучивали:
Великобритания/США : Кит Викхэм

#### Питер Сэм
№ 4 Питер Сэм (англ. Peter Sam) изначально Стюарт (англ. Stuart) — танк-паровоз зелёного цвета. Прототип — локомотив Edward Thomas Kerr, Stuart & Co. Осевая формула 0-2-1. .

Первое упоминание — рассказ «Sir Handel» книги «Four Little Engines».

Первое появление в сериале — серия «Дед Пуфф» («Granpuff») 4 сезона.

Построен в 1920 году на Kerr, Stuart & Co для Среднесодорской железной дороги и по традиции MSR назван в честь создателя Стюартом. Также как и Сокол, проработал на MSR вплоть до её закрытия и вместе с ним был продан сначала на Содорский алюминиевый завод, затем на железную дорогу «Скарлуи». На новой железной дороге он получил новое имя «Питер Сэм» в честь управляющего мистера Питера Сэма. Серьёзно пострадал в столкновении с сорвавшимися с откоса грузовыми вагонами сланцевой шахты. Последствием столкновения стала повреждённая дымовая труба, которую он окончательно отломил, зацепившись в тоннеле за сосульку. Происшествие позволило установить ему экспериментальную трубу необычной формы (Giesl ejector), над которой поначалу смеялись Сэр Хендел и Дункан, однако, поняв что она позволяет Питеру Сэму тянуть тяжёлые поезда без видимых усилий, в итоге они бы и сами не отказались иметь подобные трубы. Доброжелателен и уважителен со всеми, но с особым почтением относится к Скарлуи. С энтузиазмом подходит к любому делу и редко жалуется на переработку. За свои вежливость, дружелюбие и обаяние он заслужил уважение грузовых вагонов и стал любимцем местных пассажирских вагонов.
Озвучивали:
Великобритания/США: Стивен Кинмэн.

#### Расти
№ 5 Расти (англ. Rusty) — тепловоз оранжевого цвета. Прототип — локомотив Midlander Ruston Hornsby.

Первое упоминание — рассказ «Trucks!» книги «The Little Old Engine».

Первое появление в сериале — серия «Платформы!» (« Trucks!») 4 сезона.

Маленький добродушный, трудолюбивый дизель, единственный тепловоз узкоколейной железной дороги. Построен в 1957 году на Ruston & Hornsby и назван в честь создателя. Был взят на железную дорогу для осуществления ремонтных работ. Используется для восстановления путей и проведения работ по техническому обслуживанию, также занимается перевозкой щебня в карьере Голубой горы.
Озвучивали:
Великобритания/США: Мэтт Уилкинсон

#### Дункан
№ 6 Дункан (англ. Duncan) — танк-паровоз жёлтого цвета. Прототип — локомотив Douglas Эндрю Барклая. Осевая формула 0-2-0.

Первое упоминание — рассказ «Home at Last» книги «The Little Old Engine».

Первое появление в сериале — серия «Бульдог» («Bulldog») 4 сезона.

Построен в 1928 году в Шотландии фирмой Эндрю Барклая и до прибытия на Содор работал на шотландской фабрике. В 1958 году был куплен сэром Хенделом Брауном в качестве запасного локомотива вскоре после аварии Питера Сэма в сланцевой шахте. К тому времени из-за возросшего трафика нагрузка на Сэра Хендела и Питера Сэма стала слишком большой, и Дункан был привезён им в помощь. Заводское прошлое наложило определённый отпечаток на его характер: Питер Сэм отозвался о нём, как о непривередливом в работе и имеющим хорошие намерения, но резком и грубом. Сам Дункан называет себя прямолинейным, за словом в карман не лезет и выражения не выбирает. По настроению может устроить на рельсах так называемый «рок-н-ролл» — резко дёргаться и шататься во время движения, рискуя угодить в аварию или повредить пути. Нервный и упрямый, часто теряет терпение из-за мелочей и постоянно жалуется по любому поводу, но если чувствует свою неправоту, легко признаёт ошибки и приносит извинения.
Озвучивали:
Великобритания/США: Том Стортон (англ. Tom Stourton)

#### Герцог
№ 8 Герцог Содор (Дьюк англ. Duke of Sodor) (изначально № 1) — тендерный паровоз коричневого цвета. Прототип — локомотив Prince Rheilffordd Ffestiniog. Осевая формула 0-2-0.

Первое упоминание — рассказ «Granpuff» книги «Duke the Lost Engine».

Первое появление в сериале — серия «Дед Пуфф» («Granpuff») 4 сезона.

Один из самых старых паровозов на острове и старейший на MSR. Построен на Boston Lodge по заказу Графа Содорского, прибыл на Среднесодорскую железную дорогу в 1880 году к моменту её открытия и был назван «Герцогом» в честь Герцога Содорского — покровителя Среднесодорской железной дороги. Во время работы на MSR был наставником Стюарта и Сокола (Питера Сэма и Сэра Хендела). За свой ворчливый характер и привычку поучать получил от них прозвище «Дед Пуфф». Обладая большим опытом, всегда быстро ориентировался в ситуации, и несмотря на старость, не раз смог выручить или проучить неопытные и самонадеянные молодые паровозы. После банкротства и закрытия железной дороги в 1947 году Стюарта и Сокола забрали новые хозяева. Старый Герцог оказался никому не нужен, поэтому его оставили в депо на закрытой и заброшенной железной дороге. В 1969 году его нашла группа железнодорожных энтузиастов, Герцог был отремонтирован и отправлен на железную дорогу «Скарлуи».

История Герцога основана на реальной истории локомотива «Принц», оставленного в джунглях Бразилии, найденного через 30 лет и восстановленного для дальнейшей службы.

### Персонажи «Thomas & Friends»

#### Бертрам
№ 8 Бертрам (англ. Bertram) (изначально № 1) — тендерный паровоз тёмно-коричневого цвета. Прототип — локомотив Prince Ffestiniog Railway. Осевая формула 0-2-0.

Единственное появление в сериале — серия «Открытие Тоби» («Toby’s Discovery») 5 сезона.

Бертрам работал на одной из содорских шахт, за свою храбрость получив прозвище «Старый солдат». Был оставлен на заброшенной шахте до того момента, как его случайно обнаружил Тоби. Сейчас работает на восстановленной шахте, привозя пассажиров на ярмарку.

#### Люк
№ 22 Люк (англ. Luke) (изначально № 4256) — танк-паровоз зелёного цвета. Класс Kerr Stuart Wren. Осевая формула 0-2-0.

Первое появление в сериале — фильм «Тайна Голубой горы»
(«Blue Mountain Mystery»).

Прибыл на Содор на одном корабле с Виктором и при выгрузке на берег случайно зацепил того, столкнув за борт. Решив, что он утопил Виктора, и испугавшись, что его вышлют с острова, несколько лет прятался от посторонних в тоннелях карьера Голубой горы. Впоследствии Томас, случайно узнавший секрет, помог выяснить правду и восстановить честное имя Люка. Мягкий, эмоциональный и полный энтузиазма, но бесстрашный и всегда готовый прийти на помощь, когда его друзьям грозит опасность.

№ 22 — это предположительно отсылка к 1922 году постройки прототипа Люка.
Озвучивали:
Великобритания и США :Майкл Лидж (англ. Michael Legge)

#### Майти Мак
Майти Мак (англ. Mighty Mac) — сочленённый танк-паровоз тёмно-синего цвета. Прототип — паровоз системы Ферли Rheilffordd Ffestiniog. Осевая формула 0-2-0+0-2-0.

Первое появление в сериале — серия «Майти и Мак» («Mighty Mac») 9 сезона.

Братья-четверняшки Литтл Джайанта. Сочленённые паровозы, технически являющиеся одной машиной. Одну половину зовут Майти, вторую Мак. До прибытия на узкоколейную железную дорогу работали только в сортировочном парке и не имели опыта в перевозке грузов и пассажиров. Когда работают вместе, становятся одним из сильнейших узкоколейных паровозов. Но когда они не могут договориться, они начинают тянуть в разные стороны, мешая друг другу и подвергая опасности себя и пассажиров.

#### Поезд-призрак
Поезд-призрак № 0525 — (англ. Ghost Train № 0525) — немецкий узкоколейный паровозик. Осевая формула 4-6-2. Класс DB BR 01.
Единственное появление в сериале — серия «Дункан и привидение» («Dunkan Gets Spooked») 5 сезона.
Поезд-призрак был узкоколейным паровозиком, который работал на железной дороге Скарлуи. Как сказал Расти, он возвращался домой в полнолуние, в туманную ночь, но потерял контроль и упал со старого железного моста в овраг. Никто и никогда не нашёл его, но рабочие утверждают что в полнолуние, они видели поезд-призрак, который пытается пересечь овраг, но терпит неудачу. Расти рассказал Дункану свою историю когда он обидел Питера Сэма за то, что он уронил вагоны в овраг. Дункан не поверил в эту историю, но на следующий день его экипаж устроил так, чтобы он считал, что паровозик пытался пересечь мост, одновременно с ним, когда туманной лунной ночью он взял вагоны с шифером с уклона и быстро убежал обратно.

#### Фредди
№ 7 Фредди (англ. Freddie) (изначально № 901) — танк-паровоз серого цвета. Прототип — локомотив Russell Hunslet Engine Company. Осевая формула 1-3-1.

Первое появление в сериале — серия «Бесстрашный Фредди» («Fearless Freddie») 10 сезона.

№ 7 железной дороги «Скарлуи», заменены от двигатель паровоз № 7 Иво Хью из «Железнодорожных серий». В молодости считался самым быстрым и самым смелым паровозом содорских холмов, получив прозвище «Бесстрашный Фредди». Вернулся на железную дорогу после долгого отсутствия. Благодаря большому опыту работы на железной дороге хорошо знает расположение всех скрытых объездных путей и часто использует это знание себе на пользу. Несмотря на возраст сохранил соревновательную жилку и может составить конкуренцию любому узкоколейному паровозу.

#### Протеус
№ 3 Протеус (англ. Proteus) — класс Талилин ж / д прототип — Сэр Гайнд. Осевая формула — 0-4-2СТ.
Первое появление в сериале — серия «волшебная лампа» («Magis lamp») 9 сезона.
Протеус легендарный узкоколейный паровозик с волшебной лампой на его трубе. Он был очень старым паровозом с холмов Содора с волшебной лампой. Легенда гласит что его лампа была магической и если любой паровоз когда-нибудь найдёт её его желания сбудутся. Подсказки, чтобы найти лампу произойдёт дуновение ветра, когда лампа рядом можно почувствовать скрип колёс и наконец покажется мерцающий свет который включается и выключается. В девятом сезоне Скарлоуи рассказал узкоколейным паровозикам историю о Протеусе. Питер Сэм издевался над сказкой, но позже понял, что, может быть, только веря в лампу подарит ваши пожелания. В двенадцатом сезоне Мисс Марвел известная рассказчица читала легенды на специальном шоу. Позже, Питер Сэм нашёл заброшенную статую Протеуса, которая была потеряна в течение многих лет. Статуя была потом восстановлена и в настоящее время хранится в парке рядом со Скарлоуи ж/д.

#### Смаджер
№ 2 Смаджер (англ. Smudger) — танк-паровоз зелёного цвета. Прототип — локомотив Dolgoch. Осевая формула 0-2-0.

Первое упоминание — рассказ «Granpuff» книги «Duke the Lost Engine».

Единственное появление в сериале — серия «Дед Пуфф» («Granpuff») 4 сезона.

Работал вместе с Герцогом на Среднесодорской железной дороге. Любил баловаться, ездил грубо и часто сходил с рельс, за что в конце концов был наказан и превращён в генератор. Дальнейшая судьба неизвестна (книжный прототип Смаджера по имени Стэнли был перемещён на шахту и после её закрытия отправлен на металлолом).

## «Арльсдейлская железная дорога»
«Арльсдейлская железная дорога», также известная как Маленькая железная дорога (англ. Arlesdale Railway, Small Railway) — пятнадцатидюймовая микроколейная железная дорога, идущая от города Арльсбург, где она пересекается с веткой Дака, вдоль закрытой Среднесодорской железной дороги до деревни Арльсдейл. Железная дорога основана Толстым инспектором, Худым инспектором и владельцем узкоколейной дороги. Управляющим на железной дороге является мистер Френсис Дункан (Маленький инспектор, прозвище дано в шутку, так как на самом деле он очень высокого роста). Изначально дорога строилась для перевозки отходов закрытых свинцовых шахт от Арльсбургских холмов до Северо-Западной дороги, с дальнейшим их использованием в качестве балласта. Потом местные миниатюрные паровозы привлекли внимание туристов, и дорога также стала использоваться в качестве туристического маршрута. Прообразом Арльсдейлской железной дороги послужила реальная железная дорога Равенгласс и Эксдэйл.

#### Берт
Берт (англ. Bert) № 3 — маленький тендерный паровоз синего цвета. Прототип — локомотив № 3 River Irt сэра Артура Хейвуда. Осевая формула 0-4-1 (изначально 0-4-0).

Первое упоминание — рассказ «Ballast» книги «Small Railway Engines».

Первое появление в сериале — фильм «Легенда Содора о пропавших сокровищах».

Прибыл на Содор вместе с Майком и Рексом в 1967 году с закрытой английской железной дороги. Долгое время имел проблемы с парообразованием, ряд модификаций, в числе которых были добавление дополнительной поддерживающей оси для установки топки большего размера и перестройка конуса, к 1973 году помогли исправить ситуацию. Самый тихий и спокойный из трёх, хотя иногда любит поддразнивать своих приятелей, часто воспринимает слова слишком буквально.

Озвучивали:
Великобритания и США : Кит Викхэм

#### Блистер I и Блистер II
№ ICL9 Блистер I и № ICL10 Блистер II (англ. Blister I and Blister II) — два маленьких тепловоза чёрного цвета с жёлто-полосатыми панелями вокруг лица. Класс — Rewenglas and Excel Railway. Прототип — Cirill.
Блистер I и Блистер II нигде не появлялись, только были упомянуты в « the island of Sodor: its people, history and Railways». О них мало что известно, но они постоянно ломались и приходили на помощь другим паровозикам. Им особенно трудно было, с именами.

#### Джок
Джок (англ. Jock) № 10 — маленький тендерный паровоз жёлтого цвета. Класс — Rewenglas and Excel Railway. Прототип — Northern Rock.
Первое упоминание в рассказе "We need a new engine" книги <<Jock the new engine>>.
Джок - новейший паровоз на Арльсдейлской железной дороге, а также сильнейший. Джок был очень дерзким когда впервые прибыл на Содор но научился работать в команде. Имя было предложено Дугласом.

#### Майк
Майк II (англ. Mike II) № 9 — маленький тендерный паровоз красного цвета. Прототип — локомотив № 9 River Mite Clarkson’s of York. Осевая формула 1-4-1.

Первое упоминание — рассказ «Ballast» книги «Small Railway Engines».

Первое появление в сериале — фильм «легенда содора о пропавших сокровищах».

Сильный и надёжный маленький паровоз с импульсивным и вспыльчивым характером. В отличие от большинства паровозов не любит пассажирские вагоны, предпочитая им грузовые.
Озвучивали:
Великобритания и США : Тим Уитнолл

#### Рекс
Рекс (англ. Rex) № 7 — маленький тендерный паровоз зелёного цвета. Прототип — локомотив № 7 River Esk Davey, Paxman & Co. Осевая формула 1-4-1. Построен в 1923 году.

Первое упоминание — рассказ «Ballast» книги «Small Railway Engines».

Первое появление в сериале — фильм «Легенда Содора о пропавших сокровищах».

Игривый и говорливый маленький паровоз, любящий устраивать дружеские перебранки с Майком. Имеет склонность к проскальзыванию, которую частично удалось исправить установкой парораспределительного механизма Вальсхарта.
Озвучивали:
Великобритания и США : Том Стортон

#### Сигрид из Арльсдейл
Сигрид из Арльсдейл (англ. Sigrid of Arlesdale) № ICL7 — тепловоз окрашенный в два тона синей краски.
Сигрид из Арльсдейл нигде не появлялась а только упоминалась в "The island of Sodor: its people, history and Railways"и является единственной на Арльсдейлской железной дороге.

#### Фрэнк
Фрэнк (англ. Frank) № ICL4 — 15-дюймовый светло-серый тепловоз.
Первое упоминание в рассказе "we need a new engine>> книги <<Jock the new engine".
Фрэнк иногда может быть сварливым. Он иногда теряет самообладание, из-за чего врезался в заднюю часть депо. Несмотря на это он работяга и всегда поможет паровозам попавшим в беду.

## Содорский глиняный карьер
«Содорская глиняная компания» (англ.  Sodor China Clay Company, SCC) или Содорский глиняный карьер (англ.  Sodor China Clay Pits) — компания, расположенная недалеко от города Брендам, занимающаяся добычей фарфоровой глины и её доставкой по собственной железнодорожной ветке в Доки Брендама.

#### Билл и Бэн
№ 1 Билл и № 2 Бэн (англ. Bill and Ben) — танк-паровозы оранжевого цвета. Осевая формула 0-2-0. Прототипы — локомотивы Bagnall 0-4-0ST "Alfred" and "Judy".

Первое упоминание — рассказ «The Diseasel» книги «Main Line Engines».

Первое появление в сериале — серия «Перси падает в воду» («Percy Takes the Plunge») 2 сезона.

Паровозы-близнецы, принадлежащие «Содорской глиняной компании». На боку их седельных танков написан логотип компании SCC, спереди над лицами расположена надпись «Brendam Bay». Имеют специальные низкие кабины для проезда под невысокими мостами. Готовят вагоны с фарфоровой глиной для паровозов магистральной линии или самостоятельно доставляют их в Доки Брендама по частной железнодорожной ветке. Иногда заняты на работах в карьере Фаркуа вместе с Мэвис или выполняют мелкие поручения на железной дороге Толстого инспектора. Как и большинство близнецов практически всё время работают в паре, но не всегда мирно уживаются друг с другом, часто устраивают между собой мелкие ссоры и склоки. Известны своей наглостью, болтливостью и любовью к шуткам и розыгрышам. Хотя их шутки не всегда бывают добрыми и могут напугать или сбить с толку жертву розыгрыша, большого вреда они не приносят. За свои ехидные шутки названы Гордоном дьяволятами, а за свою назойливость получили от Дака прозвище «пчёлы». Поначалу Эдвард и БоКо были единственными, кто мог держать их под надзором, позже эта роль перешла к Мэвис и Марион.

В «Железнодорожных сериях» имели таблички с номерами (№ 1 Билл и № 2 Бэн). На рабочей фотографии 2 сезона модель Билла также имеет номер, но по неизвестным причинам до начала съёмок номера были убраны.
Озвучивали:
Великобритания/США: Джонатан Бродбент (17 сезон — по фильм «Большая гонка»), Расмус Хардикер (с серии фильм «Кругосветное путешествие» по настоящее время) — Билл
Великобритания/США: Джонатан Бродбент (с 17 сезон — по «Большая гонка»), Мэтт Уилкинсон (с серии фильм «Кругосветное путешествие» по настоящее время) — Бен

#### Марион
№ 3 Марион (англ. Marion) — американский железнодорожный паровой экскаватор оранжевого цвета. Прототип — Marion Steam Shovel.

Первое появление в сериале — фильм «Повесть о храбрецах» («Tale of the Brave»).

Большой самоходный экскаватор, чаще всего занята добычей глины в Содорском глиняном карьере, иногда привлекается к строительным или ремонтным работам. Больше всего на свете любит копать, за свою жизнь умудрилась вырыть множество интересных вещей, в числе которых скелет динозавра и пиратское сокровище. Очень эмоциональна и впечатлительна, верит в чудеса и разные небылицы. Оживлённая и говорливая, любит рассказывать каждому встречному истории о своих находках и играть в игру «угадай, что в моём ковше», хотя слушают её рассказы и играют с ней в игры в основном только Томас, Билл и Бэн, остальные стараются побыстрее от неё сбежать. Несмотря на свой лёгкий характер, в отношении службы чаще всего ведёт себя ответственно и жёстко, контролируя работу в карьере и не позволяя другим выходить за рамки дозволенного.
Озвучивали:
Великобритания/США: Оливия Колман (англ.  Olivia Colman)
Великобритания/США: Тереза Галахер
Великобритания/США: Люси Монтгомери

#### Тимоти
№ H1 Тимоти (англ. Timothy) — американский танк-паровоз тёмно-синего цвета. Осевая формула 0-2-0. Прототип — локомотив с открытой будкой Bell Locomotive Works, Inc.

Первое появление в сериале — фильм «Повесть о храбрецах» («Tale of the Brave»).

Паровоз, принадлежащий «Содорской глиняной компании», сбоку его водяного танка изображён её логотип SCC. Работает на внутренней железной дороге глиняного карьера. В отличие от большинства паровозов работает на мазуте. Серьёзный и ответственный, в то же время доверчивый и наивный, постоянный объект шуток Билла и Бэна.
Озвучивали:
Великобритания и США : Тим Уитналл

## Замок Алфстед
Замок Алфстед является частью поместья сэра Роберта Норремби, графа Содорского. Замок имеет собственную станцию и внутреннюю двухколейную туристическую железную дорогу.

#### Глинн
Глинн (англ. Glynn) № 2 (изначально № 1) — красный танк-паровоз с вертикальным расположением котла. Прототип — паровоз с вертикальным расположением котла Dorking Greystone Lime Company 0-4-0 «The Coffee Pot».

Первое появление в сериале — фильм «Приключения начинаются» («The Adventure Begins»).

Один из так называемых паровозов-кофейников, сконструированных сэром Топхемом Хэттом и служивших на Содоре до прибытия современных локомотивов.. До приезда Томаса был № 1 «Северо-западной железной дороги». Был списан, несколько раз перегонялся с одного запасного пути на другой, пока в конце концов не был оставлен на заброшенной ветке и на долгое время забыт. Через много лет его случайно нашла Марион которая приняла за говорящую ёлку, после чего Глинн был отреставрирован и отправлен на железную дорогу поместья сэра Роберта Норремби.
Озвучивали: Кит Викхэм

#### Милли
Милли (англ. Millie) № 1 (изначально № 8069) — французский узкоколейный танк-паровоз синего цвета. Осевая формула 0-2-0. Прототип — локомотив фирмы Decauville с осевой формулой 0-4-0 well tank № 8069 «Tabamar».

Первое появление в сериале — фильм «Король железной дороги» («King of the Railway») 

Частный маленький паровоз сэра Норремби, долгое время простоявший в депо, пока граф путешествовал по миру. После возвращения хозяина стала выполнять роль экскурсионного паровоза и помогать в уходе за территорией поместья, участвовала в создании парка динозавров по проекту графа. На спор один день проработала в карьере узкоколейной железной дороги, поменявшись ролями с Люком. Озорная и дружелюбная, при этом умная и хитрая. Когда её не воспринимают всерьёз, может стать вспыльчивой и упрямой, стараясь доказать, что с ней нужно считаться несмотря на её размер.
Озвучивали: Миранда Рэйсон (англ.  Miranda Raison)

#### Стивен
Роб Стивен (англ. Rob Stephen) № 1 — тендерный паровоз жёлтого цвета. Осевая формула 0-1-1. Прототип — локомотив «Ракета» Роберта Стивенсона. Построен в 1829 году.

Первое появление в сериале — фильм «Король железной дороги» («King of the Railway») .

Старейший паровоз на Содоре. До приезда на остров работал в доках и шахтах, затем был приобретён сэром Норремби для проведения экскурсий по территории поместья. Несмотря на своё славное прошлое, оказался медленнее и слабее других паровозов, с чем примирился с большим трудом. Хотя он проигрывает более современным паровозам в силе и скорости, его часто выручают опыт и позитивное отношение к жизни.

Является оригинальной «Ракетой» Стивенсона, так как упоминает своё старое прозвище «ракета», описывает своё участие в Рейнхильских состязаниях и пересказывает факты биографии реального паровоза.
Озвучивали:
Великобритания и США :Боб Голдинг

## Туманный остров
Остров, расположенный недалеко от Содора, до которого можно добраться либо по морю, либо через туннель, находящийся рядом с Поисково-спасательным центром.

#### Бэш и Дэш
№ 2 Бэш и № 3 Дэш (англ. Bash and Dash) (изначально № 1 и № 2) — американские танк-паровозы оранжево-серого цвета. Осевая формула 0-2-0. Прототип — локомотив Bear Harbor Lumber Company № 1.

Первое появление в сериале — фильм «Спасение с Туманного острова» («Misty Island Rescue»).

Придурковатая парочка близнецов, высланная с Большой Земли за свои дикие замашки. Работают на полоумной, по всей видимости никем не управляемой лесопилке Туманного острова. Знают друг друга настолько хорошо, что один может закончить фразу другого. Относятся к паровозам с зубчатой передачей, известным как «Gypsy», работавшим на лесозаготовках Калифорнии. В качестве топлива используют дрова и мазут.
Озвучивали: Бэш — Великобритания: Мэтт Уилкинсон, США: Вильям Хоуп, Дэш — Великобритания: Кит Викхэм, США: Керри Шейл

#### Фердинанд
№ 1  Фердинанд (англ. Ferdinand) — американский тендерный паровоз голубого цвета. Осевая формула B-B-B. Класс Climax locomotive Class C.

Первое появление в сериале — фильм «Спасение с Туманного острова» («Misty Island Rescue»).

Туповатый медлительный паровоз, от которого редко можно услышать что-то кроме фразы «это верно». Работает вместе с Бэшем и Дэшем на лесопилке Туманного острова. Так же, как и близнецы, является паровозом с зубчатой передачей и работает на дровах и мазуте.
Озвучивали:
Великобритания: Бен Смолл
США: Гленн Рэйдж

## Визитёры

#### Гатор
Гатор (англ. Gator) — большой танк-паровоз зелёного цвета. Осевая формула 0-3-0+0-3-0. Прототип — британский Colombian Steam Motor locomotive Sentinel Waggon Works Ltd.

Первое появление в сериале — фильм «Повесть о храбрецах» («Tale of the Brave»).

Настоящее имя Джеральд, прозвище Гатор получил за внешнее сходство с аллигатором. Работает на высокогорной железной дороге, расположенной далеко от Содора. Дважды эпизодически появлялся на острове, ожидая перегрузки с одного корабля на другой. За время своего пребывания он успел недолго поработать на местной железной дороге и стал хорошим другом для Перси.
Озвучивали: Клив Мантл (англ.  Clive Mantle)

#### Город Труро
Город Труро (англ. City of Truro) № 3440 — британский тендерный паровоз зелёного цвета. Осевая формула 2-2-0. Класс GWR 3700. Построен в 1903 году.

Первое упоминание — рассказ «Domeless Engines» книги «Duck and the Diesel Engine».

Единственное появление в сериале — серия «Гордон и известный посетитель» ("Gordon and the Famous Visitor) 3 сезона.

Реальный локомотив, установивший неофициальный скоростной рекорд, в 1904 году первым из британских паровозов преодолев отметку в 100 миль в час.

Побывал на острове в качестве знаменитого гостя, привезя с собой железнодорожных энтузиастов. Позавидовав его рекорду, Гордон попытался повторить результат и устроил заочную гонку, окончившуюся для него плачевно.

В мультфильме имя паровоза не называется, но оно написано на именной табличке. Модель представляла собой пустую болванку, не имевшую ни лица, ни встроенного механизма. Позднее она была перекрашена и использовалась в качестве проржавевшего остова паровоза на свалках металлолома.

#### Дастин
Дастин (англ. Dustin) № 1869 (изначально № 762) — американский тендерный паровоз с роторным снегоочистителем красного цвета.
он расчищает снег и помог в шторме и расчистить трассу от листьев.

#### Кейтлин
Кейтлин (англ. Caitlin) № 2 — американский большой тендерный экспресс-паровоз вишнёвого цвета со светло-серыми полосами. Осевая формула 2-3-1. Класс Baltimore and Ohio P-7 «President» Class.

Первое появление в сериале — фильм «Король железной дороги» («King of the Railway») .

Так же, как Спенсер и Коннор, относится к так называемым стримлайнерам — паровозам, покрытым обтекаемым кожухом и заточенным под скорость. Имеет комплект собственных вагонов экспресса, выкрашенных в ту же цветовую гамму, что и она сама. Вместе с Коннором Кейтлин привозит туристов с Большой земли в Альфстедский замок. Шумная, активная и беспокойная, не любит оставаться без дела и обожает гонки.
Озвучивали:
Великобритания: Ребекка О’Мара

#### Коннор
Коннор (англ. Connor) № 1 — американский большой тендерный экспресс-паровоз голубого цвета с бело-голубыми полосами. Осевая формула 2-3-2. Класс NYC J3 Hudson.

Первое появление в сериале —
фильм «Король железной дороги» («King of the Railway»).

Скоростной стримлайновый паровоз, имеющий собственный комплект экспресс-вагонов, выкрашенных в ту же цветовую гамму. Занимается перевозкой пассажиров с Большой земли в Алфстедский замок. Приятель Кейтлин, такой же как и она, энергичный и активный, большой любитель погонять.
Озвучивали: Джонатан Форбс (англ.  Jonathan Forbes)

#### Леди
Леди Долины (англ. Lady of the Valley) — танк-паровоз вишнёвого цвета. Осевая формула 0-2-0.

Первое появление в сериале — фильм «Томас и волшебная железная дорога» («Thomas and the Magic Railroad»).

Магический паровоз с волшебной железной дороги, соединяющей мир Содора и мир Shining Time Station. Как только Леди приехала на Содор давным-давно она была найдена Дизелем 10, который решил уничтожить её. Леди и Бернетт убегали от Дизеля 10. но во время погони Бернетт использовал весь её уголь и они ушли от Дизеля 10. Леди была спрятана в горе и хранится в мастерской Бернетта, где он провёл годы пытаясь её восстановить. но не имел хорошего угля. спустя годы Леди всё-таки вышла из строя, Волшебная железная дорога стала терять свою магию. Всё изменилось когда Лили, внучка Бернетта и Томас приехали в гору с вагонами с углём с Содора. Уголь в этих вагонах оказался хорошим для Леди. Она вернулась к жизни, и вернулась на Содор где её вновь преследовал Дизель 10. Леди, Томасу и Бернетту удалось сбежать от Дизеля 10, и она дала семье Кодуктора золотую пыльцу. когда паровозы и дизели поссорились Леди и Расти появились во сне Томаса и рассказали как решить проблему между двумя видами локомотивов.
Озвучивали: Бритт Оллкрофт (англ.  Britt Allcroft)

#### Логан
Логан (англ. Logan) № 7109 — британский сине-жёлтый танк-паровоз. Осевая формула 0-2-0. Прототип S&DJR Sentinels 0-4-0T № 7109.

Первое упоминание — книга «Logan and the Big Blue Engines».

Первое появление в сериале — минисерия «Welcome to the Island of Sodor Logan!».

Маленький маневровый паровоз, который в день своего приезда перепутал Эдварда и Гордона и поменял их поезда местами. Потом он понял, и исправил свою ошибку. В минисерии «A Friendly Farewell» он вместе с Сэмом покинул остров.

Является эксклюзивным персонажем «Wooden Railway» и связанной с ним книги «Logan and the Big Blue Engines». Он также появляется в двух минисериях, размещённых на сайте «Wooden Railway». В событиях основного сериала участия не принимает.

#### Мёрдок
Мёрдок (англ. Murdoch) — британский большой тендерный паровоз оранжевого цвета. Осевая формула 1-5-0. Класс BR Standard Class 9F.

Первое появление в сериале — серия «Что-то рыбное» («Something Fishy») 7 сезона.

Один из самых сильных товарных паровозов, появлявшихся на острове. Мёрдок был привезён на железную дорогу для уменьшения нагрузки на другие локомотивы, и занимался перевозкой грузовых поездов на магистральной линии. Тихий и застенчивый по натуре, он не любит шумные доки и станции, предпочитая искать покой и тишину в сельской местности.

#### Самсон
Самсон (англ. Samson) № 15 (изначально № 214) — британский танк-паровоз серо-зелёного цвета. Осевая формула 0-2-0. Прототип — танк-паровоз Cleator and Furness Railway .

Первое появление в сериале — серия «Марион и динозавры» («Marion and the Dinosaurs») 18 сезона.

Самсон большую часть времени работает на Большой земле, но иногда он заезжает на Содор. Несмотря на свой небольшой размер, он очень силён и способен тянуть тяжёлые товарные поезда. Самодовольный и упрямый, он считает себя сильнейшим паровозом на острове . Его гордость не позволяет ему спросить совета или помощи у других, из-за чего он часто попадает впросак.
Озвучивали: Роберт Уилфорт (англ.  Robert Wilfort)

#### Спенсер
Спенсер — (англ. Spencer) — британский большой тендерный экспресс-паровоз серебристого (изначально серого) цвета. Осевая формула 2-3-1. Класс A4 Pacific.

Первое появление в сериале — серия «Что-то рыбное» («Something Fishy») 7 сезона.

Скоростной паровоз-стримлайнер, принадлежащий герцогу и герцогине Боксфордским. Бывший рекордсмен в скорости среди паровых локомотивов. Относится к тому же классу, что и Маллард — нынешний обладатель этого рекорда. Хоть и является частым гостем на острове, но из-за своего надменного и высокомерного характера и пренебрежительного отношения к другим большого уважения среди местных паровозов он не заслужил. Особое раздражение Спенсер вызывает у своего вечного соперника Гордона. Они не раз устраивали железнодорожные гонки, пытаясь определить, кто из них быстрее.
Озвучивали: Великобритания: Мэтт Уилкинсон, США: Гленн Рэйдж

#### Степни
Степни (англ. Stepney) № 55 — британский танк-паровоз оранжевого цвета. Осевая формула 0-3-0. Класс LB&SCR A1. Построен в 1875 году.

Первое упоминание — рассказ «Bluebells of England» книги «Stepney the „Bluebell“ Engine».

Первое появление в сериале — серия «Расти спешит на помощь» («Rusty to the Rescue») 4 сезона.

Маленький паровоз, списанный и брошенный на запасном пути другой железной дороги. Его нашёл и помог спасти Расти, вывезя его на железную дорогу "Блюбелл". Его новая ветка была живописной, но очень короткой, и Степни, любивший длинные путешествия, стал частым гостем железной дороги Толстого инспектора. 

Степни является реальным паровозом, ставшим первым локомотивом «Bluebell Railway» — первой в мире исторической железной дороги со стандартной колеёй.

#### Сэм
Сэм (англ. Sam) № 905 — американский большой тендерный паровоз зелёного цвета. Осевая формула 1-3-3-3. Класс Virginian Railway Blue Ridge Class.

Первое упоминание — книга «Sam and the Great Bell».

Первое появление в сериале — минисерия «Welcome to the Island of Sodor Sam!».

Очень большой и очень сильный локомотив, помогавший в строительстве содорского музея. Позже он и Логан вместе покинули остров.

Является эксклюзивным персонажем «Wooden Railway» и связанной с ним книги «Sam and the Great Bell». Он также появляется в трёх минисериях, размещённых на сайте «Wooden Railway». В событиях основного сериала участия не принимает.
Озвучивали: Роб Рэкстроу

#### Участники «Большого Паровозного Шоу»

##### Аксель
Аксель (англ. Axel) — бельгийский большой тендерный паровоз красного цвета с чёрными и жёлтыми полосами (цвета бельгийского флага). Осевая формула 2-2-1. Класс NMBS/SNCB Type 12.

Первое появление в сериале — фильм «Большая гонка» («The Great Race»)

Большой стримлайновый паровоз, заточенный под скорость. За свою элегантную форму, стиль и невозмутимость он приобрёл большую популярность у фанатов паровых локомотивов. Большого Паровозного Шоу принял участие в соревнованиях на скорость.
Озвучивали:
Великобритания/США: Роб Рэкстроу

##### Ашима
Ашима (англ. Ashima) — индийский танк-паровоз розового цвета с синими и белыми полосами и разноцветным декоративным рисунком. Осевая формула 0-4-2. Класс Nilgiri Mountain Railway X.
Первое появление в сериале — фильм «Большая гонка» («The Great Race»)
Ашима работает на горной железной дороге Нилгири на юге Индии, крутой уклон которой делает пути чрезвычайно опасными и трудными для подъёма. Поэтому не удивительно, что, несмотря на свой маленький размер, она не испытывает никакого страха. Энергичная, весёлая и приятная, она всегда готова помочь другу.
Озвучивали: Тина Десай (англ.  Tina Desai)

##### Винни
Винни  (англ. Vinnie) № 6407 — американский большой тендерный серо-синий паровоз. Осевая формула 2-4-2. Класс GTW U-4-b.

Первое появление в сериале — фильм «Большая гонка» («The Great Race»)

Североамериканский паровоз-стримлайнер, с которым трудно найти общий язык из-за его крутого характера. Он большой и сильный, но его соревновательная натура и презрительное отношение к маленьким локомотивам часто создают ему проблемы. Вероятный победитель соревнований на звание самого сильного локомотива (Винни лидировал на середине дистанции, но финиш соревнований в фильме не показан). По пути на конкурс, Филлип преградил ему путь. Он оскорбил Филлипа велел ему смотреть ему под колёса когда он снова оказался на пути Винни он разозлился на него и погнался за ним когда Филлипу некуда ехать он загнал его в угол к поворотному кругу не зная что делать дальше пока не пришли на помощь Томас и Ашима прицепились к нему Филлип выехал Винни так сильно начал сопротивляться что у Томаса лопнула сцепка и полетел прямо на поворотный круг когда он сошёл с рельсов он стукнулся прямо в электрический пилон.
Озвучивали:
Великобритания: Джон Шваб (англ.  John Schwab)

##### Джина
Джина (англ. Gina) — итальянский танк-паровоз зелёного цвета с чёрным котлом и золотой окантовкой. Осевая формула 0-2-0. Класс FNM 200.

Первое появление в сериале — фильм «Большая гонка» («The Great Race»)

Милая и стильная маленькая Джина способна составить конкуренцию любому парню, когда дело доходит до маневровых работ. Она очень гордится своим итальянским происхождением и любит работать на археологических раскопках, чтобы больше узнать об истории своей любимой Родины. Джина терпеть не может глупые шутки и вопросы, и нередко раздражается, когда кто-нибудь ведёт себя так, будто знает всё на свете, особенно в области её знаний. Ей также не нравится, когда кто-то намекает, что она «дымит и пыхтит» от ярости. Тем не менее, она верна и заботлива, и всегда забывает свои обиды если кто-то нуждается в помощи. Она также указывает, что, несмотря на все неудачи Томаса, её очень радуют его приезды в Италию. Несмотря на сильную страсть к археологии, она также хорошо относится к музыке, и с удовольствием поёт в дуэте с Беппе, когда он едет с ней вместо Лоренцо.
Озвучивали:
Великобритания/США: Тереза Галлахер («Большая гонка»), Анна Франколини (с 23 сезона по настоящее время)

##### Иван
Иван (англ. Ivan) — российский тепловоз, выкрашенный в красный и синий цвета с белой полосой (цвета российского флага в изменённом порядке). Осевая формула 0-3-0. Серия ТГМ23.

Первое появление в сериале — фильм «Большая гонка» («The Great Race»)

Иван может выглядеть сурово, но в действительности он один из самых харизматичных локомотивов на железной дороге. На самом деле он настоящий комедиант, способный развеселить любого. Иван уже участвовал в маневровых соревнованиях Большого Паровозного Шоу, где ему не хватило нескольких секунд для установления нового мирового рекорда. Он особенно горд тем, что является единственным тепловозом, принявшим участие в Шоу.
Озвучивали: Боб Голдинг

##### Йонг Бао
Йонг Бао  (англ. Yong Bao) — китайский большой тендерный паровоз, красного и зелёного цветов с жёлтой окантовкой и декоративным рисунком (изнач. тёмно-синего цвета). Осевая формула 2-3-1. Класс RM.

Первое появление в сериале — фильм «Большая гонка» («The Great Race»)

Йонг Бао — благожелательный и надёжный пассажирский паровоз. Он, может быть, не самый большой или сильный тендерный паровоз, но однажды благодаря его смекалке удалось предотвратить крушение и спасти сотни жизней. За свою храбрость он был покрашен в красный цвет, символизирующий праздник и радость. Тигр, нарисованный у него на тендере, означает благоговение и почитание. Йонг Бао, как и тигр, полон жизни и воплощает в себе стремление к поставленным целям и к достижению успеха. Но несмотря на свою храбрость и хорошее поведение, он не против подшутить, например, во время одного из путешествий Томаса в Китай под Новый год, он дважды его напугал. Участник парада самых нарядных локомотивов.
Озвучивали :
Великобритания/США: Ден Ли (с серии фильм «Кругосветное Путешествие» по 23 сезон),
Крис Лью Кум Хой (с 24 сезона по настоящее время)

##### Карлос
Карлос (англ. Carlos) № 903 — мексиканский тендерный паровоз, чёрного цвета с серебристой дымовой коробкой, красной и зелёной окантовкой. Осевая формула 1-4-0. Класс GR-3.

Первое появление в сериале — фильм «Большая гонка» («The Great Race»)

Гордый и весёлый паровоз из самого сердца Мексики. Благодаря своей неизменной улыбке он стал душой компании на соревнованиях. Выиграв состязание в силе в самым первым Большого Паровозоного Шоу, этот паровоз продолжает радовать зрителей, принимая участие в Параде самых нарядных локомотивов.
Позже он увидел Эйса в Мексике. Он поздоровался с гоночным автомобилем и спросил его куда он едет поскольку Эйс был на одной из платформ Томаса и Нии, когда те совершали кругосветное путешествие
Озвучивали:
Великобритания/США: Дэвид Беделла («Большая гонка»), Габриэль Поррас (с серии фильм «Кругосветное путешествие по настоящее время»)

##### Летучий шотландец
Летучий шотландец (англ. Flying Scotsman) № 4472 — британский большой тендерный экспресс-паровоз зелёного цвета с жёлтой окантовкой. Осевая формула 2-3-1. Класс A3 Pacific. Построен в 1923 году.

Первое упоминание — рассказ «Tenders for Henry» книги «Enterprising Engines».

Первое появление в сериале — серия «Нежные паровозы» (Tender Engines) 3 сезона.

Реальный паровоз, обладатель двух мировых рекордов: первый паровой локомотив официально превысивший в 1934 году скоростной рубеж в 100 миль в час, и паровоз, проехавший в 1989 году длиннейшую дистанцию без остановок.

Единственный уцелевший брат Гордона, который однажды уже побывал на Содоре. В Большом Паровозном Шоу принял участие в соревнованиях на скорость, где ему пришлось бороться в том числе и против своего брата.
Озвучивали: Руфус Джонс (англ.  Rufus Jones)

##### Раджив
Раджив (англ. Rajiv) — индийский танк-паровоз синего цвета с чёрным котлом, трубой, покрашенной в цвета индийского флага, жёлтой окантовкой и золотым декоративным рисунком. Осевая формула 1-1-1. Прототип Fairy Queen.

Первое появление в сериале — фильм «Большая гонка» («The Great Race»)

Маленький танк-паровоз с Восточно-Индийской железной дороги, который перевозит пассажиров и грузы из Калькутты на север Индии. Своей эффектной покраской он ярко выделяется на фоне остальных участников, что позволило ему получить звание Самого Красивого Локомотива. Когда Томас путешествовал по Индии Ашима решила познакомиться с Радживом которого терпеть не мог Джеймс что он самый красивый паровоз по всей Индии Раджив также показал Томасу что такое слон что он сильнее всех, но Томас не поверил, когда Томас сошёл с рельс Ашима поспешила на помощь Раджива в это время Томас остался совсем один но тут случилось чудо слон помог Томаса поставить обратно на рельсы. Раджив объяснил Томасу что такое Болливуд и он не мог в это поверить пока Томас доставлял цветы на съёмочную площадку видел как артист падает на мат и испортил съёмку фильма потому что он подъехал и артист упал прямо в цветы Томас извиняется перед режиссёром но он сказал что фильм получился лучше Раджив и Ашима не поверили что он стал звёздной этого фильма.
Некоторое время Томас узнал от Ашимы об индийских тиграх и о популярном роскошном тигровом сафари Нур Джан у Раджива были 2 любителя тигров пока Томас не узнал что на самом деле охотники на тигров. Томас догадался кто они рассказал о браконьеров и их коварным планах Томас отправился за помощью Шанкаром ставить приманку пока Раджив делал круги охотники поняли что Раджив возит их по кругу он начал волноваться, но вдруг охотники увидели что в кустах кто-то прячется приняли за тигров, когда они прибежали чтобы схватить тигра, но это был Шанкар под оранжевым брезентом в это время приехал Томас с полицией и Чарубалой. Вот так полиция арестовали охотников, а Чарубала отблагодарила Томаса и Раджива за спасение тигров, когда они заметили что Шанкар исчез из виду.
Озвучивали :
Великобритания/США: Никхил Пармар

##### Рауль
Рауль (англ. Raul) № 166 — бразильский танк-паровоз с вертикальным расположением котла, выкрашенный в жёлтый цвет с синими и зелёными полосами (цвета бразильского флага). Осевая формула 0-2-0. Прототип Sentinel № 7109.

Первое появление в сериале — фильм «Большая гонка» («The Great Race»)

Решительный маленький паровоз, прибывший с бразильских солнечных высот. Этот сильный и проворный бразилец, своим видом слегка смахивающий на тепловоз, является идеальным кандидатом на победу в маневровых соревнованиях, где несколько лет назад он уже становился чемпионом.
Некоторое время спустя Рауль встретил Томаса когда тот путешествовал в Бразилию. К сожалению он загордился собой после игры с Томасом, Габриэлой и Кассией с прилетевшим к ним пляжным мячом с помощью пара в один из грузовых вагонов, несмотря на, что это не было целью их игры. Позже они с Томасом устроили соревнования между собой, хотя последние реванши стали напрягать их между собой и в конечном итоге победил Рауль стал победителем обманул Томаса во время последнего соревнования. Когда сцепка Рауля лопнула во время состязания в силе. Томас спас его от падения моря. Позже Рауль и Томас помирились…но не раньше чем прилетел мяч отскочил от котла Рауля в море.
Озвучивали:
Великобритания/США: Роб Рэкстроу («Большая гонка»), Федерико Трухильо (с 23 сезона по настоящее время)

##### Фрида
Фрида (англ. Frieda) № 409 — немецкий большой тендерный паровоз синего цвета с жёлтой и красной окантовкой. Осевая формула 2-3-1. Класс DB BR 10.

Первое появление в сериале — фильм «Большая гонка» («The Great Race»)

Гладкий и изящный паровоз-стримлайнер из Германии. Элегантная и мощная Фрида стала участником соревнований на звание Самого Сильного Локомотива. Она приехала доказать: что бы ни делали мальчики, девочки сделают лучше. Когда Томас приехал на материк он принял её за Гордона по ошибке из-за этого она расстроилась и отбыла на место проведения конкурса на выносливость.
Озвучивали:
Великобритания/США:Тереза Галлахер

##### Шейн
Шейн (англ. Shane) № 520 — австралийский большой тендерный зеленовато-синий паровоз с жёлтыми полосами. Осевая формула 2-4-2. Класс South Australian Railways 520.

Первое появление в сериале — фильм «Большая гонка» («The Great Race»)

Один из так называемых «Шепчущих Гигантов» Южной Австралийской Железной Дороги, большой мощный стримлайновый паровоз, предназначенный для скоростных грузовых и пассажирских перевозок. Шейн любит повеселиться, и благодаря своему беззаботному характеру он смог обзавестись множеством друзей за время своего длинного путешествия на Большое Паровозное Шоу. Участник соревнований на звание Самого Сильного Локомотива. Некоторое время спустя, когда Томас посетил Австралийскую глубинку, он встретился с Шейном и познакомился с его двумя заводными пассажирскими вагонами, Обри и Эйденом.
Озвучивали:
Великобритания/США: Шейн Джейкобсон

##### Этьен
Этьен (англ. Etienne) — французский электровоз белого и тёмно-синего цветов с красной и серебристой окантовкой (цвета французского флага). Осевая формула Bo-Bo. Прототип SNCF DC BB 9004.

Первое появление в сериале — фильм «Большая гонка» («The Great Race»)

Установив у себя дома мировой рекорд скорости, Этьен лишний раз доказал, что будущее железных дорог останется за электровозами. Этот грозный локомотив смог развить свой успех и на Большой Гонке, победив в заезде и установив новый мировой рекорд скорости.
Озвучивали:
Великобритания/США: Роб Рэкстроу

#### Паровозы Англии

##### Бридлингтонские тепловозы
Бридлингтонские тепловозы (англ. The Mainland Diesels) — дизель-электровозы красно-оранжевого цвета с жёлтыми полосами. Класс BR Class 08. Осевая формула 0-6-0.

Маневровые тепловозы, работающие на сортировочной станции города Бридлингтон. Принимали участие в Большом Железнодорожном Шоу в качестве ассистентов, подготавливавших вагоны и составы для соревнований. Одного из них зовут Улли.
Озвучивали:
Великобритания/США: Джон Шваб

##### Лекси
Лекси (англ. Lexi) № 2 (изначально № 21) — американо-шотландский тендерный паровоз светло-голубого цвета с компоновкой «кабиной вперёд». Прототип — NPC № 21 «Томас Стетсон» . Осевая формула — 2-2-0.

Первое появление в сериале — фильм «Покидая Содор» («Journey beyond Sodor.»)

Когда Томас приезжает на Материк знакомится с экспериментальными паровозами — с ней и Тео. Они помогли Томасу — дали ему угля и воды. Потом подбодрили Томаса вместе с Мерлином. Они также поехали спасать Джеймса, она и Тео сначала отвлекали Урагана и Френки а потом с Мерлином перегородили им путь. Когда Томас предложил им работать вместе она и Тео не решились но Мерлин согласился.
Озвучивали:
Великобритания и США: Люси Монтгомери.

##### Мерлин
Сэр Мерлин (англ. Sir Merlin) № 3 (изначально № 783) — большой тендерный паровоз серого цвета. Осевая формула — 2-3-0. Класс LSWR N15. Прототип — № 783 Sir Gillemere.

Первое появление в сериале — фильм «Покидая Содор» («Journey beyond Sodor»).

Когда Лекси и Тео дали Томасу воды и угля они рассказали ему про Мерлина и что он может становится невидимым. Потом когда Томас убегал от Урагана и Френки и спрятался от них на заброшенной ветке он впервые встретил Мерлина утром Томас обнаружил что Мерлина нет. Позже он, Лекси и Тео подбадривали Томаса, когда Томас хотел спасти Джеймса Мерлин спросил его кто такой Джеймс. Томас, Тео, Лекси и Мерлин приехали к меткомбинату Мерлин сказал что он приведёт Джеймса с завода с помощью невидимости, но на самом деле Мерлин не может становится невидимым он только думает что может это сделать и Томас придумал другой план по спасению Джеймса: Лекси и Тео должны отвлечь Урагана и Фрэнки чтобы Томас смог заехать на завод и спасти Джеймса а Мерлин будет наблюдать. Но Мерлин переволновался и заехал на завод вслед за Томасом но Ураган и Френки заметили его и поехали за ним. Когда они гнались за Джеймсом он и Лекси перегородили им путь. Когда Томас сказал им работать вместе Лекси и Тео не решились но Мерлин согласился.
Озвучивали:
Великобритания и США: Хью Бонневилль.

##### Тео
Тео (англ. Theo) № 4 — локомобиль серовато-коричневого цвета. Осевая формула — 2-2-0. Прототип — Aveling and Porter TJ.

Первое появление в сериале — фильм «Покидая Содор» («Journey beyond Sodor»).
Когда Томас поехал на материк он встретил двух экспериментальных паровозов Лекси и Тео они дали Томасу угля и воды и рассказали ему о Мерлине и что он может становится невидимым. Потом когда Томас был расстроен Тео, Лекси и Мерлин включились в песню чтобы подбодрить Томаса. Когда Томас велел им помочь Джеймсу Тео сомневался но другие паровозы поддержали его. Он и Лекси отвлекали Урагана и Френки и Томас заехал на меткомбинат потом он и Томас убрали вагоны с пути Джеймса но вагоны опрокинулись и Томаса чуть не переплавили, позже Томас предложил им работать вместе Тео и Лекси не решились но Мерлин согласился.
Озвичивали:
Великобритания и США: Даррен Бойд.

##### Ураган
Ураган (англ. Hurricane) № 1 (изначально № 20) — большой танк-паровоз бордового цвета. Класс GER A55. Осевая формула — 0-5-0.

Первое появление в сериале — фильм «Покидая Содор» («Journey beyond Sodor»).
Когда Томас приехал на материк он обнаружил металлургический комбинат и двух таинственных паровозов — Урагана и Френки они заставили Томаса работать и отвезли его вагоны в Бридлингтон. Когда они отвозили вагоны они оставили Томаса одного и он пытался сбежать но у него не получилось. Ночью Томасу удалось сбежать и Ураган и Френки преследовали его но Томас спрятался от них. Потом они заставили работать Джеймса но Томас спас его и Ураган спас Томаса от расплавленного металла но сам попал туда. к счастью, Мерлин вовремя убрал его с тех путей, но с опалёнными колёсами он не может работать и Томас предложил Френки, Урагану, Мерлину, Лекси и Тео работать вместе.
Озвучивали:
Великобритания и США: Джим Хоуик.

##### Френки
Френки (англ. Frankie) № D1 (изначально № D4002) — тепловоз тёмно-бирюзового цвета. Прототип — Hudswell Clarke Diesel № 4002. Осевая формула — 0-6-0DE.

Первое появление в сериале — фильм «Покидая Содор» («Journey beyond Sodor»).

Когда Томас находит металлургический комбинат его встречают таинственные паровозы — Ураган и Френки. Они заставили Томаса работать. Когда они оставили Томаса одного тот пытался сбежать, но неудачно. Также они гнались за ним когда Томаму удалось сломать ворота и сбежать. Томас спрятался от них. Также они поступили с Джеймсом, но Томас его спас, а Мерлин и Лекси перегородили им путь. Френки была расстроена что Ураган не может с ней работать после аварии и Томас предложил ей, Урагану, Тео, Мерлину и Лекси работать вместе.
Озвучивали:
Великобритания и США: Софи Кохун

## Нежелезнодорожная техника
Помимо паровозов также есть автобус Берти который дружит с Томасом, Балджи двухэтажный автобус который ненавидит железные дороги, а также есть Содорская Строительная компания и т.д.

## Содорская Строительная Компания
«Содорская строительная компания» («Пакард и Ко», «Пак») — компания, занимающаяся строительными работами и грузовыми перевозкам. Компания основана мистером Пакардом, затем её владельцем и управляющим стала его дочь, Дженни Пакард.

#### Альфи
Альфи (англ. Alfie) № 12 — зелёный экскаватор.

Первое появление в сериале — серия «Джек идёт на работу» («Jack Jumps In») 6 сезона.

Приветливый и шустрый экскаватор, который легко справляется с любым заданием и не боится пыли или грязи в работе. Он восторженный экскаватор и работает в содорской строительной компании. он лучший друг Джека. Альфи любит работать. Он даже самые тяжёлые работы выполняет с лёгкостью. Один раз он спас кошку с котятами, после того как Макс и Монти дразнили его о его размере. В другой раз он был спасён Байроном, когда он чуть не утонул в грязной луже. Позже он помог восстановить Великий Уотертон и помог поставить там эстрады. в журнале говорится что Альфи теперь работает в карьере Фаркуа. В Легенда Содора о пропавших сокровищах, он помог сделать новую ветку. В двадцатом сезоне он, Джек, Оливер, Макс и Монти работали на ветке Томаса, а позже он, Джек и Оливер помогли расчистить ветку под мостом, когда Макс и Монти сваливали свой груз на рельсы. Чуть позже он, Оливер, Джек, Макс и Монти и Бренда приехали в Италию чтобы помочь с Эстер. 
Озвучивали:
Великобритания и США :Натан Кларк

#### Байрон
Байрон (англ. Byron) № 18 — жёлтый бульдозер.

Первое появление в сериале — серия «Джек идёт на работу» («Jack Jumps In») 6 сезона.

Большой бульдозер, занимающийся расчисткой территории и выравниванием грунта. Он немного резковат и высокомерен, но в то же время энергичен, надёжен и благоразумен. В своём первом появлении, Байрон помогает очистить место для железнодорожных путей. В первый день Джека в компании, он хотел ему помочь. Но Байрон сказал что ему не нужна помощь и попросил его помочь Келли. Когда машины спорили о том кто из них самый важный Байрон ответил что важно выравнивать площадку и он это делает. Когда Макс и Монти из-за своего безответственного поведения сломали пожарный гидрант и Альфи стал тонуть в грязи, Байрон помог ему с помощью своего клинка выбраться из грязи.

#### Бастер
Бастер (англ. Buster) — тёмно-красный паровой каток.

Первое появление в сериале — серия «Оливер находит динозавра» («A Visit from Thomas») мини-серий «Jack and the Sodor Construction Company».

Бастер — труженик по натуре, который вкладывает душу в свою профессию, с гордостью и ответственностью подходя к работе. Кроме того, он большой фантазёр, который любит думать о себе, как о быстрейшем в мире паровом катке, и мечтает выигрывать гонки. Это сбылось когда Бастер участвовал в гонке против Макса и Монти на недавно завершённой Содорской раллийной трассе. Позже он помогал, когда Мисс Дженни нашла кротовые норы на футбольном поле. Бастер был также замечен на строительстве новой школы.

#### Бренда
Бренда (англ. Brenda) № 24 — бирюзово-синий гусеничный бульдозер с бледно-жёлтой кабиной. изображён на синей секции позади кабины соответствующим жёлтым цветом. Прототип D9H 

Первое появление в сериале — серия «Загадочная шахта» («Mines of Mystery») 23 сезона.
Бренда впервые появляется, когда она с другими членами стройкомпании приехали на Стефано в Италию, и находящийся там Томас, который до этого не был знаком с Брендой представил их Джине. Бренда и другие члены компании прибыли, чтобы помочь Эстер.
Позднее на Содоре Бренда убрала со строительной площадки камень для фундамента новой больницы Вэллсфорта, думая что Макс и Монти нарочно свалили его здесь. Когда Макс и Монти вернулись, они увязли в грязи по дороге на свалку, когда Бренда запретила им проезжать через строительную площадку, она осознала свою ошибку. С помощью других членов стройкомпании она перевезла камень обратно на стройплощадку. Как только фундамент был готов, она аккуратно разровняла его.
Озвучивали:
Великобритания/США: Тереза Галлахер

#### Дарси
Дарси (англ. Darcy) — жёлтый проходческий комбайн с красной линией на корпусе с синими полосами на кабине и по бокам у неё есть также оранжевый козырёк и серая стремянка. Прототип Roadheader EBZ. 

Первое появление в сериале — серия «Первый день» («First Day on Sodor») 23 сезона.
Дарси прибыла в Доки Брендема где её забрала Ниа, но Джеймс и строительные машины заметили её неуклюжесть особенно потому, что они ждали совсем другую машину. Вскоре она поразила всех своим мастерством потому что пришло её время.
Позже она помогла спасти Монти когда он упал в одну из шахт на свинцовых рудниках.
Озвучивали:
Великобритания/США: Гарриет Кершоу

#### Дорогонатор
- Дорогонатор - синяя с жёлтой зелёной  обводкой гусеничная машина для прокладкой асфальта, который появился в фэнтезиной вставке членов Содорской Строительной компании. Прототип неизвестный скорее всего он напоминает из Терминатора.

Единственное появление в сериале - серия «Первый день» («First Day on Sodor» ) 23 сезона.

#### Джек
Джек (англ. Jack) № 11 — красный фронтальный погрузчик

Первое появление в сериале — серия «Джек идёт на работу» («Jack Jumps In») 6 сезона.

Дружелюбный и активный погрузчик, который настолько любит свою работу и так стремится быть полезным, что часто берётся не за своё дело. Когда Джек впервые прибыл на Содор он с компанией делали место для ж/д путей. он работал хорошо с Альфи, но потом он взял камни на выступ и потерял равновесие и опрокинулся. Он усвоил урок и рисковал собой чтобы держать разрушенный мост когда Томас ехал по нему, но он сломал свою руку, но был принят в команду. Когда Джек был неосторожен на складе, он разбил шифер, но не хотел отправиться во двор и уехал. позднее за это обвинили Нэда, и Альфи сказал Джеку про него. и Джек признался что это он разбил шифер, и отправился во двор. позднее он и остальная часть компании работали с восстановлением Великого Уотертона, там же он и Альфи устанавливали эстрады. Он помог восстановить замок Альстед, спас Стивена и Томаса когда рельсы под ними разваливались. в Легенда Содора о пропавших сокровищах он вместе с Альфи, Оливером, Максом и Монти помог построить новую вету, а позже участвовал в церемонии открытия новой ветки. В двадцатом сезоне он, Альфи, Оливер, Макс и Монти работали на ветке Томаса, позже он, Альфи и Оливер помогли очистить линию под мостом когда Макс и Монти сваливали свой груз на рельсы.Чуть позже он, Альфи, Оливер, Макс и Монти и Бренда приехали в Италию чтобы помочь с  Эстер.
Озвучивали:
Великобритания : Стивен Кинмэн
США : Дэвид Мэнклин

#### Изабелла
Изабелла (англ.  Isabella) № 22 — жёлтый паровой грузовик.

Первое появление в сериале — серия «Джек идёт на работу» («Jack Jumps In») 6 сезона.
Эмоциональная и дерзкая по характеру, она хоть и любит свою работу, но терпеть не может грязь. Изабелле однажды пришлось доставить пианино, но она потеряла управление и повисла на боковой подпорной стене, над рельсами. Келли должна была спасти её. в другой раз ей пришлось забрать топливо для других машин, когда старое топливо у них закончилось.

#### Келли
Келли (англ. Kelly) № 17 — тёмно-синий автокран.

Первое появление в сериале — серия «Джек идёт на работу» («Jack Jumps In») 6 сезона.

Келли была одна из первых машин в строительной компании Когда был первый день Джека она и Изобелла посоветовали ему спросить о его работе бригадира. Некоторое время спустя, она попыталась помочь подержать Джеку мост, но когда она подъехала к мосту он уже рухнул. позже она рассказала Перси и остальной части строительной компании страшную историю по одноглазую дрезину. Также она стала бояться сильных ветров после аварии, в которой ветер опрокинул её. Но она переборола свой страх когда помогла Изобелле.

#### Макс и Монти
Макс № 15 и Монти № 16 (англ.  Max and Monty) — красные самосвалы.

Первое появление в сериале — серия «Джек идёт на работу» («Jack Jumps In») 6 сезона — Макс.

Первое появление в сериале серия «Кто Важнее?» ("On Site with Thomas) мини-серий («Jake And The Sodor Construction Company») — Монти.

Макс впервые появился без Монти, когда Джек прибыл в компанию, где он дразнил его и Альфи, распыляя на них пыль, проносясь мимо. Потом он повернул к Джеку и встал перед ним. Джек всегда теперь говорит Максу прекратить издевательства, из-за Макса и Монти затем Патрик попал в аварию со своим бетоном когда они спорили о том кто важнее, чуть позже они дразнили Перси про одноглазой дрезине но они были убеждены что она преследует их, пока не поняли что это был Томас. Потом они дразнили Бастера что он медленно ездит и устроили гонки по новой раллийной трассе. Но Бастер победил когда они спорили и застряли. Когда Бастер помог выбраться их напугал бык когда они оказались на вверху. Позже они помогли построить новую ветку. В двадцатом сезоне они устроили гонки, и сваливали грузы с моста на рельсы, и из-за этого Томас сошёл с рельсов. Чуть позже они, Альфи, Оливер, Джек и Бренда приехали в Италию чтобы помочь с Эстер. 
Озвучивали:
Великобритания/США: Тим уитнолл — Макс (20 сезон)
Великобритания/США: Расмус Хардикер — Монти (20 сезон)
Великобритания/США:Керри Шейл —
Макс (с 23 сезона по настоящее время)
Великобритания/США: Роб Рэкстроу — Монти (с 23 сезона по настоящее время)

#### Нед
Нед (англ. Ned) № 19 — оранжевый паровой экскаватор.

Первое появление в сериале — серия «Джек идёт на работу» («Jack Jumps In») 6 сезона.

Нед в основном копает в карьере. Нед неумелый но всегда может положиться на своих друзей. Он чуть не стал причиной аварии по выбиванию очень важных камней из моста по которому Томас вёз грузовой поезд. К счастью Джек подержал мост пока Томас ехал по нему. Он также сбил здание случайно, что Оливер не мог сделать. Нед был однажды обвинён в разбитии шифера, что Джек сделал, и его собирались отправить обратно в двор. к счастью Джек признался до того как Неда отправили во двор.

#### Нельсон
Нельсон (англ. Nelson) № 10 — чёрный балластный тягач.

Первое появление в сериале — серия «Кто Важнее?» («On Site with Thomas») мини-серий («Jack and the Sodor Construction Company»).

В своём первом появлении Джек спросил его кто самый важный, потому что Патрик хвастался что он самый важный, и Нельсон сказал что он, потому что он возит все машины. Позже, когда ураган бушевал по острову Содор Нельсон и Оливер были посланы чтобы очистить тоннель Генри. Вскоре Нельсон устал от того чтобы возить машины на работу и с работы. Он начал мечтать чтобы и его возили. На следующее утро Томас попал в аварию и у него отвалилось колесо. так что Нельсон был послан чтобы отвезти его на ремонт. Когда это было сделано к его удивлению, его отвезли во двор на платформе. У Нельсона была великолепная поездка, это было так волшебно, как он и мечтал.

#### Оливер
Оливер (англ. Oliver) № 14 — светло-коричневый экскаватор.

Первое появление в сериале — серия «Джек идёт на работу» («Jack Jumps In») 6 сезона.

В своё первое появление, Оливер помогал, чтобы расчистить место для железнодорожных путей. Позже бригадир приказал Оливеру притащить камни на выступ. Джек хотел сделать это но опрокинулся на выступе. После этого он усвоил урок и позволил Оливеру выполнять свою работу. Однажды Оливер обнаружил скелет динозавра когда строил новую школу. На следующий день Оливер был на первой странице Содорской газеты с заголовком землекоп роет дино! Когда Макс и Монти небрежно врезались в дерево и оно повалилось Альфи, Келли и Оливер использовали свои руки чтобы держать дерево, пока оно не поставлено было на место. Однако он был неудачным после попытки снести здание железным мячом. В фильме «Великое открытие» он с остальной частью строительной компании помог восстановить Великий Уотертон. В фильме «Легенда Содора о пропавших сокровищах» он помог построить новую ветку. По дороге туда он заслонил Берти, который был очень раздражён, так как проиграл в соревновании с Томасом. Когда Марион впервые увидела экскаватор, она решила что Рекс, Берт и Майк, которых она считала волшебными превратили его из паровоза в экскаватор. Оливер попытался объяснить, но Марион не дала ему возможности сделать это. Оливер был на церемонии открытия новой ветки, Там Марион узнала что есть два Оливера на Содоре. В двадцатом сезоне он, Джек, Альфи, Макс и Монти работали на ветке Томаса, самосвалы близнецы ударили по гидравлической руке Оливера и он из-за этого сломался, после того как он был отремонтирован, он помог очистить ветку как Макс и Монти бросали грузы на рельсы.  Чуть позже он, Джек, Альфи, Макс и Монти и Бренда приехали в Италию чтобы помочь с Эстер.
Озвучивали:
Великобритания/США: Тим Уитнолл

#### Патрик
Патрик (англ. Patrick) № 23 — автобетоносмеситель тёмно-бордового и кремового цветов.

Первое появление в сериале — серия «Кто Важнее?» («On Site with Thomas») мини-серий «Jack and the Sodor Construction Company».

В своё первое появление Патрик мешал бетон для фундамента, для постройки центра. Он вызвал спор между машинами кто самый важный. Он чуть не столкнулся с Максом и Монти и упал в свой бетон. Патрика потом ругала Мисс Дженни за то, что он хвастался цементом и объяснила что нет самого важного.

#### Эстер
Эстер (англ. Ester) № 33 — белый и красный миниатюрный экскаватор с зелёными гусеницами и белым номером. Его противовес/крышка двигателя серого цвета. Прототип JCB 8025.
Первое появление в сериале — серия «Все дороги ведут в Рим» («All Traks Lead to Rome») 23 сезона.
Когда Томас посетил Италию, Эстер работала на Итальянской строительной площадке. Выкапывала фундамент, она обнаружила древний римский дворец, и место строительства пришлось перенести на другую сторону путей. Её друзья из итальянской строительной компании должны ей помочь но из-за задержек она была вынуждена работать в одиночку. По предложению Томаса привести из Содора свою строительную компанию в Италию чтобы ей помочь.
Озвучивали:
Великобритания/США: Фламиния Синк

## Другая не железнодорожная техника

#### Айла
Айла (англ. Isla) — австралийский самолёт белого цвета с красным подбрюшьем, синим хвостом и обводкой, на хвосте у неё изображён логотип КСЛД которая подружилась с Томасом во время путешествия в Австралию. Прототип Beechcraft King Air 800.
Первое появление в сериале — серия «Экскурсионный поезд» («Otback Thomas») 22 сезона.
Томас впервые познакомился с Айлой во время путешествия в Австралийскую глубину, когда Шейн заметил её в небе, пошутил что это «Летающая коала». В следующий раз Айла появилась когда Томас застрял на старом покосившемся мосту и пытался привлечь её внимание, чтобы та его спасла, но она улетела, чтобы сообщить об этом Шейну, оставив Томаса с мыслями, что она его не заметила. Позже к месту происшествия подоспел Шейн, оттащив Томаса в безопасное место и рассказав, что Айла заметила его застряв им на мосту.
Позже в один Рождественский день, Айла встретила Томаса, мчавшегося по путям вместе с Обри и Эйденом. Узнав, что они ищут мать нашедшего ими потерявшегося кенгурёнка, принявшую плюшевую игрушку за него, то она согласилась ему помочь и улетела искать мать-кенгуру. Она нашла её на берегу озера с плюшевой игрушкой в сумке и направила в сторону путей к Томасу, где она воссоединилась со своим детёнышей. В тот вечер Айла пожелала Томасу и Шейну счастливого Рождества, пролетев над ними.
Некоторое время спустя, когда Томас работал на карьере в Австралии, неподалёку от него приземлилась Айла, которая прилетела вместе с доктором Клэр, чтобы та позаботилась о рабочем карьера с вывихнутой рукой. В попытке стать таким же надёжным доктором как «летающий доктор» Айла, Томас весь день пыхтел на места экстренных вызовов Айлы и доктора Клэр, но Айла всегда опережала его, из-за чего Томас стал ревновать её. Позже в тот же день она вернулась на карьер, чтобы предупредить Томаса, Шейна, Обри и Эйдена о надвигающемся на Австралию циклоне, представляющем собой тропический шторм, ураган или тайфун, и ей нужно срочно эвакуировать местных жителей города Кэтрин, находящегося на пути циклона. Однако вскоре выяснилось, что сильные ветры циклона оказались слишком опасны для полётов, и Айла признала, что она не сможет вовремя эвакуировать всех местных жителей и Томас соглашается с Обри и Эйденом спасти их в самом сердце урагана, которых Айла не смогла спасти. По происшествия циклона, Айла и Шейн поблагодарили Томаса за героический поступок.
Озвучивали:
Великобритания/США: Рэйчел Миллер

#### Большой Микки
Большой Микки (англ. Big Mickey) — 350-тонный кран «МОЛОТ» тёплого оттенка серого (изначально светло-серого) цвета.
Первое появление в сериале — серия «Томас, Перси и дракон» (Thomas, Percy and the dragon) — 3 сезона.
Когда Большой Микки впервые прибыл на Содор, он был поставлен в порту Кнепфорда, где он работал, в течение третьего и четвёртого сезонов. в эпизоде четвёртого сезона, «Специальный аттракцион», он был установлен на грейфере. Позже в пятом сезоне, он переехал в Доки Брендама. В эпизоде седьмого сезона, «Духовой оркестр Эдварда», он разгружал огромный котёл с корабля. Внезапно его котёл качнулся и сбил Эдварда с рельсов в уголь. Позднее в двадцать первом сезоне Большой Микки взял всех врасплох после долгого не общения с кем-либо в течение многих лет и вошёл в состав с Крэнки и Карли.
Озвучивали:
Великобритания/США: Роб Рэкстроу.

#### Бутч
Бутч (англ. Butch) № 3 — эвакуатор жёлтого и синего цветов.
Первое появление в сериале — серия «ужасный грузовик» («horrible truck») 5 сезона.
Бутч впервые появился когда буксировал грузовика в доки после того как он сломался. После этого он получил много эпизодических ролей. Он также помог со сносом депо Тидмаут в «На всех парах!» И в восстановлении Великог Уотертона. Теперь он является частью поисково-спасательного отряда. В пятнадцатом сезоне, он получил магнит. в шестнадцатом сезоне, он сломался и Флинн дотащил его до Поисково-спасательного центра. В семнадцатом сезоне, он отбуксировал Флинна в Поисково-спасательный центр когда у него спустилось колесо, когда он мчался на пожар, а позже сказал ему о пожаре в доках и предложил ему бороться с огнём. Когда Томас сошёл с рельсов неподалёку от них, Бутч тащил его в мастерскую. Позже он пытался поставить Рокки на рельсы сам, но потом все вместе поставили его обратно на рельсы.
Озвучивали:
Великобритания: Руперт Дегас (15 сезон), Мэтт Уилкинсон (16 сезон по настоящее время)
США: Стивен Кинмэн (с 17 сезона по настоящее время)

#### Булстроуд
Булстроуд (англ. Bulstrode) — мотобаржа кремового, коричневого, чёрного и красного цвета. По бокам корпуса белым цветом написано его имя. В книгах серии «Моя библиотека историй Томаса» он окрашен в синий, красный, жёлтый цвета.
Единственное появление в сериале — Серия «Специальный аттракцион» («Special Attraction») — 4 сезона. 
Булстроуду нравилось возить в Кнэпфордский порт такие как уголь и камень, но всегда грубил и жаловался, что его загружают слишком медленно. Это очень раздражало даже вредных вагонов, но он получил по заслугам, когда Перси случайно столкнул вагоны гружённые камнем с причала на его палубу, пробив дыру в его корпусе. Затем Булстроуда отбуксировали на пляж и превратили в детскую игровую площадку. Он стоит там и по сей день и, скорее всего продолжает ворчать и жаловаться.

#### Балджи
Балджи 1 (англ. Bulgy 1) № 1 — двухэтажный автобус кремового и зелёного далее красного цвета. 

Первое появление в сериале — серия «Балджи» (Bulgy) — 3 сезона.
Балджи единственный автобус который ненавидит железные дороги, и верит что когда-нибудь, они будут заменены. У него даже плакат который людям говорит что он железнодорожный автобус, его любимая фраза свободные дороги! Балджи хотел украсть пассажиров Дака и Оливера притворяясь железнодорожным автобусом. Он пытался украсть пассажиров из Тидмоут, до приезда Дака, но застрял под мостом, после попытки срезать. После того как Дак переехал через мост, забрал пассажиров и отвёз их в место назначения, Балджи оставили сломанного на поле и с открытым салоном, и теперь никто не боится его лжи. В конце концов он был превращён в курятник, а мост с которым он стоял, назвали мостом Балджи. Балджи был позже дан второй шанс, когда Томас и Эмили были на ремонте, когда он был восстановлен переночевал на поле, но куры забрались в автобус и уснули на багажных полках, Балджи этого не знал, на следующее утро,  начались неприятности. Затем Балджи был превращён в овощную палатку на колёсах. Его перекрасили в зелёную краску, и ему нравилось перевозить овощи потому что они никогда не несут яйца, и никогда не жалуются. Некоторое время спустя Балджи был переоборудован обратно в пассажирский автобус. Когда Томас делал незапланированные остановки на своей ветке чтобы высадить пассажиров Берти, пассажиры Томаса опаздывают, так что толстый инспектор решил привезти Балджи чтобы он заботился о пассажирах Берти, пока он на ремонте.
Озвучивали:
Великобритания/США: Колин МакФарлейн.

#### Берти
Берти (англ. Bertie) № 54 — автобус красного цвета.

Первое появление в сериале серия — «Томас, Теренс и Снег». («Thomas, Terence and the Snow») — 1 сезона.
После того, как Томас застрял в снегу, Берти пришёл, чтобы спасти пассажиров Томаса. Потом он гонял с Томасом, после утверждения что он быстрее. Но потерял лидерство после остановки на светофоре. Берти пытался догнать Эдварда, когда у него были пассажиры Томаса. Позже взял детей на вечеринку Викария и дразнил Тревора, назвав его истуканом и старомодным. Но он застрял в грязи и Тэренсу пришлось его вытаскивать. И он извинился перед Тревором за свои слова. Берти дразнил Томаса за его медлительность, но потом сам он опоздал. Когда Эдвард попал в аварию Бэрти взял духовой оркестр Но снова застрял в грязи. К счастью Эдварда отремонтировали и он забрал оркестр. Берти постоянно призывал Томаса к гонкам, но в следующий раз погонял уже в седьмом сезон и выиграл гонку. Терерь Бэрти и Томас постоянно устраивают гонки, в семнадцатом сезон Бэрти стал ездить быстрее, но иногда Томас приходил первым. В девятнадцатом сезоне, Берти подразнил Томаса что был на другой стороне горы ветки Томаса, Томас был зол, и был полон решимости туда попасть. В Легенда содора о пропавших сокровищах, Томас и Бэрти снова устроили гонки, Томас едва не столкнулся с Тоби, а Берти едва не столкнулся с Оливером экскаватором. Томас видел его на пути к Харвику, овцы загородили ему путь, но он только улыбнулся.
Озвучивали:
Великобритания: Руперт Дегас (15 сезон — 16),
Великобритания/США: Кит Викфэм (с 17 сезон по настоящее время)

#### Гарольд
Гарольд (англ. Harold) — вертолёт белого цвета.

Первое появление в сериале — серия «Паровоз и вертолёт» (Percy and Harold) — 2 сезона
Когда он впервые встретил Перси, то сказал ему что железные дороги медленные и устаревшие, но был неправ, когда Перси победил его в гонке. Когда у Томаса отказали тормоза, Гарольд с инспектором гнались за ним до станции. На рождество, Гарольд на вечеринку, на станции Тидмаут принёс Деда Мороза. Гарольд также принёс горячие напитки экипажу Перси когда он был в воде, и подружился с Даком после спасения раненного моряка. Гарольд жил на аэродроме Драйо и спасал всех кто попал в беду. Во спасение с Туманного острова, он присоединился к поисково-спасательной команде, и него есть собственный ангар, в Поисково-спасательном центре. С момента прихода в поисково-спасательную команду, он помог Томасу, когда он заблудился, Снял Берти с моста Трях-трях и помог Чарли вернуть слона, который сбежал из Содорского зоопарка. Однажды роторы Гарольда заклинило, и Томас с Даком взяли его в поисково-спасательный центр. Он и остальные спасатели помогли выбраться из большого шторма, и были вознаграждены новой тревогой. Позже спасатели помогли Перси и Дизелю в наводнении в старом карьере. Также Гарольд помог добраться до замка Каллан герцогу и герцогине Боксфордских, когда Спенсер, Томас и Берти не смогли это сделать. В двадцатом сезоне соперничество с Перси произошло на рождество. Перси изо всех сил старался пробраться через сугробы, и Гарольд предложил помочь, но Перси отказался. Когда Перси забыл один мешок на станции Драйо, Гарольд предложил помочь передать его Перси, но Перси, полагая, что Гарольд насмехался над его скоростью, решил устроить ему гонки, но застрял в сугробе. Гарольд снова предложил помочь доставить почту, и на этот раз Перси согласился. Когда он доставил почту Хиро у него кончилось горючее и он упал в поле. Когда Перси узнал об этом он кинулся на поиски его, и привёз ему топливо говоря что рождество это время подарков. Потом они вернулись на Содор.
Озвучивали:
Великобритания: Кит Викхэм
США: Керри Шейл

#### Джереми
Джереми (англ. Jeremy) — реактивный самолёт белого цвета.

Первое появление в сериале — серия Томас и реактивный самолёт (Thomas and the Jet Plane) 10 сезона
Томас впервые встретил Джереми в аэропорту, когда забирал детей. Когда Джереми рассказал как здорово быть реактивным самолётом, Томас подумал что Джереми хвастался, и решил больше никогда с ним не разговаривать. Томас вскоре стал расстроен тем что Джереми не нужно останавливаться на красный сигнал, или из-за коров на линии, но когда Джереми предупредил о грозе, Томас забрал детей с пикника и отвёз их в аэропорт, чтобы спросить у Джереми, могли бы дети продолжить пикник в его сарае. Джереми согласился и Томас тогда считал его очень полезным реактивным самолётом. Потом он отвёз герцога и герцогиню Боксфорд обратно на Материк. Помогал в поисках Томаса, когда он пропал, и выпустил красочный дым и струи к празднованию открытия Великого Уотертона. В двадцатом сезоне, он доставлял письма на северный полюс.

#### Джордж
Джордж (англ. George) — паровой каток зелёного цвета.

Первое появление в сериале — серия паровой каток (Steam Roller) — 4 сезона.
У Джорджа была неприязнь к Сэру Хэнделу, потом они посоревновались, и произошёл несчастный случай. Однажды толстый инспектор опаздывал на день рождения Леди Хэтт. Его машина сломалась, а когда разрешили ему прокатиться на Керолайн, она перегрелась. Джордж подъехал и назвал Керолайн позорищем на колёсах. Водитель Джорджа был вежливый, и разрешил прокатиться, но Джордж не справился с управлением и въехал в грязную лужу. Джордж позже работал в карьере Валуна с Ренеасом и Скарлоуи, и делал грубые замечания, хотя они утверждали что камень нужен для того чтобы он делал дороги. Он был всё ещё груб, и Перси отвёз его на платформе на его работу. Когда Джордж был у старой линии он небрежно проложил асфальт через ж/д переезды, из-за этого Томас сошёл с рельсов и попал в аварию, потом Джородж отказался разрешить Даку проехать и его вагоны стояли на основном пути. Когда экспресс пришёл, Гордон столкнулся с вагоном Дака, разбив его. Толстый инспектор был в ярости, из-за недавнего безобразия, и наказал Джорджа взяв его с дороги на наделю, и он использовался в качестве машины на лесопилке. Несколько дней спустя, Джордж стал мало говорить с паровозами. Однажды Томас взял его на ремонт взлётной полосы в аэропорте.в последнюю минуту. В девятом и десятом сезонах, он работает на ферме МакКолла.

#### Капитан
Капитан (англ. Captain) — шлюпка жёлтого и синего цветов.

Первое появление в сериале — фильм «Спасение с Туманного острова» («Musty island Rescue»)
Когда Томас пропал он искал его с толстым инспектором в море, а позже привёз брёвна Джоби.
Когда Стивен пропал, Капитан и остальные спасатели искали его. Когда глобус мира Эмили уплыл, Капитан помог доставить его в порт. В девятнадцатом сезоне он хотел помочь Рокки и Генри но там было далеко от воды, а потом поплыл в Доки Брендама на чрезвычайный случай.
В легенда содора о пропавших сокровищах, он принёс милицию чтобы арестовать Моряка Джона, а позже был замечен с водолазами, которые вытаскивали сокровища из воды. В двадцатом сезоне он и Гарольд спасли Скифа и толстого инспектора.
Озвучивали:
Великобритания: Кит Викфем

#### Карли
Карли (англ. Carly) — блестящий новый китайский передвижной козловый кран жёлтого цвета
Первое появление в сериале — серия
«Крюк помощи» («Crancy at the end of the line») — 21 сезона
Карли работает в Доки Брендама. Когда она впервые приехала на Содор Крэнки испугался что Карли заменит его. Позже Карли отбирала грузы у Крэнки и они начали соперничать кто больше грузов соберёт и это привело к тому что их крюки запутались и они не могли пошевелится. К концу дня они помирились.
Озвучивали:
Великобритания/США: Люси Монтгомери (21 - 24 сезоны),
Великобритания: Ева Мохамед  (с 25 сезона по настоящее время)
США:Дженна Уорнен  (с 25 сезона по настоящее время)

#### Кассия
Кассия (англ. Cassia) — бразильский передвижной портальный кран оранжевого (изначально красного) цвета с жёлтыми полосами опасности в нижней части своего основания и кабины. А перила, лестничная площадка и верхняя секция тоже покрашены в оранжевый и голубой (изначально в голубой) цвета. в Рио-де-Жанейро.
Первое появление в сериале фильм «Кругосветное путешествие!» («Big Wold! Big Adventures! The Movie»).
Кассия сильный и уравновешенный кран, который осторожно разгружает с кораблей на вагоны паровозов (хотя без единой царапины). Она любит работать под бразильскую музыку, такую как босса-нова и батукада. Когда нигде не работает музыка, то Кассия обязательно найдёт ритм.
Озвучивали:
Великобритания/США: Тереза Галахер («Кругосветное путешествие»)
Лаура Кукурулло

#### Кевин
Кевин (англ. Kevin) — кран жёлтого цвета.
Первое появление в сериале — фильм «Герой рельсов» (Hero of the rails).

В герой рельсов Кевин работает в мастерской, с Виктором, предлагая ему свою помощь. Когда Спенсер был отправился в мастерскую, Кевин отвлёк его, пока Томас забирал детали для Хиро. Позже он участвовал в восстановлении Хиро. Томас однажды был главным в мастерской, когда Виктор уехал и Кевин помогал ему. Однако Кевин так работал что запутался, и случайно нажал кнопку, которая отправила на кране Спенсера вверх. Вскоре Виктор приехал и помог навести порядок в мастерской. Когда у Крэнки было много работы в доках, Кевин был послан чтобы помочь. К сожалению Крэнки не хотел помощи и сказал Кевину остаться в углу. Когда Крэнки уронил трубы и клетки с цыплятами, Кевин бросился на помощь. из-за этого Крэнки разозлился. Томас и Солти сказали ему что у Крэнки есть золотое сердце. Когда Крэнки уронил бочку, Кевин пытался помочь, но упал в воду. К счастью Крэнки выловил его из воды, но не раньше чем приехал толстый инспектор и увидел что произошло. Он собирался отправить Кевина обратно с позором, но Крэнки сказал что он не виноват, это всё он сам был виноват. Потом вместе Крэнки и Кевин расчистили причал. Позже Бен обманул Кевина чтобы перекрасил его в синий, как и его близнеца Билла, чтобы обмануть Коннора снова. Кевин позже увлёкся снегом и решил поиграть в него несмотря на предупреждения Виктора, но застрял у мастерской, пока Томас не заметил его, и он был спасён не зная что Виктор поехал искать его. Когда Генри приехал перекрашиваться, Кевин дал рабочим не ту краску, из-за чего Генри светился в темноте.
Озвучивали:
Великобритания: Мэтт Уилкинсон

#### Керолайн
Керолайн (англ. Caroline) № 1 — старинный ретро-автомобиль красного цвета.

Первое появление в сериале — серия Поезд останавливает игру (Train stops Play) 4 сезона
Керолайн не любит высоких скоростей, из-за них она перегревается. Она не любила паровозов, до того как Степни вернул её на платформе на футбольное поле Елсбридг, там она признала что паровозы всё-таки полезные (по её словам: «они спасают колёса бедных машин») Позже Керолайн обещала взять толстого инспектора на день рождения Леди Хэтт, но она перегрелась, и была оскорблена Джорджем, который взял толстого инспектора до Томаса, но попал в аварию.

#### Клео
Клео (англ. Cleo) — дорожный локомотив красного цвета с золотыми полосами
и чёрными колёсами. Прототип не основана на каком-либо известном реальным транспортном средстве и похоже, является оригинальным дизайном.
Первое появление в сериале — серия «Дорожный локомотив Клео» («Cleo the Road Engine») — 24 сезона.
Клео была построена Рут в её мастерской. Здесь она впервые встретила Томаса и устроила с ним гонку в Кнепфорд. Во время поездки Рут пришлось сделать несколько остановок, чтобы высадить почту и забрать яйца у фермера МакКола, из-за чего Клео проиграла гонку. Затем она решила провести вторую гонку с Томасом до Веллсворта, на этот раз по железнодорожному пути, чтобы она могла победить его. Однако на рельсах чуть не сбил Гордон который возил экспресс и Клео удалось спастись от столкновения.
Позже Клео забеспокоилась, когда она впервые увидела снег, хотя вскоре она получила своё удовольствие, когда Рут объяснила ей это. Когда снег начал таять, она попыталась спасти одного из снеговиков в Драйо, но тот растаял, прежде чем она смогла его охладить. На следующее утро она была удивлена, когда Рут создала для неё фальшивую снежную машину.
Озвучивалии:
Великобритания/США: Гарриет Кершоу

#### Колин
Колин (англ. Colin) — паровой кран зелёного цвета

Единственное появление в сериале — серия Вечеринка-сюрприз (Surprice party) — 12 сезона.
Колин работает на пристани. Он в рождество расстроился что не может принимать участия в рождественской вечеринке, тогда Фредди устроил вечеринку на пристани, чтобы Колин смог участвовать.

#### Коуб
Коуб (англ. Kobe) — танзанский кран-молот красного цвета с жёлтыми и чёрными полосами опасности по обеим сторонам верхней секции. Его основание чёрного цвета.
 Прототип NW70031 USN 20-тонный башенный кран Второй Мировой войны.
Единственное появление в сериале — фильм «Кругосветное путешествие» («Big World! Big Adventure! The Movie»)
Коуб впервые появился, сыграв камео, когда Томас и Ниа прибывают в порт Дар-эс-Салама.
Позже, когда сэр Топхэм Хэтт спрашивал у местных жителей, видели они Томаса, Коуб попросил взглянуть на фотографию Томаса и поднимает крюком к себе рассмотрев фотографию, он сказал ему что видел Томаса который его погрузил на корабль, идущий в бразилию, после чего он опустил толстого инспектора обратно на землю.
Озвучивали:
Великобритания/США: Абубакар Салим

#### Крэнки
Крэнки (англ. Cranky) — подъёмный кран зелёного цвета.

Прототип портовый кран 20-50х годах.
Первое появление в сериале — серия «Недовольные жуки» («Cranky Bugs») 5 сезона.
Однажды Крэнки задержал Томаса и Перси и назвал их жуками. Он получил своё возмездие, когда пароход врезался и сбил его, и Томасу с Перси пришлось поставить его. Впоследствии он обещал никогда их не оскорблять. Тем не менее, он продолжал дразнить паровозы когда Перси жаловался что у него много работы, и когда Генри приплыл в доки на барже, полной рыбы. Несмотря на свой недостаток сна, Крэнки очень много работает.
Иногда они злятся, когда он очень медленный, но это может стать причиной аварии. Несмотря на то что он капризный, Крэнки может показать добрую сторону. Однажды он помог Томасу найти Перси, когда они играл в прячься и гуди в доках. Когда Томас приехал в Доки Брендама Спросил у Джеймса и Генри собираются Генри ответил что они едут в летнюю резиденцию на праздник он взял солому, а Джеймс взял яйца и отправились на праздник Томас остался в доках поздоровался с Крэнки но он ворчал про утро Томас решил поторопить Крэнки подать груз для Томаса, но Крэнки не успел дать груз как вдруг Томас начал обзывать его скрипучим Крэнки говорит что его не подъёмный груз услышав это ему не понравилось шутка Томаса тогда он решил проучить его обозвав крошкой Томасом, но Томасу тоже не понравилась шутка от Крэнки тогда решает найти Джеймса и забирает груз с яйцами и приезжает с ним когда Крэнки поднял груз Томас удивился что он смог но всё равно обзывает его скрипучим а Крэнки крошкой Томасом и решает найти Генри чтобы привести солому в доки Брендама когда Томас привёз солому в доки Брендама и тут у Томаса была идея поднять его как только Крэнки поднял его стрела не выдержала и она сломалась как и Крэнки тоже, а во всём виноват Томас из-за споры приехал Толстый инспектор и отругал за путаницу и 
не разбериху пришлось опустить Томаса обратно на рельсы, когда Спенсер отвёз солому и яйца обратно в летнюю резиденцию Герцога и Герцогини в Боксворд, Томас привёз запчасти в доки Брендама Томас и Крэнки извинились, позже Крэнки погрузил статую Содорского льва прямо на платформу Томаса, Томас обрадовался что он будет возить настоящего льва и покинул доки Брендама, но Крэнки хотел сказать, что содорский лев статуя, но Томас покинул доки Брендама. Чуть позже Крэнки  подружился с чайкой которая каждый день прилетает к нему, остальных животных он не любит, хотя показано, что он боится слонов. Крэнки не любит истории Солти и шутки Чарли, в одной из историй Солти, Крэнки был Брендамским чудовищем. В семнадцатом сезоне, Крэнки нужна была помощь, и Кевин был послан, чтобы помочь ему. Крэнки однако отказался помощи. Но когда Кевин упал в море, Крэнки достал его и извинился. Позднее он назвал Чарли глупым, когда он рассказал о слоне на путях, и потом предупредил Томаса о скользких рельсах. Позже Крэнки разгружал ящики с корабля и уронил один из них. Опасаясь чтo что-то внутри ящика было разбито, он спрятал его, хотя потом ящик был найден и доставлен в мэрию. В двадцатом сезоне, он сказал Джеймсу что тот дуется сильнее чем он сам. В большие гонки Крэнки случайно загрузил ящик с Дизелем на лодку.
Озвучивали:
Великобритания: Мэтт Уилкинсон (13-24 сезон), Уилл Харрисон-Уоллес (с 25 сезон по настоящее время)
США: Гленн Рэйдж (13-24 сезон), Кори Доран (С 25 сезона по настоящее время)

#### Мадж
Мадж (англ. Madge) трёхколёсный грузовик с платформой зелёного цвета.

Первое появление в сериале — серия Мадж — крутой грузовик 11 сезона.
В первое появление Мадж нужно было перевести Дункана на другую сторону двора по дороге, потому что на рельсах сугробы. Он дразнил её что она медленно ездит, поэтому путешествие было скучным. Чтобы оно было интересным, Мадж быстро поехала и стала скользить. Но из-за этого они повисли на обрыве. К счастью они выбрались благополучно. Также она должна была доставить моющие средства для Ренеаса и Скарлуи когда у них был парад. И потом Томас рассказал о Великом Уотертоне.

#### Меррик
Меррик (англ. Merrick) — кран красного цвета. 

Первое появление в сериале — фильм «Тайна голубой горы» (Blue Mountain Mystery»).
Когда мост Блонден был повреждён, Меррик предупредил паровозы, что Ренеас спускается с верхней части горы, и ему придётся пересечь мост с нагружёнными вагонами. Когда Томас спросил его видел ли он зелёный паровоз, он ответил что не видел. Позже поздравил Томаса и Люка. В семнадцатом сезоне, Люк заставил его и другие паровозы работать тихо чтобы не пугать оленя, но Меррик сказал что никак нельзя работать тихо.
Озвучивали :
Великобритания/США: Мэтт Уилкинсон

#### Оуэн
Оуэн (англ. Owen)— наклонный тяговой локомотив оранжевого цвета.

Первое появление в сериале — фильм «Тайна голубой горы» («Blue Mountain Mystery»).
Овен наклонный тяговой локомотив, который тянет вагоны вверх и вниз, по наклонной. Когда он впервые появился, скрывал Люка от Томаса. Потом он нехотя, поднял Томаса по склону вверх, когда ему нужно было поговорить с Люком., но Томас повис на обрыве, и Люк спас его и притащил к склону но вес обоих паровозов слишком тяжёл для Овена, и они врезались в каменный пол. В семнадцатом сезоне, сказал что оленю в карьере не место, и расстроился когда Люк сказал им работать тихо.
Озвучивали:
Великобритания/США: Бэн Смолл («Тайна голубых гор по 18 сезон»),
Великобритания/США: Роб Рэкстроу (с 23 сезона по настоящее время)

#### Стефано
Стефано (англ. Stefano) — Большой итальянский десантный грузовой корабль красного цвета с чёрной крышей корпус оранжевый с чёрной полосой спереди а его рукоять крана жёлтого цвета из Сицилии который играет в роли автомобили-амфибии. Прототип неизвестный вскоре всего он напоминает на LARC-LX.
Первое появление в сериале — серия «Все дороги ведут в Рим» («All Tracks Lead to Rome») 23 сезона.
Стефано впервые встретился с Томасом когда он приехал за грузом для археологического музея и очень удивил его со своим выездом на сушу. Затем Стефано рассказал Томасу о пропавшем паровозике который начал его искать в старой шахте. Позже Стефано присоединился с Томасом и Джиной когда тот привёз Содорскую Строительную Компанию в Италию чтобы помочь с Эстер. Позже Стефано плыл вдоль побережья наткнулся на Беппе вместе с Лоренцо и Томасом которые висели на краю скалы моря он снял их и опустил на палубу, позже чего отвёз на ремонт. Когда Томас потерял голос после попытки спеть в опере он подал сигнал чтобы Стефано понял нужно подождать Джину.
Озвучивали:
Великобритания: Антонио Магро

#### Тампер
Тампер  (англ. Thumper)  — горная машина красного цвета.

Единственное появление в сериале — серия Расти и Валун 5 сезона.
Тампер был построен в содорской горнодобывающей компании, и был отвезён на каменоломню чтобы добывать камень. но от его рук Валун скатился с горы и преследовал Расти, Ренеаса и Скарлуи, и чуть не столкнулся с Перси, и поджёг и сломал депо на шахте. Тампер часто выходил из-под контроля на рудниках, и используется в добыче сланца.

#### Теренс
Теренс Рэндалл (англ. Terence Randall) — плужный снегоочиститель оранжевого цвета.

Первое появление в сериале — серия «Томас, Тэренс и снег»(«Thomas, Terens and the Snow»). 1 сезона.
Теренс вытащил Томаса из-под снега когда он застрял. Когда дом миссис Кайндли замело снегом, он помог расчистить его, и следил за её домом пока она с паровозами ехала на вечеринку. Во втором сезоне, он подружился с Даком, когда Томас был на ремонте, и присутствовал на рождественской вечеринке в Тидмаут. В третьем сезоне, он помог Тревору с посадкой новых деревьев, и заверил Генри что лес станет лучше чем когда-либо прежде. Он также, оказался в ловушке возле переезда, когда Мэвис застряла и перегородила путь. Когда Берти застрял в грязи, на вечеринке Викария, Теренс вытащил его оттуда. Позже когда жители оказались под снегом, Теренс начал расчищать снег. В четвёртом сезоне, он был замечен на ферме, рядом с которой, у Сэра Хэндела был несчастный случай. В пятом сезоне он предупредил Джеймса что деревья могут быть сильнее паровозов, и напомнил Перси что дочь миссис Кайндли выйдет замуж, он также был замечен на работе в карьере Валуна. В шестом сезоне, он помог расчистить завал в туманной долине. Позже он пахал поле, где Дункан, потерял свой свисток, пытаясь удивить его. В седьмом сезон он помог убрать дерево, которое упало на рельсы, и вытащил Элизабет из снега. В Великое открытие он помогал искать Томаса когда он пропал, и когда он был найден, Теренс об этом сообщил Харви и Тревору. В 21 сезоне он поехал напрямик через замёрзшее озеро чтобы забрать рождественскую ель и лёд под ним треснул хорошо что Томас был рядом и вытащил его а ёлка утонула.
Озвучивали:
Великобритания/США: Том Стортон

#### Тревор и Элизабет
Тревор (англ. Trevor) и Элизабет (англ. Elizabeth) № 21 — паровой трактор-тягач тёмно-зелёного цвета (Тревор) и паровой грузовик красного цвета (Элизабет).

Первое появление в сериале (Трев.) — серия «Спасённый трактор» («Saved from Scrap») 2 сезона. (элиз. —) Элизабет старинный грузовик 6 сезона.
Тревор:
Эдвард и Джим Коул спасли Тревора от переплавки. Позже Томас взял его в порт на работу. Эдвард и Тревор позже помогли устроить у Викария вечеринку. Позже Тревор так же появлялся на ферме МакКолла и в аэропорту. в журнале говорится что он ещё работает на ферме Троттера. Часто встречается на ярмарках. В двадцатом сезоне, когда фермер МакКолл застрял под мостом с коровами, Тревор вытащил его.
Элизабет:
Много стояла в сарае до того как её нашёл Томас. потом помогла восстановить Скарлуи ж/д. и отвезла пудинги но застрял и Томас и Теренс спасли её.
Озвучивали:
Великобритания: Найджел Пилкингтон
— Тревор
США: Кристофер Рэглэнд — Тревор

#### Эйс
Эйс (англ. Ace) № 43 — австралийская гоночная машина жёлтого цвета с белыми полосами и серебристыми колёсными дисками. Прототип Triumph Spritfire 1500.

Первое появление в сериале — фильм «Кругосветное путешествие!» («Big World! Big Adventures! The Movie»).
Эйс был участником кругосветного ралли на пяти континентах. Однажды он направился на Содор, чтобы сесть на корабль, который ведёт в Африку где проходило первое ралли. По дороге на Содор он пронёсся мимо ничего не подозревающего худого священника который ехал на велосипеде и чуть не сбил его с ног.
Затем он встретился с Летучим Шотландцем и спросил его эта дорога ведёт на Содор. Летучий Шотландец подтвердил, что он как раз едет туда, и что по этой дороге на остров могут попасть только паровозы. Затем Эйс заметил впереди сломанное прясло забора проходящего между рельсами и дорогой. Используя сломанное прясло как трамплин, Эйс перепрыгнул с дороги прямо на железнодорожные пути перед Летучим Шотландцем. Тот спросил Эйса что он делает, на что он гоночный автомобиль ответил, что переезжает через мост Викарстауна на Содор, где чуть не столкнулся с Сидни но сумел увернуться от него, отметил что ему не стоит зря прокладкой рисковать.
Позже Эйс готовился к гонкам на ветке Фаркуара где познакомился с Томасом. Томас предложил ему устроить гонку, в которой Эйс с лёгкостью обогнал его и первым пришёл до Фаркуара, в то время как Томас наблюдал за ним с восхищением. Когда Томас добрался до Фаркуара Эйс представился и рассказал Томас о кругосветном ралли. Томас сказал Эйсу что он всегда хотел повидать весь мир, и Эйс сказал ему в ответ что рельсы есть в других странах тоже, и убедил его стать первым в мире паровозиком, совершившим кругосветное путешествие. Затем Эйс готовился к подготовке к гонкам. Позже в тот же день Томас решил отправиться в путешествие вместе с Эйсом.
На следующее утро Томас и Эйс прибыли на корабле в Дакар, где Эйс принял участие в первом ралли-рейде, который проходил через Сахару. Однако Томас был вынужден остаться позади, поскольку не были положены рельсы, из-за чего Томас ненадолго потерял доверие к Эйсу который уже успел рассказать Томас, что финиш будет в Дар-эс-Саламе, поэтому Томас решил отправиться туда. Эйс воссоединился с Томасом на корабле, который идёт в Рио-де-Жанейро, сказав Томас не позволяв Ние связывать его. Как только они добрались до Рио, Эйс сразу сообщил Томас, что следующее ралли пройдёт через дождевой лес Амазонии, где положены рельсы. Но в какой-то момент во время ралли, он перевернулся напротив путей где был спасён Томасом и Ние которые доставляли груз кофе в Сан-Франциско.
На протяжении всей поездки Эйс неоднократно жаловался на медлительность двух паровозиков поскольку он привык жить «свободным как птица» по своим собственным условиям и правилам. Его нрав быстро напряг отношения между собой и Нии, особенно когда он сказал им сделать крюк на Соляные Равнины где проходило следующее ралли. Во время поездки через Аризону Эйс убедил паровозов разделить состав и посоревноваться друг с другом — на самом деле он замышлял бросить Ниу и заставить Томаса отвезти его на Соляные Равнины. Однако когда Томас набрал скорость, они потеряли управление, столкнулись с вагонами Бо и ворвались в старую шахту, наконец окончательно сойдя с рельсов. После того как Бо спас их на следующий день, возмущённый и разочарованный эгоистичным поведением Эйса Томас отставил его на Солярных Равнинах прежде чем продолжить путь в Сан-Франциско, чтобы найти Ниу и извиниться. По началу Эйс насмехался над этим, но показал намёк на своё удивление и раскаяние Томас уехал.
Когда Эйс встретил Толстого инспектора на корабле который пытался найти Томаса и вернуть его обратно домой, что он по его назначению сделал всё сам.
У Эйса есть гоночный номер 43 точно такой же как у Ричарда Петти также можно увидеть в мультфильме тачки.
Озвучивали:
Великобритания/США: Питер Андре

#### Эмерсон
Эмерсон — бразильский самолёт белого цвета в синей, зелёной и жёлтыми прокладками и зелёным хвостом. Прототип King Air B200.
Первое появление в сериале — фильм «Кругосветное путешествие!» («Big Wolrd! Big Andventures! The Movie»).
Когда Толстый инспектор прибыл на корабле в попытке найти Томаса который тот отправился на кругосветное путешествие и вернуть его обратно домой он заметил плакат с Эмерсоном. Воспользовавшись этим как возможность добраться до Сан-Франциско, куда отправился Томас который тот доставляет кофе он вылетает на поиски Томаса в кабине Эмерсона следующим утром. Хотя ни одному из них не удалось разглядеть Томаса, пролетая над дождевым лесом Амазонии, поскольку в это время был уже в Соединённых штатах они пролетели мимо Томаса и Эйса, не заметив их на следующую ночь, когда Томас и Эйс потерпели крушение в Большом каньоне по пути в Сан-Франциско, которые остались там на всю ночь. Высадил Толстого Инспектора в Сан-Франциско, Эмерсон отправился в обратный путь.
Некоторое время спустя во время одного из путешествий Томаса в Бразилию, когда он играл с Раулем, Габриэлой и Кассией с прилетевшим к ним мячом, Томас случайно кинул его со стороны моря, где пролетавший мимо Эмерсон отбросил обратно на берег.
Озвучивали:
Великобритания/США: Габриэль Поррас

## Люди

#### Сэр Топхэм Хэтт
- Сэр Бертрам Топхэм Хэтт по прозвищу Толстый инспектор (в переводе 6-го канала — Толстый диспетчер, в переводе Первого канала. Всемирная сеть — Толстяк-инспектор (с 1 по 7 сезоны), Большой начальник (с 8 по 10 сезоны)).

Первое появление в сериале — серия «Боязнь дождя» («The Sad Story Henry») 1 сезона.
Управляет всей железнодорожной системой острова Содор. Строгий и почти не обладает чувством юмора, но справедливый и спокойный. В молодости он был бойскаутом. Потом стал управителем северо-западной железной дороги и владел грузовиком по имени Элизабет, которая отмечает что он не очень хороший водитель. Когда он был молодым человеком, Эдвард брал его в день рождения в старом вагоне. Он также построил паровозы кофеварки до того как Томас прибыл на содор. Позже Сэр Топхэм Хэтт получил дворянское звание за службу в железнодорожной отрасли. Он также был управителем узкоколейной железной дороги Скарлоуи, пока Мистер Персиваль помогал ему в железнодорожной отрасли. В «Тайна голубой горы» он купил автодрезину по имени Уинстон, который часто используется в качестве частного транспорта на железной дороге. У Сэра Топхэма Хэтта есть жена Леди Хэтт, он — дедушка Стивена и Бриджет Хэтт у него есть близнец Сэр Лоухэм Хэтт и мать Долджер Хэтт. В официальном сайте у него есть дети. Он также владеет несколькими паровозами, кошкой, двумя машинами и живёт в зале, на окраине Веллсворт. Любит сладкое. Судя по всему, он потомственный аристократ.
Озвучивали:
Великобритания: Кит Викфем
США: Керри Шейл  (с Hero of the Rails по 18 сезон)
Великобритания/США: Кит Викфем (с серии фильм «Приключения начинаются» по 24 сезон)
Великобритания/США: Брюс Доу  (с 25 сезон по настоящее время)

#### Леди Хэтт
- Леди Хэтт — жена Сэра Топхэма Хэтта. Иногда помогает мужу с железнодорожным бизнесом, а паровозы идут на всё, чтобы помочь с вечеринками в честь её дня рождения. Она любит железную дорогу и её работников, но испытывала некую неприязнь к Энни и Кларабель, пока их не вымыли и не покрасили. Хотя её муж управляет железной дорогой, она предпочитает прокатиться на лодке или на машине. С первого по пятый сезон у Леди Хэтт были длинные, вьющиеся, рыжие волосы. После пятого сезона у неё появились более короткие, более гладкие, каштановые волосы.

Озвучивали:
Великобритания: Тереза Галлахер (с 13 сезона по настоящее время)
США:Жюль де Джонг (с 13 сезона по настоящее время), Тереза Галлахер

#### Стивен и Бриджет Хэтт
- Стивен и Бриджет Хэтт являются внуками толстого инспектора и Леди Хэтт.

Стивен старший брат Бриджет Хэтт, а Бриджет Хэтт младшая сестра Стивена.
Озвучивали:
Великобритания:
Тереза Галахер Стивен Хэтт (14 сезон), Бриджет Хэтт (14 сезон)
США: Жюль де Жонг Стивен Хэтт (14 сезон), Бриджет Хэтт (13 — 14 сезоны)
Великобритания/США: Тереза Галахер

#### Фермер МакКолл
- Фермер МакКолл — фермер.

Первое появление в сериале — серия «Тоби и овечки» («Toby Hand a Little Lamb») 6 сезона.
У него есть собака овчарка по имени Кети, овцы, утки, куры, свиньи и корова. Они хорошие друзья с фермером Троттером. Он распространяет продукцию по Северо-западной железной дороге. Он регулярно посещает Содорские мероприятия, включая ярмарки, где его животные идут на шоу.
Озвучивали:
Великобритания: Мэтт Уилкинсон
США: Вильям Хоуп

#### Фермер Троттер
- Фермер Троттер — владелец и оператор свинофермы.

Первое появление в сериале — серия «Шарф для Перси» («A Scarf for Percy») 3 сезона.
Фермер Троттер хороший друг фермера Маккола и Джима Коула. Он предположительно, работал на других фермах, прежде чем получил собственную ферму, в том числе на ферме Маккола и ещё на железной дороге Скарлуи. Он был частью команды, которая обнаружила Герцога и привезла на праздник.
Фермер Троттер также имеет своё поле, которое находится рядом с его свинофермой. На поле пасутся коровы, которые, предположительно, принадлежат ему.
Озвучивалии:
Великобритания: Мэтт Уилкинсон
США: Керри Шейл

#### Елизавета ll
- Елизавета ll — она же королева Елизавета ll была королевой Соединённого Королевства и Содружества после 1952 года.

Первое появление в сериале — серия «Вёдра с краской и королева» («Paint Pots and Queens») 4 сезона.
Елизавета ll впервые встретилась с толстым инспектором в 1952 году, когда его представил её зять, Генри Регаби, губернатор Содора. Елизавета ll впервые встретилась с жителями Содора после её коронации в 1953 году. Гордон был удостоен части, потянув царский поезд, Томас должен был подготовить вагоны, а Эдвард расчистить путь впереди царского поезда. Она была встречена и удостоена с толстым инспектором в Тидмауте и рассказал диспетчеру что она великолепно работает и хочет встретить паровозы. На следующий день она вернулась на Материк, особо поговорив с паровозами, которые подготовили царский поезд.
Когда Эмили спросила Гордона, какие необычные грузы он тянул, он упомянул время когда тянул царский поезд Елизаветы ll.
Озвучивали:
Великобритания/США: Шэрон Миллер

#### Принц Чарльз
- Принц Чарльз — он же Принц Чальз член королевской семьи и старший сын Елизаветы ll, который несколько раз посетил остров Содор.

Единственное появление в сериале — серия «Королевский поезд» («Thomas and
Озвучивали:
Великобритания/США: Рейчел Миллер

#### Долджер Хэтт
- Долджер Хэтт — мать Толстого инспектора.

Первое появление в сериале — серия «Гордон и Гремлин» («Gordon and the Gremlin») 5 сезона.
В её первый визит на Содоре Томас опоздал, когда вёз её в Кирк Ронан. После этого она посетила Содор несколько раз, включая свой день рождения. В молодости она была оперной певицей, хотя ею сыну не нравится про это слушать. У неё есть далматинец, которого она назвала Гремлином. В змей-путешественник и DVD выясняется что у неё есть попугай по имени Дэйв. В ЦГИ серии выясняется что она живёт рядом с Мейтвейт.
Позже Томас отвёз её на туманный остров который был туман а когда он рассеялся Томас тащил вагоны всё медленнее и медленнее но её это не нравилось она обожала хлопанье и разные штуки, но Томас не знал что за штуки такие тут дошло до Томаса она обожала скорость но Тоби ошибался дал не верный ответ вскоре она и Томас вернулись на Содор она была счастлива. Позже когда Томас еле тащил экспресс Гордона ему было тяжело после этого она покраснела от злости.
Позже она приняла участие в рождественском обеде Сэра Роберта Норремби и разозлилась, что толстый инспектор не пришёл на её обед.
Озвучивали:
Великобритания/США: Кит Викхем

#### Мистер Персиваль
- Мистер Персиваль — известен как «худой инспектор».

Первое появление в сериале — серия «Майти и Мак» («Mighty Mac») 9 сезона.
Управляет частной железной дорогой. Мистер Персиваль был нанят между седьмым и девятым сезоном чтобы помочь толстому инспектору в железнодорожной отрасли. Он женился на миссис Персиваль и имеет пятеро детей, они живут в коттедже напротив депо. Он был одним из важных гостей которые присутствовали с Долджер Хэтт и затем на вечеринке в Кнэпфорд, он сказал Питеру Сэму что он будет за главного пока он на встрече с толстым инспектором, и приветствовал Люка на его железной дороге. Он ругал Дункана за его сварливость на рождество и велел ему быть бодрым весь день, но потом сказал что он ошибался. Однажды он присутствовал на встрече с толстым инспектором где вызвал спор между Томасом, Спенсером и Берти сколько колёс лучше после объявления что два колеса на его велосипеде лучше. По пути со встречи он позвал помощь, чтобы помочь герцогу и герцогине Боксфорд добраться до замка Каллан, когда Спенсер Томас и Берти не смогли это сделать. Позже он присутствовал на рождественском обеде графа. Он наверное знаком с тонким священнослужителем так как он был замечен при посадке с ним в поезд Томаса на Келлстхорп, был с ним в Викарстоун, и смотрел с ним на большую гонку. Он был одним из важных пассажиров которые проверяли Хьюго.
Озвучивали:
Великобритания: Кит Викхэм
США: Керри Шейл

#### Герцог и Герцогиня Боксфордские
- Герцог и Герцогиня Боксфордские часто посещают остров Содор на своём паровозе Спенсере.

Первое появление в сериале — серия «Гордон и Спенсер» («Gordon and Spencer») 7 сезона.
Однако они переехали в свой летний домик.
Озвучивали:
Великобритания: Мэтт Уилкинсон — Герцог Боксфордский
Тереза Галахер — Герцогиня Боксфордская
США: Вильям Хоуп — Герцог Боксфордский
Жюль де Жонг — Герцогиня Боксфордская
Великобритания/США:
Герцогиня Боксфордская (17 сезон)
Ольга Кузнецова — Герцогиня Боксфордская

#### Лорд Каллан
- Лорд Каллан — Лорд Замка Каллан и его земли включая печально известное Чёрное озеро.

Первое появление в сериале — серия «Неудачный день у замкового озёра» («Bad Day at Castle Loch») 7 сезона.
Он живёт в замке Каллан, где он часто проводит специальные мероприятия и торжества.
Озвучивали:
Великобритания/США: Кит Викхэм

#### Мистер Бабблз
- Мистер Бабблз (также известный как Каффи и мистер Смех) — это клоун который надувает самые большие пузыри и устраивает шоу с самым большим шаром.

Первое появление в сериале — серия «Томас и цирк» («Thomas and the Circus») 8 сезона.

#### Мэр Содора
- Мэр Содора — глава острова Содор.

Первое появление в сериале — серия «Перси и картина» («Percy and the Oil Painting») 9 сезона.
Мэр присутствовал во всех на многих важных событиях вместе с толстым инспектором, таких как реставрация Великого Уотертона, открытие статуи Содорского льва, вечеринка Долджер Хэтт в Кнепфорде и награждение поисково-спасательного отряда новым сигналом тревоги.
Озвучивали:
Великобритания: Кит Викхем (13 — 16 сезоны)
Великобритания/США: Дэвид Беделла (19 сезон по настоящее время)

#### Сэр Роберт Норремби
- Сэр Роберт Норремби — текущий граф Содора. Он является владельцем Стивена, Милли, Глинна и замка Ульфстед.

Первое появление в сериале — фильм «Король железной дороги» («King of the Railway»).
Сэр Роберт Норремби — граф Содора, любитель железных дорог и джентльмен-исследователь, владеющий поместьем на острове Содор. Он со своей белой бородой и длинными волосами может показаться немного эксцентричным, но он старинный друг сэра Топхэма Хэтта. Граф совершил кругосветное путешествие и вернулся домой на Содор. Его коронная фраза «Я просто обожаю сюрпризы!» Сэр Роберт — добрый и заботливый человек, но он может быть суров со своими паровозами если они плохо себя ведут.
Озвучивали:
Великобритания/США: Майк Гренди

#### Моряк Джон
- Моряк Джон — пират, ранее служил на морском флоте, а также бывший капитан Скифа.

Первое появление в сериале — фильм «Легенда Содора о пропавших сокровищах» («Sodor’s Legend of the Lost Treasure»).
До того, как стать охотником за сокровищами, моряк Джон служил на военно-морским флоте, но его выгнали оттуда по неизвестным причинам. Затем он узнал о сокровищах капитана Кальеса и направился на остров Содор, плавя вверх и вниз по побережью Арльсбурга, пытаясь найти сокровища, но на рассвете отбывал, чтобы не быть пойманными полициями.
После того, как Томас нашёл пиратский корабль в пещере Кальеса, моряк Джон приделал Скифу железнодорожные колёса, чтобы он смог ездить по рельсам, и в первый раз встретился с Томасом, когда он заметил его. Сначала Джон подружился с Томасом и начал работать с ним, чтобы найти сокровища, но вскоре отвернулся от него, когда они не смогли их найти, полагая, что Томас, вероятно, нашёл их и тайно забрал себе. Когда моряк Джон узнал, что толстый инспектор он же Сэр Топхэм Хэтт планирует отдать сокровища, которые нашла Марион в музей, и оставил его в сейфе в своём офисе в Кнепфорде на ночь, моряк Джон поздней ночью подорвал динамитом офис и забрал сокровища. Скиф не хотел участвовать в ограблении, но у него не было выбора.
Томас погнался за моряком Джоном и Скифом на вершину холма, где он обнаружил пиратский корабль было неизвестно кто отвёз его и что Скифа прицепили к нему с помощью тросов. Когда моряк Джон поднял якорь Скифа, вес пиратского корабля потянул Скифа с холма. Томас преследовал моряка Джона, Скифа и пиратский корабль, через Арльсбург Запад, где Рексу, Майку и Берту удалось замедлить пиратский корабль, свалив балластные вагоны на пути и Райан, за которого зацепилась верёвка, привязанная к кораблю, смог опрокинуть корабль. Томас продолжил погоню за моряком Джоном и Скифом через Арльсбург, где Джон пытался уничтожить Томаса, бросив в него динамит, но Скиф не дал ему попасть динамитом в Томаса. Моряк Джон сумел выйти в море с сундуком, но потерпел поражение, когда Скиф опрокинулся, в результате чего он потерял сокровище. На следующее утро прибыла полиция, и затем моряк Джон был арестован за свои преступления. Скиф был отдан капитаном Джо.
Озвучивали:
Великобритания/США: Джон Хёрт

#### Капитан Джо
- Капитан Джо — нынешний капитан Скифа и смотритель маяка в порту Арльсбурга.

Первое появление в сериале — серия «Герой Скиф» («Blown Away»).
Капитан Джо стал нынешним капитаном Скифа после того, как Моряк Джон был арестован. Однажды во время шторма, он и Скиф помогли жителям Арльсбурга подготовиться к нему. Менеджер морского музея Арльсбурга подежурить за пиратским кораблём капитана Кальеса, и пока их не было, Скифа сдул сильный ветер.
Озвучивали:
Великобритания/США: Мэтт Уилкинсон

#### Мистер Френсис Дункан
- Мистер Френсис Дункан — владелец Арльсдейлской железной дороги получившего по прозвищу «маленький инспектор» так как на самом деле он высокого роста чем толстый инспектор и Мистер Персиваль.

Первое появление в сериале — серия «Как аукнется так и откликнется» («Tit for Tat») 20 сезона.
Как и любой другой железнодорожный владелец Содора. Он действует как отцовская фигура для своих паровозов и всегда знает, когда проявить строгость к ним, если они будут плохо себя вести.
Озвучивали:
Великобритания/США: Роб Рэкстроу

#### Вилли
- Вилли — обычный фермер и тракторист, живущий неподалёку от Арльсдейлской железной дороги.

Первое появление в сериале — серия «Гудок Майка» («Mike’s Whistle») 20 сезона.
Однажды он пахал на тракторе своё поле и проехавший мимо Майк свистнув него, испугав его.
Как и в железнодорожных историях, он должен был доставить последние тюки шерсти для поезда Рекса, но опаздывал. Худой священник заметил, что тюки Вилли не были надёжно закреплены, но тот хотел останавливаться, поскольку хотел успеть к Рексу. Вилли получил своё желание раньше, чем ожидалось, так как его телега, гружённая тюками шерсти опрокинулась, и тюки скатились на железнодорожные пути. Он предупредил Рекса об этом, но было уже слишком поздно, и Рекс врезался в шерсть

#### Дженни ПакКард
- Дженни ПакКард более известная как Мисс Дженни — женщина из Ирландии является владельцем Содорской Строительной Компании. Она управляет многими строительными работами на Содоре наряду со старшиной.

Первое появление в сериале — серия «Джек идёт на работу» («Jack Jamps In») 6 сезона.
Дженни ПакКард — добрая и дружелюбная женщина, но может быть весьма строгой, когда это необходимо. Она очень гордится своей работой. Когда кого-то хвалит, то говорит: «твоя мама гордилась бы тобой!»
Озвучивали:
Великобритания/США: Гарриет Кершоу

#### Чарубала
Чарубала — владелец Индийской железной дороги.
Первое появление в сериале — фильм «Кругосветное путешествие» («Big World! Big Adventure! The Movie»).
Когда Томас работал на Индийской железной дороге, он следовал указанием Чарубалы. Однажды она представила его режиссёру фильма-Болливуда, руководившего съёмками Болливуда на Индийской железной дороге и у него была работа для Томаса. Позже она присутствовала на съёмочной площадке во время съёмок фильма.
Когда Чарубала поручила Томасу привезти вагон с кокосами, он сделал крюк поехав ко дворцу обезьян. Когда Томас наконец прибыл на Индийскую станцию, Чарубала была разочарована тем, что все кокосы из вагона исчезли, и она потребовала, чтобы Томас отправился назад и собрал ещё кокосы. Томасу удалось наполнить свой вагон кокосами с помощью обезьян, и он вовремя доставляет кокосы Чарубале.
Позже, когда Томас и Раджив были возбуждены желанием отвезти пассажиров на сафари Нур Джан в джунглях, чтобы увидеть тигров, она напомнила им, что у них обоих есть своя работа. Позже, Томас привёз её и двоих полицейских, чтобы задержать двух браконьеров, которые наняли Раджива, чтобы тот помог им поймать тигра, но вместо этого были остановлены Томасом, Радживом и Шанкаром. Чарубала была очень впечатлена Томасом и Радживом за помощь в защите тигров, прежде чем присоединиться к их смеху, когда они обнаружены что за это время Шанкар исчез.
Озвучивали:
Великобритания/США: Шина Бхаттесса

#### Миа
- Миа — смотритель археологического музея в Италии.

Первое появление в сериале — серия «Все дороги ведут в Рим» («All Tracks Lead to Rome»).
Она эксперт в области археологии и подруга Джины.
Озвучивали:
Великобритания/США: Монтсеррат Ломбард

#### Дама Белла Канто
- Дама Белла Канто — знаменитая итальянская певица.

Первое появление в сериале — серия «Соло Лоренцо» («Lorenzo Solo») 23 сезона.
Из-за её статуса как солистка Дама Белла Канто часто считает себя выше всех остальных и может быть довольно невнимательной с другими, людьми, которых она считает «ниже её». Кроме того, она предпочитает делать что-то в одиночку и часто отталкивает других людей. Она всегда ожидает величайшего мнения. Несмотря на это, на неё всё ещё смотрят многие из-за оперных талантов, и иногда она показывает более мягкую сторону, например, когда она сожалела о том, что оставила свой оркестр.
Озвучивали:
Великобритания/США: Фламиния Синк

#### Рут
- Рут — изобретательница которая живёт в своей мастерской на ветке Фаркуа.

Первое появление в сериале — серия «Блестящее пополнение» («A New Arrival») 24 сезона.
Рут жизнерадостна, весела, храбра и энергична, и часто успокаивает и утешает, тех кто испытывает беспокойство по поводу новых технологий. Рут не терпит никаких глупостей от других и решительно не одобряет тех, кто злоупотребляет технологиями. Она служит Клео в качестве материнской фигуры, а иногда и игровой сестринской фигуры.
Озвучивали:
Великобритания/США: Доминик Мур

#### Профессор Фридрих
- Профессор Фридрих - изобретатель который прибыл на Содор.

Первое появление в сериале - серия  "Блестящее пополнение" ("A New Arrival") 24 сезона.
Профессор Фридрих изобретатель который изобрёл Бластбустер-7 для ярмарки технологий в замке Ульфстед, хотя, несмотря на заверения Крэнки, настоял на проверке своего изобретения по прибытию на Доки Брендама. Однако, сделав это он случайно нажал на кнопку и запустил изобретение, которое  со скоростью ветра помчался по Северо-западной железной дороге, остановившись только благодаря Томаса. Позднее он отплатил за помощь, позволив Томасу воспользоваться Бластбустер-7, чтобы догнать угнанного Кенджи.
Озвучивали:
Великобритания/США: Роб Рэкстроу

#### Сэр Лоухэм Хэтт
- Сэр Лоухэм Хэтт — весёлый брат-близнец толстого инспектора.

Единственное появляение в сериале — серия «Путаница» («Double Trouble») 13 сезона.
Однажды Томас должен был отвезти толстого инспектора и Леди Хэтт на праздник в честь Дня рождения сэра Топхэма, но вместо них в Майтуейт он увидел Лоухэма Хэтта. Не зная кто он на самом деле, Томас принял его за толстого инспектора, хотя он заметил, что тот вёл себя странно, например, назвал Томаса своим «добрым другом». Сэр Лоухэм попросил Томаса в шепчущий лес, где они встретили Эдварда и детей, с которыми играл сэр Лоухэм играл в прятки. Томас рассказал Эдварду о своём беспокойстве в странном поведении «толстого инспектора» хотя боялся спросить его самого, полагая, что он будет выглядеть глупо. Томас пытался убедить сэра Лоухэма, что им нужно торопиться на праздник, но он сказал Эдварду, что дети его проиграли.
В конце концов Томас остановился на красном сигнале, где вышел сэр Лоухэм вышел из поезда и зашёл на сигнальную будку, на удивление стрелочника, который тоже принял его за сэра Топхэма. Сэр Лоухэм поиграл с одним из рычагов отправив Гордона и экспресс, полный важных пассажиров на боковую ветку. Томас был очень удивлён странным поведением «толстого инспектора», но снова не спросил его. Они вернулись в Майтуейт, где станционный смотритель сказал, что Толстый инспектор и Леди Хэтт отправились на праздник на Берти. Но когда Томас спросил того « толстого инспектора» что с ним всё в порядке и за странное поведение, тот ответил что он брат толстого инспектора сэр Лоухэм.
Затем двое отправились на поиски Берти, который сломался на обочине дороги. Настоящий толстый инспектор отругал брата за путаницу и неразбериху, который он устроил, снова взявшись за «старое», прежде чем сказать о том, что нужно спешить на праздник. После этого Томас устранил все проблемы, вызванное сэром Лоухэмом, и все смогли насладиться праздником.
Озвучивали:
Великобритания: Кит Викхем
США: Керри Шейл

#### Рассказчица
- Рассказчица — рассказчица собиралась открыть новую библиотеку, но сначала Томас должен был показать ей особую часть линии чтобы дать ей вдохновение для рассказа. Но Томас не успел этого сделать когда помогал Джеймсу, Перси и Эмили, но к счастью рассказчица знала что делать: она сделала историю о Томасе. Она хорошая подруга Леди Хэтт.

#### Травмированный моряк
- Травмированный моряк — появился в третьем сезоне, в эпизоде Всё на море. После того, как он повредил руку во время регаты, Гарольд отнёс его Даку, а Дак отвёз его к Берти, который отвёз его в больницу. Он также появился в песне пятого сезона — Вертолёт Гарольд.

#### Карьерный мастер
- Карьерный мастер — заведует Содорским Глиняным карьером. Когда в карьере начался оползень, карьерный мастер почти был оставлен позади но он вскарабкался на один вагон, как раз вовремя. Карьерный мастер появился только в третьем сезоне, в эпизодах Один хороший поворот и Герои. Он также появился в песне пятого сезона — Никогда не теряй надежду.

#### Смотритель слона
- Смотритель слона — владеет его цирковым слоном. Единственное его появление в серии Генри и слон.

#### Дородный человек
- Дородный человек — появился только в четвёртом сезон, в эпизоде спящая красавица. Он был одет в зелёный пиджак, белую рубашку, кремовые брюки и красно-зелёную шапку с помпоном. Он, Джим Коул, фермер Троттер и два других мужчины отправились на поиски Герцога. Он нашёл Герцога после случайного падения через крышу его сарая на его котёл.

#### Разжигатель огня
- Разжигатель огня — специальный работник разжигает топку паровозов. он носит белую рубашку синий пиджак, чёрный галстук, коричневый комбинезон и кепку. Разжигатель огня один раз пришёл посмотреть почему огонь не горит в топке Гордона. Потом он сказал что гремлины сидят в топке Гордона. Разжигатель огня упоминается во втором сезоне в эпизоде Томас приходит на завтрак, и в третьем сезоне в эпизоде Шарф для Перси. И позже появился в пятом сезоне в эпизоде Гордон и гремлины.

#### Специальный гость
- Специальный гость. — пришёл на остров Содор чтобы построить новую игровую площадку, так как старая была закрыта. Он с толстым инспектором летал на Гарольде чтобы посмотреть хорошее место для игровой площадки. Слухи пошли, что Гарольд собирается все паровозы заменить, но они убедились что были неправы после аварии Гордона в туннеле. от крушения специальный гость нашёл песок для новой игровой площадки и улыбнулся. он появился в пятом сезон в эпизоде Томас и слухи, он впервые упоминается в 1989 журнале важный посетитель и в слухи и домыслы. в последнем рассказе толстый инспектор отмечает, что его зовут Мистер Уолш

#### Дочь миссис Кайндли
- Дочь миссис Кайндли — должна была выйти замуж, но миссис Кайндли забыла дать её набор на счастье. Перси и его экипаж нашли набор, в него входили Томас, Старый медленный вагон, новый буфер и платформа. Дочь миссис Кайндли поблагодарила Перси и дала ему поцелуй, к смеху Томаса. Дочь миссис Кайндли появилась только в пятом сезоне, в эпизоде И жили они долго и счастливо.

#### Гарри Топпер
- Гарри Топпер — устроил ярмарку на Содоре. Он был только упомянут на плакате в пятом сезоне в эпизоде Сделать кого-нибудь счастливым.

#### Пилот Бабочки Медведицы
- Пилот Бабочки Медведицы — был показухой и летал слишком низко. Позже он получил своё возмездие, когда его самолёт застрял в стоге сена. Толстый инспектор сказал пилоту быть заземлённым. Во втором своём появлении он пилотировал воздушный шар с Сэром Топхэмом Хэттом и Леди Хэтт, но они застряли на дереве. Пилот Бабочки Медведицы в первый раз появился в пятом сезоне, в эпизоде отпуск Сэра Топхэма Хэтта и во второй раз в седьмом сезоне, в эпизоде Торжественное открытие.

#### Смотритель маяка
- Смотритель маяка — отвечает за предупреждение кораблям на скалистом берегу. В первом появлении он предупредил Томаса о заливе на прибрежных рельсах. Когда лампочка на маяке погасла Солти предложил смотрителю маяка маховое колесо Фергуса для питания генератора. Он впервые появился в пятом сезоне, в эпизоде Чем это пахнет, потом делал редкие появления и появился в седьмом сезоне в эпизоде Штормовая история Солти. в поздних сезонах, кажется, Кирилл следит за маяком. Последний раз он появился в десятом сезоне, в эпизодах Томас и сокровища и осмотр достопримечательностей. Он также появился в музыкальных видео шестого и седьмого сезонов.

#### Железнодорожная комиссия
- Железнодорожная комиссия — это группа людей, которая помогает осматривать Северо-западную железную дорогу и принимают решения какие паровозы очень полезные. По некоторым причинам они предпочитают ездить на автобусе Берти, они очень похожи на менеджера Верфи.

#### Менеджер Верфи
- Менеджер Верфи — отвечал за Доки Брендама. Он впервые появился в шестом сезоне и делал нечастые появления до двенадцатого сезона. В ЦГИ серии он был заменён портовым менеджером.

#### Ветеринар
- Ветеринар — Во время сильной снежной бури, толстый инспектор велел доставить Тоби и Генриетте ветеринара к фермеру МакКоллу, ведь ему нужна была его помощь, потому что его овцы стали ягниться.

#### Капитан
- Капитан — был в большом корабле который направлялся на Содор, во время плавания свет на далёком маяке погас, благодаря быстрому мышлению Солти, маховое колесо Фергуса было прикреплено к генератору маяка, тем самым сохраняя капитана и его корабль в безопасности. На следующее утро он поблагодарил Солти и Фергуса за их нелёгкий труд.

#### Рыбак
- Рыбак — выходит к морю ловить рыбу в рыбацкой деревне, хотя он был замечен в других местах. Однажды Томас был послан чтобы забрать рыбу, и был нетерпелив с работниками, рыбак дразнил его и сказал наслаждаться запахом рыбы, но Томас только раздражённо фыркнул.

#### Портной
- Портной — когда господин Каллан подарил толстому инспектору новый костюм, Портной мерил его.

#### Дасти Миллер
- Дасти Миллер — имеет собственную мельницу на ветке Тоби. Он также помогает на мельнице на склоне, у Скарлоуи железной дороги. Он хороший друг Тоби и Леди Хэтт. Когда его мельницу ударило молнией, Тоби хотел помочь. Отот шанс появился даже раньше чем он ожидал, когда наткнулся на старое дерево и спросил, можно ли взять дерево чтобы построить новую мельницу. Когда мельница была перестроена, Миллер назвал её мельницей Тоби в благодарность. Томас когда-то принял его за человека в горах, он был покрыт мукой и казался белым.

#### Директор Гастинг
- Директор Гастинг — директор школы, однажды Дункан тянул его орган в школу, когда его свисток потерялся в поле, он использовал свой орган в качестве замены. Он появляется только в шестом сезоне в эпизоде Испорченные свистки, он также появляется в журнале, в истории музыкальный Дункан. Его орган позже появляется в седьмом сезоне в эпизоде Самый красивый паровоз.

#### Бригадир
- Бригадир — второй член содорской строительной компании. Он очень строг с ними, друг Мисс Дженни.

#### Тренер футбола в Драйо
- Тренер футбола в Драйо — появился только в эпизоде — Работа для Бастера. Он нанял содорскую строительную компанию чтобы очистить футбольное поле в Драйо после шторма, и понадобилась дополнительная помощь от Бастера, чтобы расплющить кротовые норы на футбольном поле. Он слегка напоминает Сэра Топхэма Хэтта.

#### Фортепьяно леди
- Фортепьяно леди — появилась Только в Джек и содорская строительная компания, в эпизоде — Келли спешит на помощь. Когда Изобелла должна была доставить пианино на фортепьяно, он повисла на опорной стене, она и Мисс Дженни подбадривали Келли чтобы она спасла её.

#### Эксперты
- Эксперты — были наняты Сэром Томхэмом Хэттом и содорской строительной компанией, чтобы изучить скелет динозавра обнаруженные Оливером. Они называются эксперт с красными усами и эксперт с пушистой бородой. Эксперты появились только в Джек и содорская строительная компания, в эпизоде — Оливер находит динозавра.

#### Директор фабрики мороженого.
- Директор фабрики мороженого — управляет содорской фабрикой мороженого. Он однажды в летний день попросил Томаса забрать сливки, клубнику и какао-порошок для нового мороженого, ведь мороженое на пляже закончилось. После того как Томас вернулся директор фабрики мороженого велел ему отвезти мороженое на пляж, и Томас расстроился, он хотел детей отвезти на пляж. Позже толстый инспектор велел Томасу забрать молоко и масло для мороженого в Мейтвейт. Томас ехал очень быстро чтобы показать Эмили что он очень быстрый. Когда он приехал на фабрику, директор был потрясён увидев вместо молока масло. Он объяснил Томасу что молоко при встряхивании длительного времени превращается в масло и послал Томаса обратно на молокозавод за молоком.

#### Молочный менеджер
- Молочный менеджер — управляет молочной фабрикой. его форма состоит из белых брюк, чёрного галстука, белой рубашки и белой шляпы. Однажды он велел Томасу забрать вонючий сыр в Доки Брендама. Однажды Томас принял его за человека в горах. позже он договорился с толстым инспектором что Стивен будет забирать молоко для послеобеденного чаепития.

#### Диспетчер аэропорта
- Диспетчер аэропорта — когда аэропорт построился тележки Томаса врезались в водонапорную башню и она разбилась на взлётной полосе, Диспетчер сказал что если не убрать завал, самолёт будет вынужден вернуться. После того как многие обломки были убраны, он позвонил Харви, но он был на другом конце острова. Диспетчер аэропорта появился только в На всех парах.

#### Знаменитый художник
- Знаменитый художник — Перси попросили показать ему места Содора чтобы он мог нарисовать картину, но художник был суетливым и жаловался на пляж и виадук, Перси наконец потерял терпение и накричал на художника но у него появилась идея: нарисовать Перси. Художник одет в платье, халат и берет у него есть усы и он говорит с французским акцентом. Он появился только в девятом сезоне в эпизоде — Перси и картина.

#### Пекарь
- Пекарь — Когда Томас привёз бидоны с молоком в пекарню, пекарь сказал, что ему нужно масло а не молоко, но когда Томас попросил его заглянуть внутрь, он увидел там масло, из-за быстрой езды Томаса.

#### «Пыльный» Дэйв
- «Пыльный» Дэйв — настоящее имя Дэйв Миллер. Имеет собственную мельницу. Томас однажды искал вагон с мукой на его мельнице.

#### Алиса
- Алиса — молодая девушка которая живёт на высокой ферме. Она дружит с Томасом и предположительно с Роузи. Позже она была видна среди пассажиров Берти, когда он застрял в грязи.

#### Адмирал
- Адмирал — должен был открыть морской музей. Но когда Томас отправился на поиски сокровищ, Адмирал прибыл туда поздно, поэтому Гарольд взял его туда. Когда Томас нашёл клад и адмирал выкопал его, он сказал что оно будет самой важной частью музея.

#### Фотограф
- Фотограф — После того как скелет динозавра был обнаружен в горах, Томас доставил фотографа во двор, в то время как Ренеас вёз динозавра. Когда Эдвард был звездой на северо-западной железной дороге, фотограф снова был нанят, чтобы сфотографировать Эдварда для плаката. Позже он должен был сфотографировать паровозы для плаката в кнэпфорд. Он также сфотографировал Томаса с жирафом в зоопарке. Он использовал дрезину, чтобы сфотографировать содорские паровозы для книги под названием великая содорская железная дорога. Он также присутствовал на фермерской ярмарке где сфотографировал Джеймса, толстого инспектора, фермера МакКолла, его собаку Кети и его овец. Фотография была размещена на первой странице содорской газеты. Он был также одним из важных гостей в серии Чужая работа. Позже он взял фотографию спасателей поисково-спасательного центра. Фотограф кажется спокойный и лёгкий смеялся когда Томас и Дизель спорили.

#### Плотник
- Плотник — когда движение сломалось, в серии Гордон и инженер, Гордон должен был забрать инженера из Марон но по ошибке забрал плотника, который думал что Гордон везёт его в порт.

#### Инженер
- Инженер — После того как Гордон осознал свою ошибку, он Дуглас и Дональд забрали инженера. Позже он зафиксировал Питера Сэма когда он попал в аварию. и был пассажиром Берти когда он перегрелся. В серии чужая работа он был одним из важных гостей.

#### Маг
- Маг — должен был показывать фокусы и Томас должен был забрать нужные для него вещи, когда Томас это сделал маг стал показывать фокусы.

#### Школьный хор
- Школьный хор — ехал на концерт когда Томас сломался. Хор состоит из четырёх детей и одного взрослого мужчины.

#### Полицейские
- Полицейские — патрулируют разные места Содора. Однажды полицейский стал спорить с толстым инспектором после того как Томас выехал из карьера. В другой раз Мадж когда распыляла снег засыпала снегом полицейского. В легенда содора о пропавших сокровищах полицейские арестовали Моряка Джона за попытку украсть сокровища. Полицейский участвовал в спасении кита на берегу бухты Блафф. В большие гонки полицейский танцевал в мечте Томаса. В двадцатом сезоне полицейский отругал Макса и Монти за тo что они сваливали свои грузы на рельсы.

#### Лесорубы
- Лесорубы — известны также как Специальные лесники, выполняют задания связанные с деревьями. Они спасают деревья. Они изредка работают в шепчущем лесу.

#### Дети Персиваль
- Дети Персиваль — пятеро детей мистера и миссис Персиваль. Близнецы Патрик и Анютины глазки в подарок получили поездку на воздушном шаре.

#### Мисс Мэри Марвел
- Мисс Мэри Марвел — известная рассказчица пришла к железной дороге скарлуи рассказывать историю о Протеусе.

#### Бурлака
- Бурлака — владеет лодкой. плавает у скарлуи ж/д он кажется знаком с несколькими узкоколейными паровозами и с Колином. Он также появляется на реке у Северо-западной ж/д. В эпизоде Чужая работа он был одним из важных гостей.

#### Пожарный
- Пожарный — смелый и героический пожарный. однажды он снял кошку Леди Хэтт с дерева и ему вручили медаль. Теперь он кажется работает с Флинном. он присутствовал на открытии Поисково-спасательного центра. Он также появился в Томас, Перси и старый медленный вагон когда дом рабочих горел и когда цистерна Джеймса загорелась.

#### Ремонтник воздушного шара
- Ремонтник воздушного шара — починил воздушный шар так что мистер Персиваль и близнецы могли кататься на нём. Ему не хватало материала чтобы починить воздушный шар, так что он использовал для этого флаг Дункана.

#### Инспектор на материке
- Инспектор на материке — упоминается в серии Глупые гонки, когда Перси рассказал Томасу о Чарли.

#### Друзья Бриджет Хэтт
- Друзья Бриджет Хэтт — пришли на её день рождения. сказали Джеймсу что их любимый цвет розовый.

Озвучивали:
Россия: Ольга Кузнецова[значимость факта?]

#### Учитель
- Учитель — работает учителем и потребителем на северо-западной железной дороге. Её любимое занятие наблюдать за птицами, у неё есть муж и сын. Однажды когда было жарко она хотела открыть окно Энни но оно заклинило. Она также работала судьёй в Большие гонки.

#### Учительница
- Учительница — учительница ехала в поезде Ренеаса. Она была учителем на скарлуи железой дороге. Ренеас поехал по неправильной дороге и во время поездки поехал так быстро что у учительницы слетела шляпа, затем он проехал под водопадом и она закрыла глаза. она была рада что поездка закончилась. она появилась только в седьмом сезоне, в эпизоде Ренеас и американские горки.

#### Наблюдатель птиц
- Наблюдатель птиц — любит наблюдать птиц и сторонник содорской футбольной команды. Он также в серии Чужая работа был одним из очень важных гостей. Когда Томас выдумал Джефри наблюдатель птиц хотел сфотографировать его.

#### Портовый менеджер
- Портовый менеджер — отвечает за Доки Брендама. он носит белую рубашку и синий комбинезон. Его офис находится в Содорской портовой компании. он часто появляется с записной книжкой.

#### Команда содор юнайдет
- Команда Содор Юнайдет — единственная футбольная команда на Содоре. Эмили однажды должна была доставить грязную форму команды в прачечную но хотела помочь своим друзьям и отвлеклась.

#### Прачечная Леди
- Прачечная леди — уборщица и прачка. Она также помыла форму команды содор юнайдет.

#### Менеджер поисково-спасательного цента
- менеджер поисково-спасательного центра — также известный как поисково-спасательный менеджер, отвечает за поисково-спасательный центр.

#### Школьники
- Школьники — были расстроены когда школьная крыша протекала. Когда Дизель приехал в школу с шифером для ремонта они кричали и болели за него. Школьник позже болел за Флинна когда он приехал тушить пожар. Потом школьники сказали что Стаффорд не издаёт никаких звуков, побуждая него делать звуки паровозов.

#### Железнодорожные инспекторы
- Железнодорожные инспекторы — проверяют железные дороги. Томас пытался произвести на одного из них впечатление но вызвал хаос, покрыв его и толстого инспектора угольной пылью, но всё исправил. Он был одним из важных гостей на вечеринке. Позже инспекторы сомневались нужны ли две пожарные машины на содоре. потом два инспектора смотрели северо-западную железную дорогу, но трудно было произвести впечатление. но они объявили её лучшей после того ка энни и кларабель нашли их часы.

Озвучивали:
Россия: Владимир Антоник[значимость факта?], (14 сезон), Прохор Чеховской[значимость факта?] (17 сезон), Антон Савенков[значимость факта?] (19 сезон)

#### Рыжеволосый мальчик
- Рыжеволосый мальчик — мальчик с рыжими волосами и в очках. Появляется в разных эпизодах начиная с двенадцатого сезона. Он расстроился что у снеговика нет шляпы. он и девочка помахали Джеймсу но он не ответил.

#### Инспектор островов
- Инспектор островов — человек который проверят что на островах всё чисто. в его визит толстый инспектор называет тот день днём чистоты.

#### Светловолосый мальчик
- Светловолосый мальчик — маленький мальчик со светлыми волосами и голубыми глазами. Однажды он сломал ногу и ему нужно попасть домой на рождество, и к счастью Коннор доставил его домой вовремя.

#### Инспектор по качеству угля
- Инспектор по качеству угля — осматривает уголь на железных дорогах. Однажды он посетил содор чтобы изучить особый уголь Генри, но Генри не знал что он инспектор по качеству угля и хотел произвести на него впечатление поэтому он взял обычный уголь. позже инспектор сказал Генри что он должен гордится своим особым углём. Он был также одним из важных гостей Долджер Хэтт.

#### Подруги Долджер Хэтт
- Подруги Долджер Хэтт — две пожилые дамы. Они часто ездят на автобусе Берти в разные места такие как бухта Блафф. Они изредка видны друг без друга. У них кажется есть друг пожилой джентльмен. Они были важные гости Долджер хэтт. им был вручён в день сюрпризов букет цветов. одна из них также была судьёй в большие гонки.

#### Великий композитор
- Великий композитор пришёл на содор написать мелодию. к сожалению мелодии сдуло ветром. но тогда он решил устроить концерт с Томасом, Джеймсом, Мэвис, Гордоном, Перси и Эмили.

Озвучивали:
Россия: Александр Котов[значимость факта?]

#### Воры
- Воры — ворвались в замок Альфстед, когда Гордон был королём на острове Содоре, и украли его корону, спрятав её в сундук, спрятанный в шахте Альфстед. Их поймали, но корону нашёл только Стивен спустя много лет.

#### Двое альпинистов
- Двое альпинистов — застряли на скалах замка, Каллан и Гарольд спасли их.

#### Вельш орнитолог
- Вельш орнитолог — регулярно ездит в поезде Томаса, наблюдая в бинокль за редкими птицами. Однажды он дёрнул стоп-кран в Энни. Он услышал редкую птицу и хотел взглянуть на неё. Проводник грозно сказал ему, что птица не экстренный случай. Колёса Энни сломались и не могли вращаться. Пассажирам пришлось втиснуться в Кларабель, из-за чего Толстый Инспектор и другие пассажиры бранили его, Томас же пытался защитить орнитолога, но в ответ также был наказан Инспектором.

Озвучивает: Денис Беспалый

#### Дама в большой шляпе
- Дама в большой шляпе — дёрнула стоп-кран когда Томас не остановился на станции. Ранее Энни шутила что её большая шляпа не пролезет в её дверь.

#### Недовольный пассажир
- Недовольный пассажир — человек, который ездит в поезде Дункана каждый день. Он постоянно жалуется на всё. Однажды Дункан пытался сделать всё чтобы прекратить жалования пассажира. однако чтобы он не делал пассажир всё жаловался. после нанесения массы неприятностей мистер Персиваль посоветовал Дункану не слушать пассажира. Дункан стал игнорировать его в будущем. он часто проверяет свои карманные часы, читает газету и носит с собой фляжку с чаем. он появляется на Скарлуи железной дороге и на северо-западной также можно увидеть в серии «осторожный Коннор» который был не доволен.

Озвучивает:
Россия: Александр Котов[значимость факта?] (18 сезон), Антон Савенков[значимость факта?] (с 20 сезон)

#### Заместитель министра
- заместитель министра — прибыл на Содор на Спенсере. Спенсер был так занят чтобы доставить министра что повернул не туда. когда они наконец прибыл он сказал что не поедет домой со Спенсером. Остальные паровозы стали красоваться перед министром и наделали кучу ошибок но им дали второй шанс и министр дал толстому инспектор трофей.